# L'Île Noire
Ne doit pas être confondu avec Île Noire ou Phare de l'île Noire.
L'Île Noire est le septième album de la série de bande dessinée Les Aventures de Tintin, créée par le dessinateur belge Hergé. Elle est la seule aventure à bénéficier de trois versions différentes : initialement parue en noir et blanc sous le titre Les Nouvelles Aventures de Tintin et Milou dans Le Petit Vingtième du 15 avril 1937 au 16 juin 1938, avant d'être éditée en album chez Casterman la même année, L'Île Noire est d'abord colorisée en 1943 puis entièrement redessinée au milieu des années 1960. Cette refonte donne lieu à une nouvelle publication en feuilleton dans le journal Tintin du 1er juin au 28 décembre 1965, avant une édition en album en 1966. Cette version remplace dès lors les précédentes dans le catalogue de l'éditeur.
Dans cet album, Tintin suit la trace d'une bande de faux-monnayeurs qui le conduit au Royaume-Uni et jusqu'en Écosse, où les bandits rassemblés autour du Dr Müller et de Wronzoff ont installé leur repaire, dans le château de Ben More. Déjouant leurs plans, Tintin les fait arrêter après une confrontation avec le gorille Ranko, utilisé par les trafiquants pour terroriser la population et la tenir à l'écart de leurs agissements.
Dans l'édition de 1966, Hergé redessine entièrement l'album et répond ainsi à la demande des éditeurs anglais qui jugeaient la représentation de la Grande-Bretagne non conforme à la réalité. Bien que les scènes et la plupart des dialogues restent identiques, les décors et les accessoires sont entièrement repris et modernisés, en partie grâce aux repérages effectués sur place par Bob de Moor, collaborateur des Studios Hergé. Considérablement enrichie, cette version est pourtant jugée négativement par plusieurs spécialistes de l'œuvre d'Hergé comme Benoît Peeters, Ludwig Schuurman ou Pierre Sterckx, qui déplorent une dédramatisation de l'aventure et une évolution chromatique et graphique qui tend à faire disparaître le trait voluptueux de l'aventure initiale et qui entraîne une complexification de l'image qui rend l'aventure moins poétique, tout en suscitant quelques anachronismes.
L'Île Noire témoigne cependant de la maitrise graphique et narrative d'Hergé qui présente à ses lecteurs une enquête policière dont la tension est renforcée par le cadre fantastique, étrange et mystérieux du cœur même de l'intrigue, à savoir l'Écosse et ses légendes. L'auteur convoque un grand nombre de références littéraires ou cinématographiques et emprunte des ingrédients narratifs au grand mythe de l'île, largement répandu dans la tradition littéraire, tout comme au roman gothique anglais voire aux contes traditionnels. Livrant une description réaliste et archétypale de la Grande-Bretagne, Hergé met en scène plusieurs thèmes qui lui sont chers comme la thématique du faux, à travers les agissements des faux-monnayeurs et les superstitions qui entourent le château de Ben More, ou la rédemption, à travers la figure de Ranko, la bête terrifiante qui se révèle finalement l'amie de Tintin.

## L'histoire

### Résumé
Pendant sa promenade dans la campagne avec Milou, Tintin aperçoit un petit avion en panne. Il propose son aide aux deux aviateurs qui l'abattent sans sommation. Venus lui rendre visite à la clinique où il est soigné, les Dupondt lui apprennent qu'un avion non immatriculé s'est écrasé à Eastdown dans le Sussex. Intrigué, Tintin décide d'enquêter lui-même et s'enfuit de la clinique pour se rendre en Angleterre.

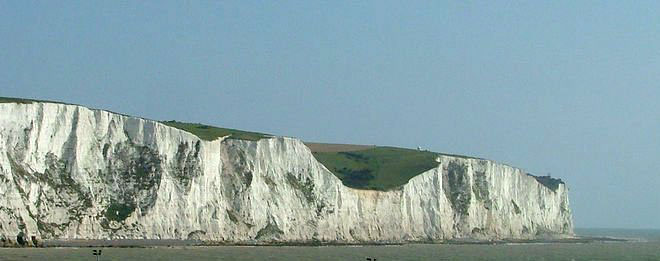
Les falaises de Douvres, semblables à celles dont Tintin manque d'être précipité.

Dans le train qui le conduit vers la côte, le héros est victime d'une machination : deux complices des mystérieux aviateurs, dont un dénommé Wronzoff, le font arrêter en l'accusant de vol. Trompant la vigilance des Dupondt qui l'ont menotté, Tintin s'échappe du train puis engage une course poursuite avec les deux policiers. Il parvient de justesse à prendre le bateau pour l'Angleterre, où les deux malfaiteurs ont embarqué quelques minutes plus tôt. Arrivés au port, ces derniers filent Tintin, l'enlèvent et le conduisent au bord d'une falaise surplombant la mer pour l'obliger à sauter, et faire croire à une disparition accidentelle. Mais l'ingénieux Milou sauve son maître en attirant une chèvre sur les bandits, au moment où ces derniers s'apprêtaient à tirer sur Tintin. Les deux malfrats s'échappent.
Le héros rejoint Eastdown à pied et, peu avant l'entrée du village, il découvre l'épave de l'avion gardée par un policier. Milou parvient à flairer la piste des aviateurs et Tintin retrouve leurs blousons dans un bois. Dans l'une des poches, un papier déchiré en seize morceaux lui livre un message codé, dont il ne comprend pas immédiatement le sens. Intrigué, le reporter continue son chemin qui le mène devant la propriété d'un certain docteur J. W. Müller, dont le nom est précisément mentionné dans le message. Il y pénètre par effraction, mais pris dans un piège à loup, il est capturé par le docteur et son chauffeur, Ivan. Le héros défait ses liens et affronte Müller qui met accidentellement le feu à la villa en lançant un tison brûlant sur Tintin. Les bandits prennent la fuite et Tintin, inanimé, est miraculeusement sauvé par les pompiers. De retour sur les lieux la nuit suivante, Tintin surprend Müller et Ivan alors qu'un avion livre des sacs de faux billets. Les bandits s'échappent, d'abord en voiture, puis en train et en avion, en direction de l'Écosse. Tintin est à leurs trousses, lui-même suivi de près par les Dupondt.

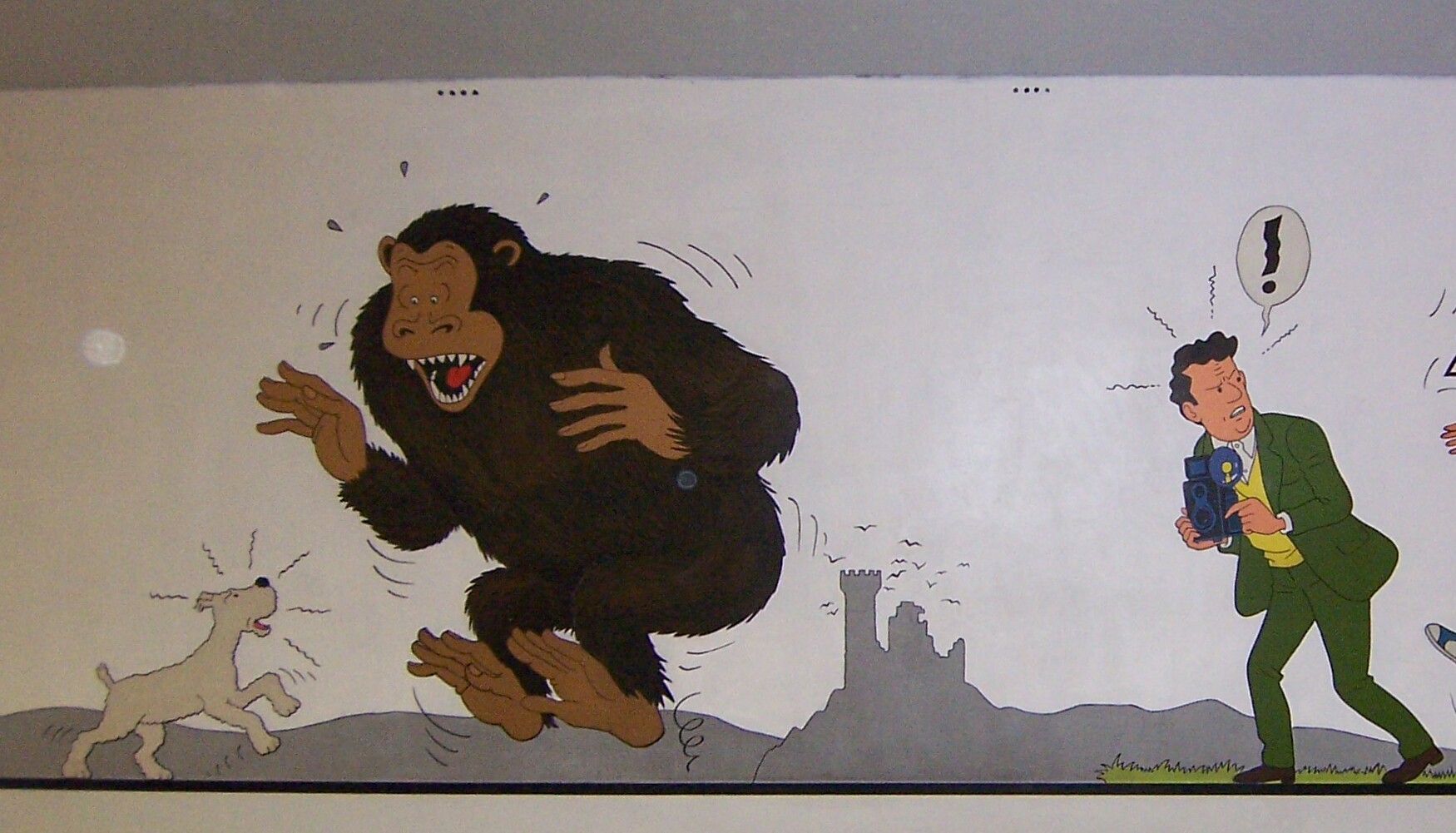
Milou, Ranko et l'île Noire, dans la fresque consacrée aux Aventures de Tintin de la station Stockel du métro de Bruxelles, conçue par Hergé et réalisée par les Studios Hergé.

Le brouillard oblige l'avion de Tintin à atterrir dans la campagne, où un vieil homme recueille le héros et son pilote. Il apprend par la radio que l'avion des bandits s'est écrasé au large de Kiltoch, un village de la côte où il se rend le lendemain. Faisant fi des avertissements des habitants, Tintin achète un petit bateau motorisé et gagne l'île Noire voisine, réputée être le repaire d'une bête monstrueuse. Dans les ruines du château de Ben More, il tombe nez à nez avec Ranko, un gorille que Milou met en fuite par ses aboiements. Tintin découvre que ce château est en fait le quartier général d'une organisation de faux-monnayeurs. À mains nues, il tient tête au docteur Müller et à ses hommes armés, avant que la police écossaise n'arrive et n'arrête les malfaiteurs.
Tintin est accueilli en héros à Kiltoch par une foule de journalistes, qui prennent pourtant la fuite dès que le gorille fait son apparition sur le quai à la suite du héros.

### Personnages et lieux visités

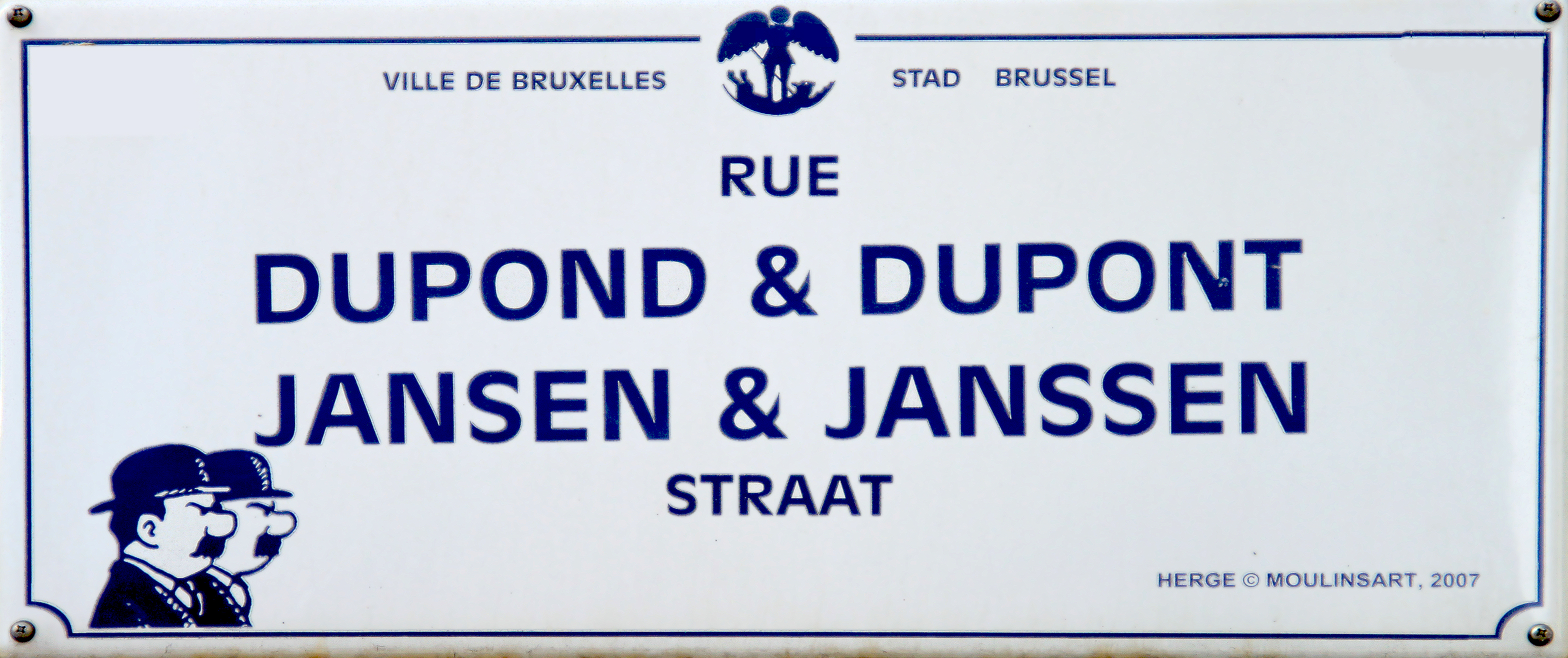
Plaque de rue au nom des Dupondt à Bruxelles (rue du Marché au Charbon).

Le reporter Tintin et son chien Milou sont les héros de l'aventure. Comme dans les albums précédents, les policiers Dupond et Dupont, de la Sûreté de l'État, sont victimes de fausses apparences et n'ont de cesse de poursuivre Tintin qu'ils croient, à tort, coupable de vol,. Au cours de l'aventure, ils comprennent leur erreur et collaborent finalement à l'arrestation des faux-monnayeurs.

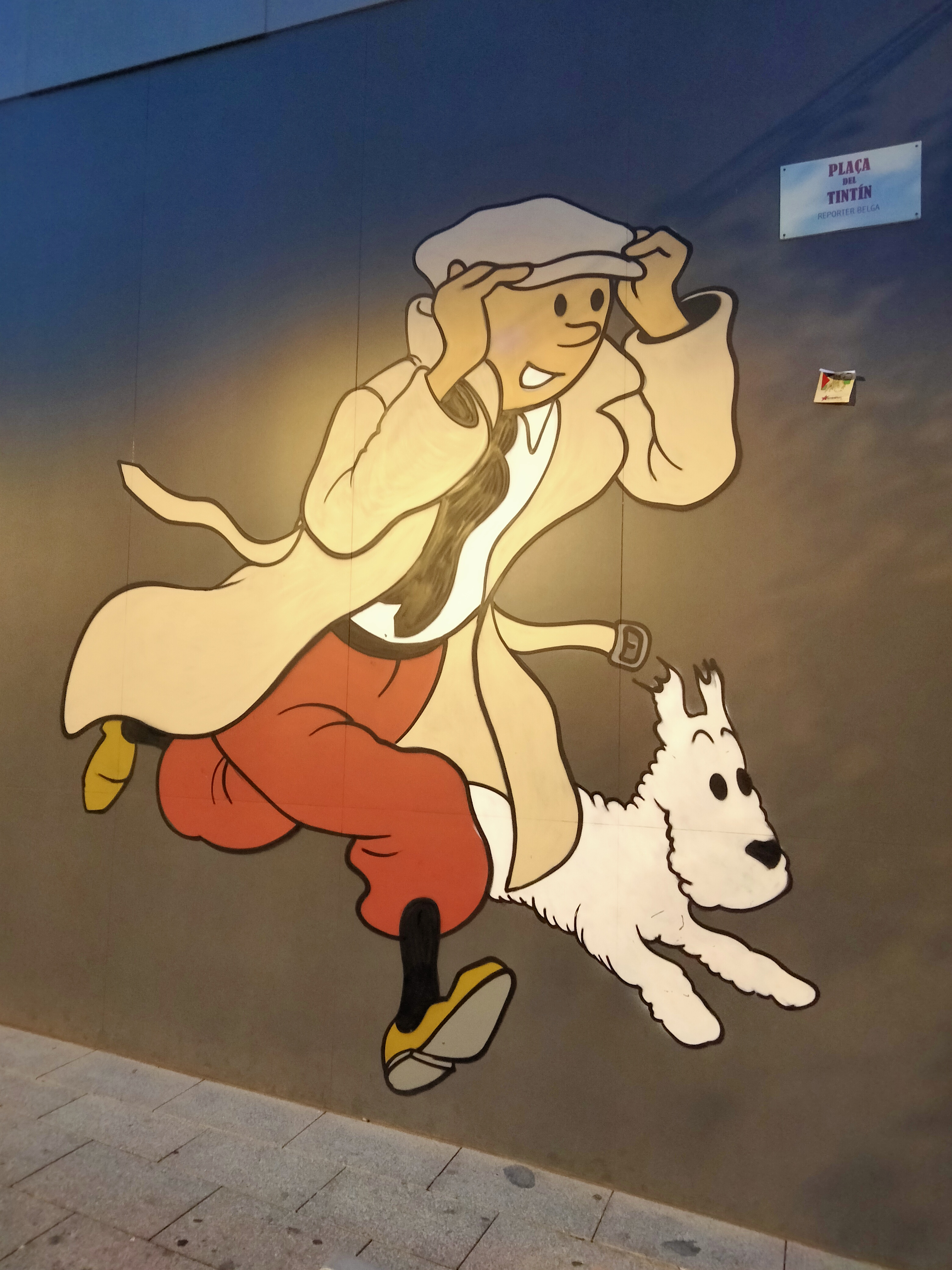
Tintin et Milou sur une fresque à Sabadell.

Cette bande internationale s'organise autour de son chef, Wronzoff, personnage à la barbe abondante qui dresse le gorille Ranko pour terroriser la population et éliminer ceux qui osent s'aventurer dans le repaire des malfrats,. Le Docteur J. W. Müller, et son chauffeur Ivan, sont les opposants de Tintin les plus actifs dans ce récit.
L'histoire commence en Belgique, dans la campagne du Brabant wallon. Le héros se dirige ensuite vers la côte de la mer du Nord pour rejoindre l'Angleterre. Dans la première version de l'aventure, parue en 1938, il embarque dans la malle Ostende-Douvres, tandis que dans la dernière version, publiée en 1966, il voyage à bord du train Cologne-Bruxelles-Londres. Le héros traversent alors plusieurs lieux imaginaires, tous situés dans le Sussex : la gare de Littlegate, la ville d'Eastdown, près de laquelle se trouve la villa du Dr Müller, et l'aérodrome de Halchester, duquel il s'envole pour l'Écosse, ou s'achève l'aventure. Après avoir atterri en urgence dans les Highlands, le héros rejoint le village côtier de Kiltoch, lui aussi imaginaire, puis se rend sur l'île Noire qui abrite le château de Ben More.

## Création de l'œuvre

### Première version deL'Île Noire(1936-1938)

#### Tintin et Hergé dans les années 1930

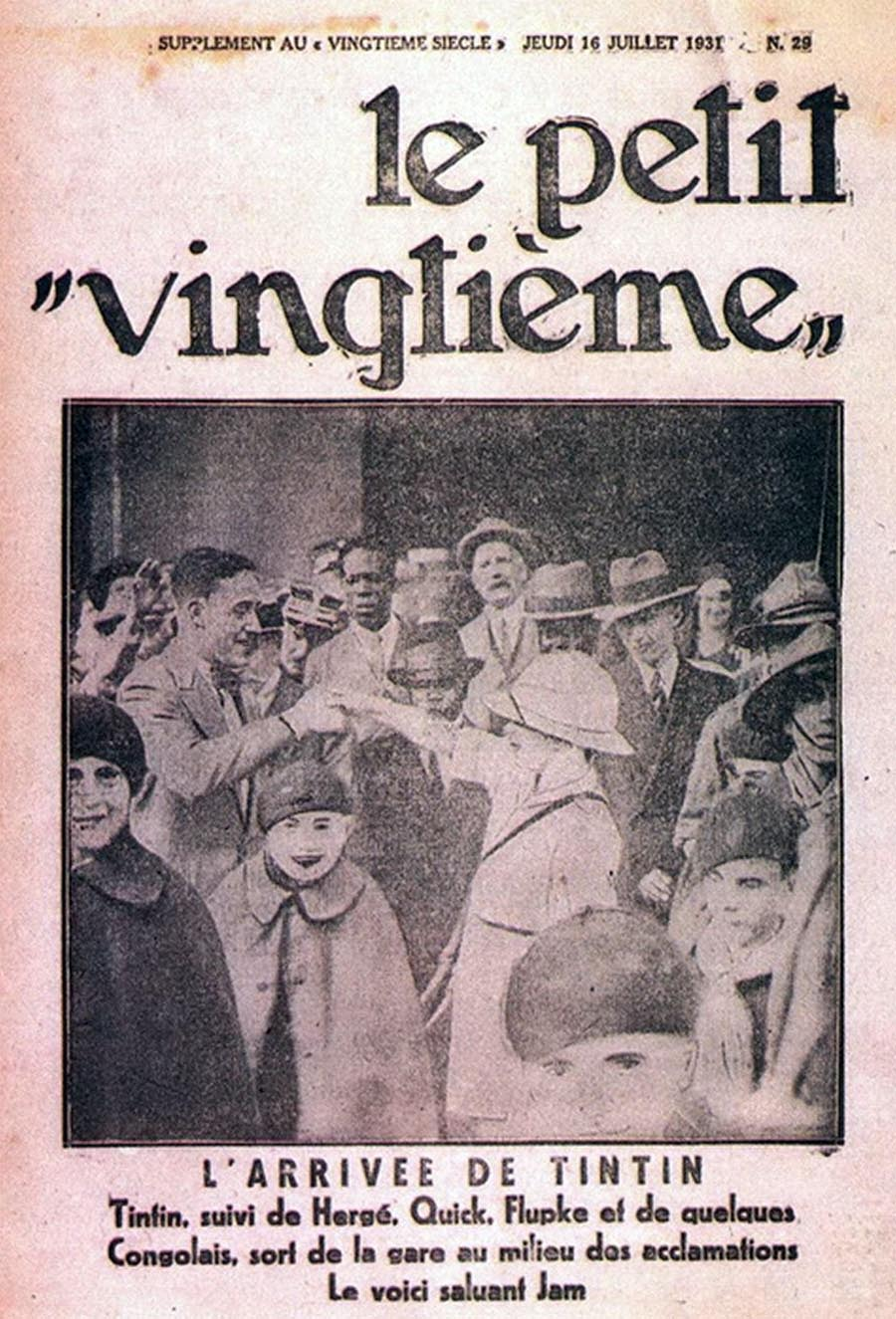
Une du Petit Vingtième du 16 juillet 1931.

Les Aventures de Tintin paraissent depuis 1929 dans Le Petit Vingtième, le supplément pour la jeunesse du quotidien belge, catholique et conservateur Le Vingtième Siècle. Elles rencontrent aussitôt un grand succès. La publication de L'Oreille cassée, sixième épisode de la série, s'achève le 25 février 1937.
Auparavant, le 30 janvier 1936, Hergé et Germaine Remi, son épouse depuis deux ans, emménagent au no 12 place de Mai à Woluwe-Saint-Lambert, dans la banlieue bruxelloise. À cette époque, touché par le succès commercial de son œuvre, l'auteur prend conscience de ses droits et s'adjoint les services d'un avocat, maître Dujardin : les bénéfices des 6 000 exemplaires tirés du Lotus bleu, paru fin 1936, lui reviennent seul et non plus à l'abbé Norbert Wallez, son directeur. Par ailleurs, l'artiste commence à rêver d'une boutique à Bruxelles où l'on vendrait des produits dérivés à l'effigie de son héros.

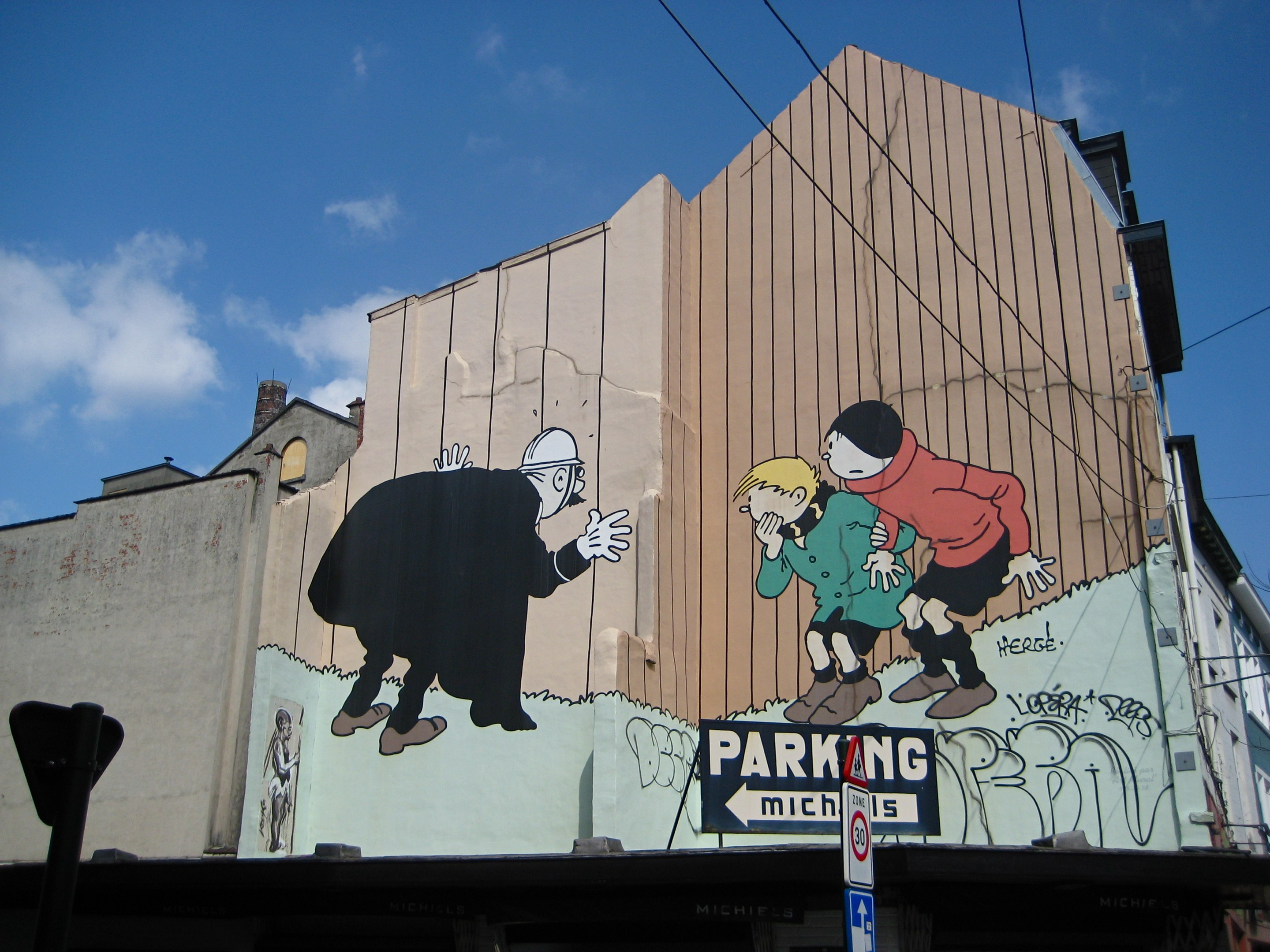
Quick, Flupke et l'Agent 15 sur un mur à Bruxelles.

Dans une lettre adressée le 24 janvier 1936 à son ami Charles Lesne, son correspondant aux éditions Casterman, Hergé avoue être débordé. Outre le développement des Aventures de Tintin, il continue de réaliser des gags de Quick et Flupke qui paraissent chaque semaine dans Le Petit Vingtième et accepte de concevoir une nouvelle série pour l'hebdomadaire français catholique Cœurs vaillants, qui diffuse ses œuvres depuis 1930, Les Aventures de Jo, Zette et Jocko. C'est donc trois séries que l'auteur développe alors en parallèle.
Pour le nouvel épisode de Tintin, Hergé abandonne l'exotisme caractéristique des contrées lointaines où il avait précédemment envoyé son héros et choisit de placer le cadre de sa prochaine aventure en Europe. Selon Frédéric Soumois, cette destination répond à une entreprise méthodique d'exploration du monde par le jeune reporter : après avoir arpenté l'Afrique dans Tintin au Congo, l'Orient et l'Extrême-Orient dans Les Cigares du pharaon et Le Lotus bleu et le continent américain dans Tintin en Amérique puis L'Oreille cassée, Tintin visite ainsi la Grande-Bretagne, en laquelle Soumois voit le « symbole occidental entre tous ». Pour Michael Farr, cette épopée est une manifestation de l'anglophilie de l'auteur, laquelle prend selon lui racine dans les relations privilégiées qui unissent la Belgique et le Royaume-Uni. Farr rappelle à cet effet que le royaume belge fut établi sous la pression exercée par les Britanniques sur les autres États européens au début du XIXe siècle ; en outre, le Royaume-Uni en fut un allié fidèle lors de la Première Guerre mondiale.

#### Hergé en Angleterre

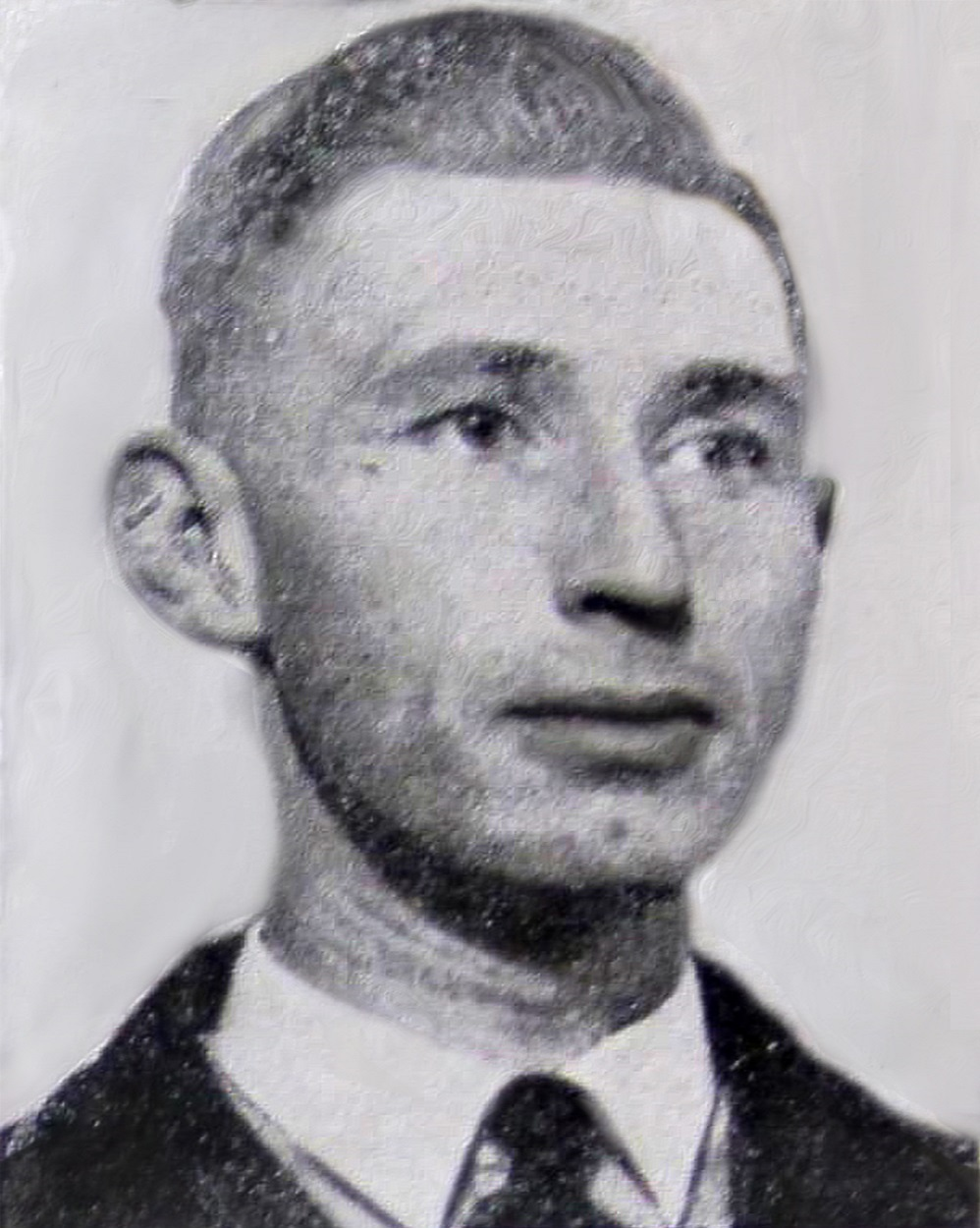
Hergé dans les années 1940.

Au début du mois d'avril 1937, juste avant que débute la prépublication des Nouvelles Aventures de Tintin et Milou dans Le Petit Vingtième, Hergé se rend en Angleterre en compagnie d'un groupe d'amis de l'Institut Saint-Boniface, un établissement bruxellois où il était élève au début des années 1920. Ce voyage sur la côte sud de l'île, du 2 au 7 avril, est l'occasion pour le dessinateur d'effectuer quelques travaux de repérage afin d'accroître la vraisemblance des paysages et des lieux où il compte faire évoluer son héros. Il s'agit à la fois d'une première et d'une exception dans sa méthode de conception des bandes dessinées, l'auteur ne renouvelant la pratique du repérage in situ que pour L'Affaire Tournesol et Coke en stock dans les années 1950. Hergé tend d'ailleurs à minimiser l'impact de ce déplacement car dans ses entretiens avec Numa Sadoul ou avec Benoît Peeters, réalisés dans les années 1970, il ne prend même pas la peine de l'évoquer, tandis qu'il détaille plus longuement les repérages entrepris par son collaborateur Bob de Moor pour la refonte de l'aventure en 1966.
L'auteur n'aurait probablement pas entrepris ce séjour opportuniste sans ses amis scouts, de sorte qu'il « relève plus du voyage maïeutique que du véritable repérage » lui permettant une « collecte de matériau » et une « imprégnation authentique des lieux » selon Ludwig Schuurman.
Hergé et ses camarades, plutôt désargentés, passent toutefois peu de temps en Angleterre, si bien qu'ils ne visitent que Londres et le Sussex, notamment les villages d'Arundel et de Rye dont Hergé rapporte plusieurs cartes postales,. D'autre part, il découvre à Londres les plumes Gillott's (en)-Inqueduct no 2 qu'il acquiert en quantité : en acier inoxydable, contenant un réservoir d'encre de Chine qui rend le dessin plus aisé, Hergé les utilisera jusqu'aux années 1970. Ce court séjour ne permet pas au dessinateur de poursuivre jusqu'en Écosse et les repérages qu'il réalise restent modestes. De son propre aveu, la documentation rapportée de ce voyage était alors bien insuffisante pour donner une « couleur locale » satisfaisante aux planches de L'Île Noire, l'auteur déclarant même : « J'avais jeté un coup d'œil un peu sommaire sur l'Angleterre. »

### Mise en couleur deL'Île Noire(1942-1943)

#### Réticences d'Hergé au passage à la couleur

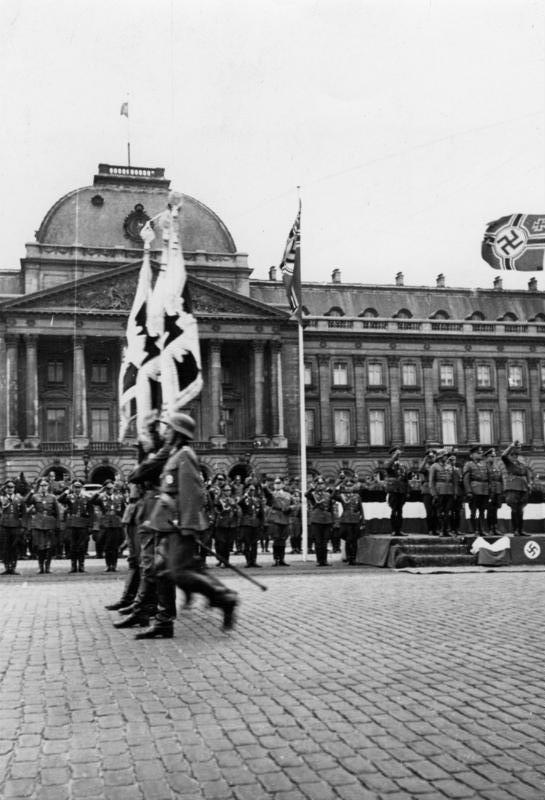
Des soldats allemands défilent devant le palais royal de Bruxelles en juillet 1940.

Après l'invasion de la Belgique le 10 mai 1940 et le début de l'occupation du pays par les troupes allemandes, Hergé rejoint Le Soir, premier quotidien belge par le tirage, et se voit confier la direction de son supplément pour les enfants, Le Soir-Jeunesse. C'est dans ce périodique, puis directement dans Le Soir en raison d'une pénurie de papier, qu'il continue de développer ses histoires,.
Dès 1936, Charles Lesne presse le dessinateur d'intégrer la couleur à ses albums. Parmi les différentes solutions envisagées, Hergé choisit dans un premier temps d'ajouter quatre hors-texte en quadrichromie à chacun des albums déjà édités (cinq pour Le Lotus bleu). L'auteur refuse cependant de procéder à la mise en couleurs de l'ensemble du récit. Les hors-texte qu'il produit consistent en de grandes illustrations occupant une pleine page, dépourvues de texte et de toute attache discursive. Ces images ne sont pas de simples agrandissements de vignettes préexistantes et sont donc de nouvelles illustrations inspirées de couvertures du Petit Vingtième consacrées à ses récits, Hergé retouchant leurs décors et leurs couleurs.
En janvier 1941, les éditions Casterman se dotent de la nouvelle presse rotative offset Roland III qui permet un travail plus rapide et moins coûteux. En mars 1942, pour convaincre Hergé d'accepter enfin la colorisation de ses œuvres, Charles Lesne lui adresse un album illustré sur la vie de Louis XI dont la qualité impressionne le dessinateur. Hergé maintient cependant ses réticences et rappelle que « le trait constitue la véritable ossature » de ses dessins. Le passage à la couleur devient pourtant un impératif commercial pour Casterman qui souhaite concurrencer les bandes dessinées françaises et américaines et se lancer à la conquête de marchés extérieurs. Outre la contrainte de la colorisation, Hergé doit également affronter celle de la restriction des pages. L'occupation du pays entraîne une pénurie de papier qui menace tout autant les rééditions que la publication des nouveaux albums. Hergé lui-même tente de négocier un supplément de papier auprès de la Propaganda-Abteilung, en vain.
C'est donc autant par économie de papier que pour les contraintes de l'impression en offset que le format de 62 planches est adopté pour les nouveaux albums. En septembre 1942, L'Étoile mystérieuse est la première aventure directement éditée en couleurs et respectant cette pagination.

#### Mise au format de l'aventure
La mise au format de L'Île Noire commence le 28 août 1942 : le récit appartient, avec L'Oreille cassée et Le Crabe aux pinces d'or, à la première vague des albums de Tintin remaniés pour une parution en 1943. Hergé ne procède à aucune modification du scénario, le travail de remaniement portant uniquement sur les dessins. Il effectue le découpage et le collage des dessins originaux sur de nouvelles planches, en y apportant quelques retouches : il recadre les images, en modifie les contours pour gagner de la place ou isoler un personnage trop proche du bord de la vignette, blanchit certaines zones noires afin de pouvoir les colorer, masque les phylactères pour en retracer de nouveaux plus rectangulaires, élargit ou réduit les hors-champ, ajoute des décors voire des figurants et redessine certaines cases à l'identique.
Par un hasard mathématique, la mise au format de L'Île Noire est facilitée : la première version comptant 124 planches, contre 62 pour la deuxième, il suffit au dessinateur de remonter deux planches rétrécies sur une seule, ce qui n'est pas le cas des autres aventures. De cette manière, l'auteur peut conserver la plupart des points de chute et de suspense de fin de planche. Il réduit néanmoins le nombre de vignettes : la version de 1943 compte 782 vignettes, contre 795 en 1938, soit une réduction de treize images qui permet au dessinateur de gagner en fluidité sur certaines séquences. Hergé profite par ailleurs du nouveau découpage de l'aventure pour intervertir certaines vignettes, mais ces changements sont opérés à la marge et ne modifient pas fondamentalement le déroulement du récit. Le nombre moyen de cases par planche passe ainsi de 6 (3 bandes de 2 cases) à 12 (4 bandes de 3 cases). L'ensemble des images subit un tassement, la hauteur des bandes se réduisant de 79 mm à 59 mm, tandis que la largeur augmente, passant de 174 mm à 181 mm.
Par ailleurs, l'auteur procède à l'allégement et à la correction de quelques dialogues qu'il juge incorrects ou redondants au regard de l'image : 36 répliques subissent des changements mineurs, principalement pour améliorer la qualité de la langue. De même, il supprime délibérément certaines onomatopées inutiles ou encombrant la vignette, tandis que d'autres sont retouchées et légèrement modifiées. Sur un autre plan, la police de caractères évolue elle aussi selon le modèle adopté pour la publication de L'Étoile mystérieuse l'année précédente. Hergé abandonne les lettres capitales au profit d'une typographie plus livresque composée de bas de casse. Comme le remarque l'essayiste Jan Baetens, ce choix apporte non seulement un bénéfice de lisibilité mais également un bénéfice d'expressivité au texte des phylactères, la ponctuation étant ainsi plus ostentatoire.
La mise en couleur lui apportant un surcroît de travail, Hergé engage Alice Devos à compter du 15 mars 1942 pour le seconder dans cette tâche. Elle se consacre, jusqu'à la fin du mois de septembre 1943, à la colorisation de cinq aventures différentes, dont L'Île Noire. Ce travail ne s'effectue pas planche par planche mais en série, la couleur étant appliquée en commençant par les ciels, puis les tons chairs et ainsi de suite.

### La refonte (1963-1966)

#### «Alibi»de l'éditeur londonien

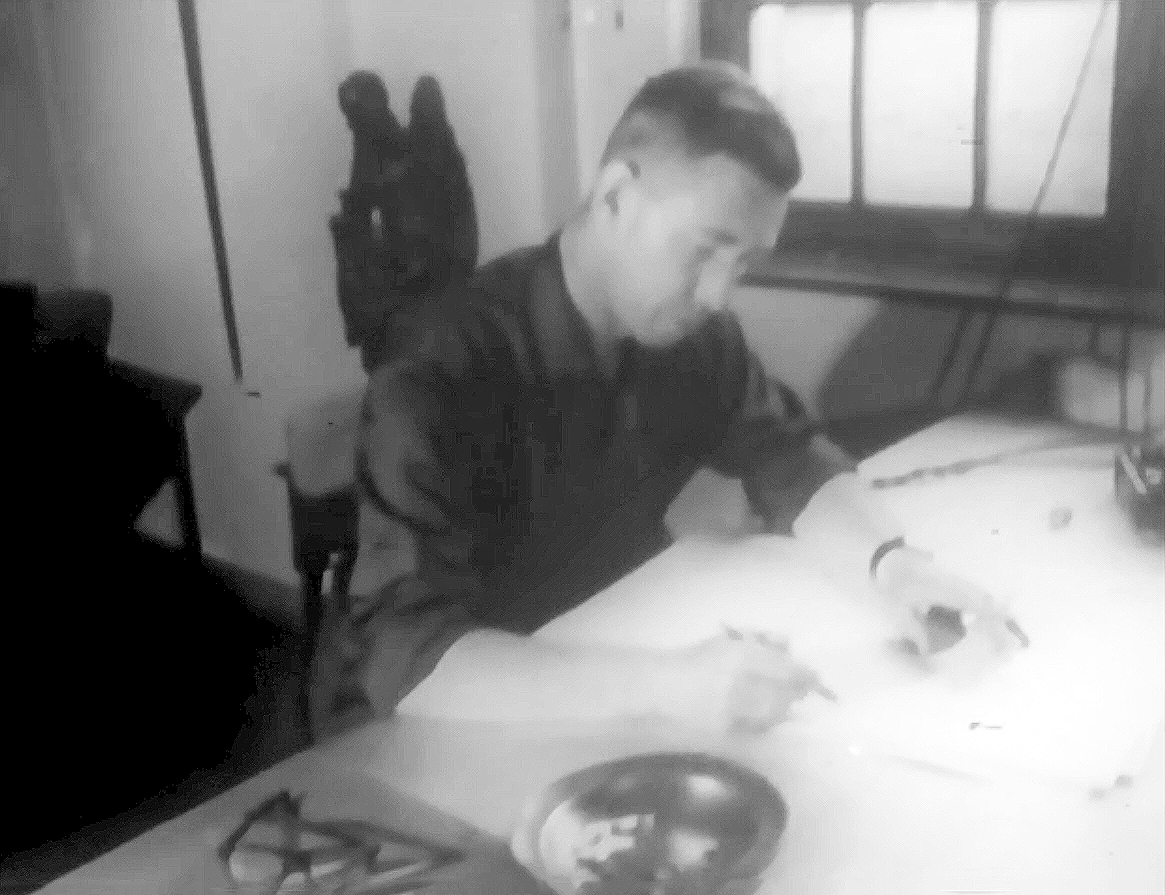
Hergé travaillant sur une planche des Bijoux de la Castafiore sur sa table à dessin, en 1962, dans sa maison de Céroux-Mousty.

Depuis la création des Studios Hergé en 1950, le style graphique du dessinateur a sensiblement évolué et la précision des décors s'est accrue. Trois des premières aventures ont été entièrement redessinées après la Seconde Guerre mondiale, à savoir Tintin au Congo, Tintin en Amérique et Les Cigares du pharaon. Parmi les autres aventures créées en noir et blanc et dont les dessins ont été gardés, du Lotus bleu aux Crabe aux pinces d'or, seule l'action de L'Île Noire se déroule dans un pays européen déterminé. Depuis la guerre, le développement économique a profondément modifié le visage de la Grande-Bretagne et, contrairement aux autres pays visités par le héros, ce pays ne peut plus paraître exotique aux yeux des lecteurs de Tintin. Hergé envisage donc de moderniser l'aventure et Casterman laisse le titre s'épuiser.
Dès janvier 1961, le dessinateur informe Louis-Robert Casterman de son intention de redessiner L'Île Noire, tout en assurant ne pouvoir livrer la nouvelle version, au mieux, qu'au premier semestre 1962, car il se consacre alors à la conception d'une nouvelle aventure, Les Bijoux de la Castafiore. Une retouche de L'Oreille cassée est également envisagée,. Par ailleurs, en 1946, les éditions Casterman lancent les premières traductions des albums de Tintin en néerlandais,, puis en 1952, Le Secret de La Licorne et Le Trésor de Rackham le Rouge sont traduits en anglais, en allemand et en espagnol, mais ces éditions rencontrent un faible succès et dès la fin des années 1950, Casterman signe des accords avec des partenaires étrangers : entre 1958 et 1960, Methuen publie plusieurs titres au Royaume-Uni, mais la publication de L'Île Noire dans sa version en couleur de 1943 est impensable pour l'éditeur, tant l'Angleterre dessinée par Hergé lui semble trop « fantaisiste, obsolète [et] erronée ». Le titre est retiré du programme de traduction.
Methuen fait donc parvenir une liste de 131 erreurs à l'auteur afin qu'il reprenne entièrement l'aventure. Les corrections proposées par l'éditeur londonien concernent aussi bien les décors et les paysages, des accessoires ou des moyens de transport jugés désuets, le code vestimentaire, mais également les noms propres. En mai 1961, Pierre Servais, directeur du département international chez Casterman, informe Baudouin Van Den Branden de Reeth, le secrétaire d'Hergé, qu'il serait bon de profiter de la modernisation de L'Île Noire pour tenir compte des suggestions de l'éditeur britannique et corriger certains détails « sans importance aux yeux d'un Continental mais qui semblent revêtir une importance majeure en ce qui concerne les habitants d'un pays où cette aventure de Tintin se déroule ». 
Ainsi l'intervention du Methuen est donc postérieure à la volonté d'Hergé d'opérer une modernisation de son album, mais dans les années qui suivent, le dessinateur laisse pourtant naître la légende d'une refonte imposée par l'éditeur lui-même. Pour Ludwig Schuurman, en reportant la responsabilité de la refonte sur son éditeur londonien, Hergé « trouve l'alibi idéal qui l'empêche de créer un album inédit, et peut cultiver une certaine victimisation paradoxalement flatteuse » dans la mesure où le succès international de son héros l'oblige à se plier à certaines exigences et l'empêche de se livrer à un travail de création. Dans le texte de présentation de la nouvelle version de L'Île Noire, paru dans le journal Tintin le 25 mai 1965, Hergé met lui-même en scène cette victimisation en s'adressant aux lecteurs : « Il paraît que c'est pieds nus, en chemise et la corde au cou que je devrais me présenter devant vous. Car, si j'en crois les lettres que vous m'adressez, je mériterais les pires châtiments […] parce que je n'ai plus, depuis longtemps, sorti un nouveau Tintin. Eh bien ! Oui, je plaide coupable ».

#### Désœuvrement des Studios Hergé
En 1960, alors qu'il vient d'achever Tintin au Tibet, son album le plus personnel, Hergé sort du profond syndrome dépressif et de la crise morale dans lesquels il se trouvait enfermé depuis des années et qui affectaient son travail,. L'auteur manque pourtant d'inspiration. Il collabore avec Michel Greg qui lui fournit le scénario détaillé d'une nouvelle aventure, Tintin et le Thermozéro, une histoire qui met en scène le vol de pilules radioactives dérobées à un physicien accidenté près du château de Moulinsart, conçu à partir d'un article de Philippe Labro paru en décembre 1957 dans Marie France. Hergé réalise le découpage et le crayonné de huit planches mais il interrompt le projet, puis le reprend pour esquisser une nouvelle variation sur ce thème, Le Stylo soporifique, avant de l'abandonner définitivement, révélant ainsi son incapacité à mettre en images le travail d'un autre. C'est à la suite de ce projet avorté qu'il écrit les premières notes préparatoires d'une nouvelle aventure, Les Bijoux de la Castafiore, dont l'album paraît en 1963.

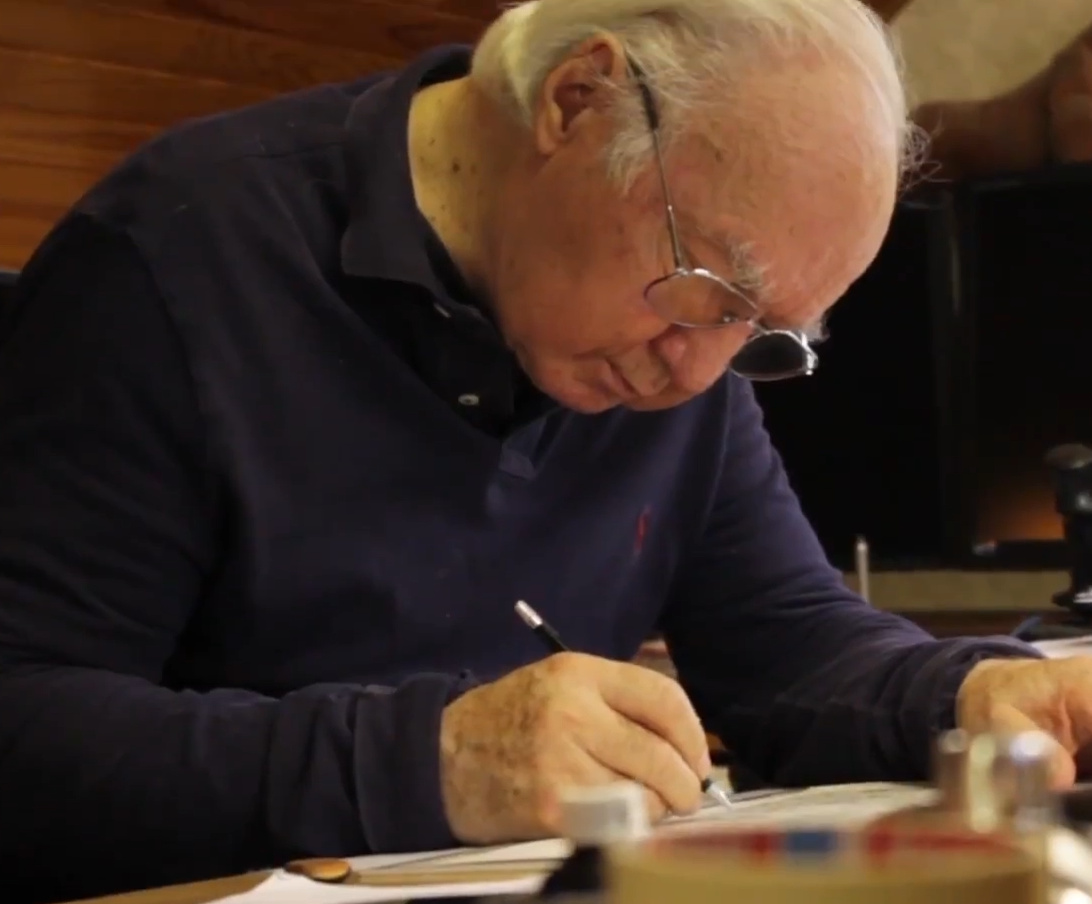
Roger Leloup, collaborateur des Studios Hergé.

Pour Benoît Peeters, le motif réel de la refonte de L'Île Noire tient surtout de la nécessité « de donner du travail à une équipe désœuvrée », en l'absence de nouveau projet depuis la parution de ce même album. De fait, le manque d'inspiration de l'auteur entraîne les Studios Hergé dans une période d'activité professionnelle largement réduite. Dans une interview accordée en 2001, Roger Leloup, membre de l'équipe, revient sur cette période d'inertie : « La pire chose dans la vie est d'être payé à ne rien faire. Et personnellement, je trouve qu'on ne foutait rien. Les coloristes mettaient une semaine pour réaliser leur ouvrage. Chez Dupuis, le même travail se faisait en un jour ». François Rivière et Benoît Mouchart, qui consacrent une biographie à Hergé, rapportent qu'à cette époque, le dessinateur se rendait parfois aux Studios pour y « faire salon », entouré de lecteurs de son œuvre et aimant « à s'entretenir longuement dans sa tour d'ivoire avec ces représentants du monde extérieur », ce que confirme Numa Sadoul, auteur de nombreux entretiens avec le dessinateur et qui ajoute : « C'est pour ça qu'il était content que j'arrive, c'était pour l'empêcher de travailler ».
Alors que Tintin devient une icône internationale, Hergé semble se désintéresser de plus en plus de son héros. Par ailleurs, il vit depuis 1960 avec sa jeune coloriste Fanny Vlamynck, pour laquelle il a quitté son épouse Germaine après quatre années de liaison, et de nombreuses occupations le détournent de son travail, en particulier sa nouvelle passion pour l'art moderne et l'art contemporain, qui lui prend d'autant plus de temps qu'il s'essaie lui-même à la peinture,. L'auteur s'offre des vacances de plus en plus longues et semble profiter auprès de sa nouvelle compagne d'une forme de retraite anticipée. En 1962, les membres de son équipe lui font une blague qui révèle selon Philippe Goddin un malaise plus ou moins déguisé : à son retour de vacances, le dessinateur découvre son atelier transformé : certains collaborateurs, en tenue de vacanciers, font mine de faire la sieste et d'autres jouent au ping-pong pendant que les coloristes font du tricot, le tout dans un décor évoquant les vacances. Pour Philippe Goddin, « Hergé considère la scène d'un air perplexe. Derrière la plaisanterie, il perçoit le flottement qui a gagné sa troupe pendant ses longues vacances. Dessinateurs, documentalistes et décoristes semblent n'attendre qu'un signal pour se remettre au travail, sur un nouvel album. Mais Hergé […] sait qu'il n'en est nulle part ».
Le reproche lui est adressé plus franchement pendant l'été 1965 : Jacques Martin et Bob de Moor profitent de l'absence du dessinateur pour effectuer le crayonné et l'encrage de l'un des découpages les plus aboutis du dossier préparatoire de Tintin et les Bigotudos, projet qui servira de base pour la réalisation de Tintin et les Picaros dans les années 1970. Ils déposent cette planche sans un mot de commentaire sur le bureau de l'auteur qui la découvre à son retour. Par ce « geste d'humeur », comme le qualifie Philippe Goddin, les deux dessinateurs cherchent à montrer au créateur de Tintin que la naissance d'une nouvelle aventure ne repose pas uniquement sur ses propres épaules et que son rôle peut être bien plus limité que ce qu'il laisse entendre. Quelques jours plus tard, Hergé fait paraître la planche en question dans l'hebdomadaire suisse L'Illustré, tout en livrant un entretien dans lequel il confie manquer d'inspiration et réclame son droit de ne pas soutenir une cadence forcée de production, comme peuvent le faire de nombreux écrivains.
Dans ce contexte de désœuvrement, et devant le manque d'inspiration de l'auteur, la refonte de L'Île Noire apparaît comme l'un des seuls moyens de combler le vide. Ludwig Schuurman y voit aussi la volonté d'Hergé de disposer d'une œuvre phare pour commercialiser ses travaux non seulement au Royaume-Uni mais aussi aux États-Unis, un marché anglophone qui lui est encore relativement fermé.

#### Voyage de Bob de Moor en Grande-Bretagne
Quand la modernisation de L'Île Noire est décidée, il apparaît très vite que la correction des erreurs signifiées par Methuen par un simple ajout de décors ne peut offrir un résultat convaincant. Aussi, Hergé décide de redessiner entièrement l'aventure. Il confie à son assistant Bob de Moor le soin de rassembler une documentation aussi abondante que précise et l'envoie en Grande-Bretagne du 22 au 30 octobre 1961,. Il y effectue les repérages nécessaires en travaillant méticuleusement dans les traces de Tintin, muni de la liste d'erreurs établie par l'éditeur anglais. Les nombreux croquis, photographies et cartes postales accumulés pendant ce séjour servent de base à la conception des nouveaux décors.
Bob de Moor se rend notamment à Douvres, Londres, Bishop's Stortford, Ardrossan, à Glasgow, Édimbourg ou encore sur l'île d'Arran où il visite le château de Lochranza, en ruines et le château de Warwick, Hergé et son assistant procédant ensuite à une combinaison d'images des deux châteaux pour améliorer la représentation de celui de Ben More.
Le travail de refonte est reporté après la fin de la parution des Bijoux de la Castafiore. L'intégralité des planches de L'Île Noire sont redessinées par l'équipe de Studios. Tandis qu'Hergé conserve le dessin des personnages, Bob de Moor exécute la plupart des décors, Roger Leloup illustre les avions et Michel Demarets s'occupe des trains et de la presse utilisée par les faux-monnayeurs.

### Sources, influences et inspirations de l'œuvre originale

#### Actualité des années 1930

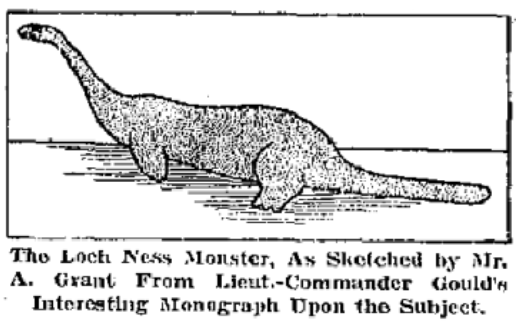
Croquis du monstre par Arthur Grant en janvier 1934.

Dans les années 1930, le monstre du Loch Ness défraye la chronique. Le 2 mai 1933, le couple Mackay, gérant d'un hôtel donnant sur le bord du lac, dit avoir aperçu le monstre et, dès lors, les témoignages oculaires, les écrits et les photographies se succèdent. Ce phénomène médiatique est relayé en novembre 1933 dans Le Vingtième Siècle puis le mois suivant dans Le Petit Vingtième, sous la plume de Jam qui réalise plusieurs couvertures du supplément sur le sujet. Hergé lui-même l'introduit dans des gags de Quick et Flupke et dans une campagne publicitaire pour les magasins bruxellois À l'innovation. Cependant, le côté fantaisiste du mythe ne lui convient pour les aventures de Tintin, ce pourquoi la Bête terrorisant les habitants de Kiltoch n'est qu'un canular mis au point par les trafiquants pour couvrir leurs activités illicites.
Par ailleurs, comme il l'a fait dans Le Lotus bleu à travers l'incident de Mukden et l'invasion japonaise de la Mandchourie, puis dans L'Oreille cassée avec la transposition de la guerre du Chaco comme toile de fond de la traque du fétiche arumbaya, les activités de Basil Zaharoff et la disparition de l'explorateur Percy Fawcett, Hergé inscrit son récit dans l'actualité politique de son époque. Dans ses carnets préparatoires, il envisage d'abord d'établir une bande de terroristes anarchistes sur l'Île Noire, mais à la fin des années 1920 et au début des années 1930, le faux-monnayage est à son apogée, un trafic facilité notamment par les progrès de l'aviation, au point qu'une convention internationale visant à déstabiliser les malfaiteurs se tient à Genève en avril 1929. C'est par le biais de la presse qu'Hergé s'en informe, notamment les articles de son employeur, Le Vingtième Siècle, mais surtout par un article d'Anton Zischka paru dans Le Crapouillot en février 1934 et qu'il avait déjà utilisé pour L'Oreille cassée. Dans ce texte, intitulé « Une goutte de pétrole vaut bien une goutte de sang. Quelques faits sur le combustible de la guerre », l'auteur évoque le Dr Georg Bell, un avocat lié au parti nazi et qui participe à la fabrication de faux roubles dans le but de déstabiliser l'économie de l'Union soviétique. Cet homme inspire le personnage du Dr Müller tant par sa couverture officielle de notable que par son origine. Comme le Dr Bell, un Écossais naturalisé Allemand, le patronyme de Müller semble indiquer son origine allemande avant son établissement en Écosse. Hergé s'inspire aussi d'une photographie du Crapouillot pour les devises frauduleuses interceptées par Tintin. Sur un autre plan, Olivier Delcroix et Michael Farr rapprochent le docteur Müller des espions de la cinquième colonne travaillant pour le compte de l'Abwehr dans les pays étrangers,.
Hergé avait également consigné une information lue dans un article du Vingtième Siècle rapportant l'arrestation d'un médecin de Louvain, qui avait monté chez lui un atelier de faux-monnayage, rendue difficile par la présence de son molosse. Cet incident fait naître la séquence de l'intrusion de Tintin dans la villa du Dr Müller, pourchassé par un dogue allemand avant d'être pris dans un piège à loups.

#### Romans

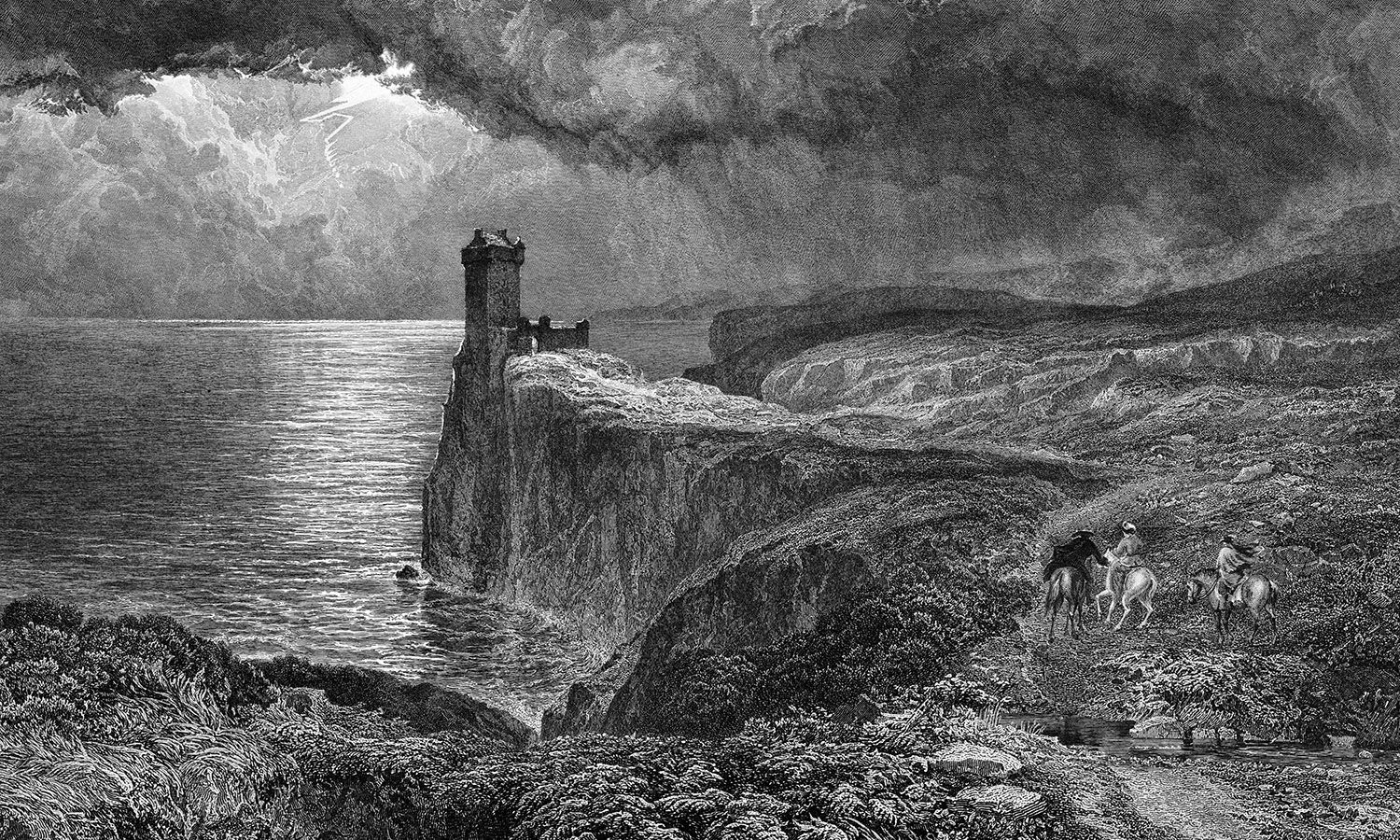
Illustration de La Fiancée de Lammermoor, roman de l'auteur écossais Walter Scott.

Hergé n'évoque aucune source littéraire précise pour l'écriture du scénario mais Ludwig Schuurman soutient que son élaboration est le fruit de multiples réminiscences littéraires inconscientes qui véhiculent autant d'archétypes universels. En premier lieu, L'Île Noire marque la première intrusion de Tintin dans « l'espace insulaire » : le héros s'inscrit dans une longue tradition littéraire, culturelle et mythique qui fait de l'île le lieu-même de l'aventure, par son caractère inviolable et inaccessible,. Pour Ludwig Schuurman, le scénario et l'imagerie de L'Île Noire tiennent également de l'héritage du roman gothique anglais dont les influences sont encore très présentes à l'époque où Hergé conçoit son récit : ainsi, « certains ingrédients du roman gothique cohabitent dans L'Île Noire : château, ruines, isolement, prison, monstre féroce, cris, terreurs, dysfonctionnements climatiques, superstition, surnaturel ». Le château de Ben More, qui intervient dans le dernier tiers de l'album, concentre à lui seul l'ensemble de ces éléments, en une sorte de « point névralgique où tout converge, où tout aboutit, où tout se dénoue ».
Ludwig Schuurman établit aussi des liens entre L'Île Noire et de nombreux romans d'aventures, notamment Robinson Crusoé de Daniel Defoe et L'Île au trésor de Robert Louis Stevenson, deux ouvrages cités par Hergé parmi ses lectures préférées. L'arrivée de Tintin sur l'Île Noire comporte des similitudes avec la découverte de l'île par Robinson Crusoé : « la difficulté d'atteindre le piton rocheux, l'état apparemment désert et désolé de l'île, […] la présence d'une bête et la nuée d'oiseaux noirs couronnant la tour du château ». Par ailleurs, Tintin, qui choisit de rejoindre l'île de son plein gré avant de se retrouver, malgré lui, piégé sur les lieux, partage ce caractère de « naufragé volontaire » avec le marin écossais Alexander Selkirk, qui a servi d'inspiration au personnage principal du roman de Daniel Defoe. De la même manière, des éléments de L'Île au Trésor se retrouvent dans L'Île Noire : dans les deux cas, le héros doit reconstituer un message crypté pour rejoindre le lieu de l'aventure, un lieu insulaire « à la fois clos et ouvert à tous les dangers », auquel il ne peut accéder que par un souterrain. Aussi, tout comme le roman de Stevenson s'achève par la découverte d'un trésor véritable, Hergé conclut son récit par la mise au jour d'un assortiment de monnaies, véritable trésor des trafiquants.
Sur un autre plan, l'intrigue de L'Île Noire peut être rapprochée de celle du célèbre roman policier d'Arthur Conan Doyle Chien des Baskerville : l'animal légendaire qui terrorise la population n'y est en réalité qu'un chien de taille exceptionnelle, si bien que le fantastique finit par s'évanouir et trouve une explication rationnelle, tout comme dans l'œuvre d'Hergé.

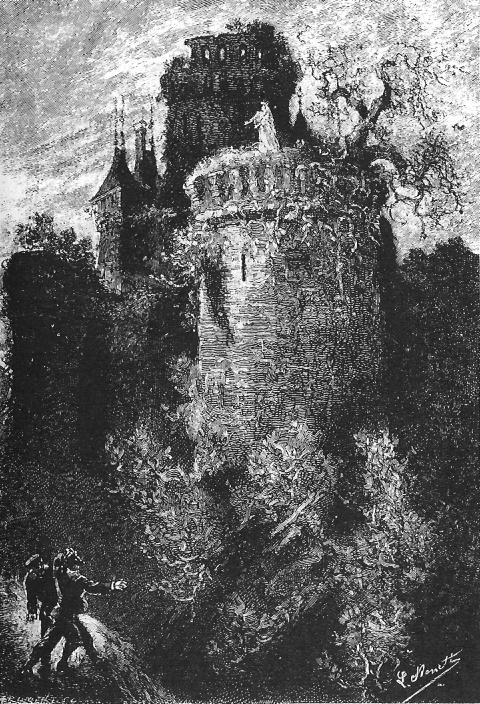
Le vernien Robert Pourvoyeur établit des similitudes entre Le Château des Carpathes et L'Île Noire.

Spécialiste de l'œuvre de Jules Verne, Robert Pourvoyeur rapproche l'intrigue de L'Île Noire de celle du Château des Carpathes, principalement à partir de l'épisode où le héros est mis en garde dans une auberge. De la même manière que le personnage principal du roman de Jules Verne, Franz de Telek, est averti du danger par les habitants du village de Werst, en Transylvanie, terrifiés par les apparitions mystérieuses qui semblent hanter le château voisin, un vieillard de Kiltoch prévient Tintin qu'il court un grave danger en se rendant au château de Ben More, dont personne n'est jamais revenu. Dans les deux cas, le danger se révèle factice et les manifestations surnaturelles trouvent une explication rationnelle : les apparitions du Château des Carpathes sont le fait d'un dispositif optique et phonographique mis au point par le savant Orfanik, quand les faux-monnayeurs de l'Île Noire effraient la population en dressant un gorille.
Pour autant, Hergé ne s'est probablement pas inspiré de l'œuvre de Jules Verne dans la mesure où il a toujours nié l'avoir lu, à l'exception de Vingt Mille Lieues sous les mers qu'il n'avait pas apprécié, et bien que des auteurs comme Jean-Paul Tomasi et Michel Deligne affirment qu'il a sciemment utilisé des éléments narratifs des romans verniens, ces emprunts n'interviennent selon Benoît Peeters et Robert Pourvoyeur qu'à partir de L'Étoile mystérieuse en 1942, lorsque le dessinateur entame une collaboration avec Jacques Van Melkebeke, infatigable lecteur et riche d'une culture littéraire dont Hergé est dépourvu,. De la même manière, Jean Rime affirme que les rappels à l'œuvre de Jules Verne que l'on retrouve dans les premières Aventures de Tintin sont le fruit d'une influence indirecte et « ressortissent soit à des archétypes universels, soit à un fonds de situations verniennes recyclées à l'envi par la littérature et l'imagerie populaire ».

#### Bande dessinée

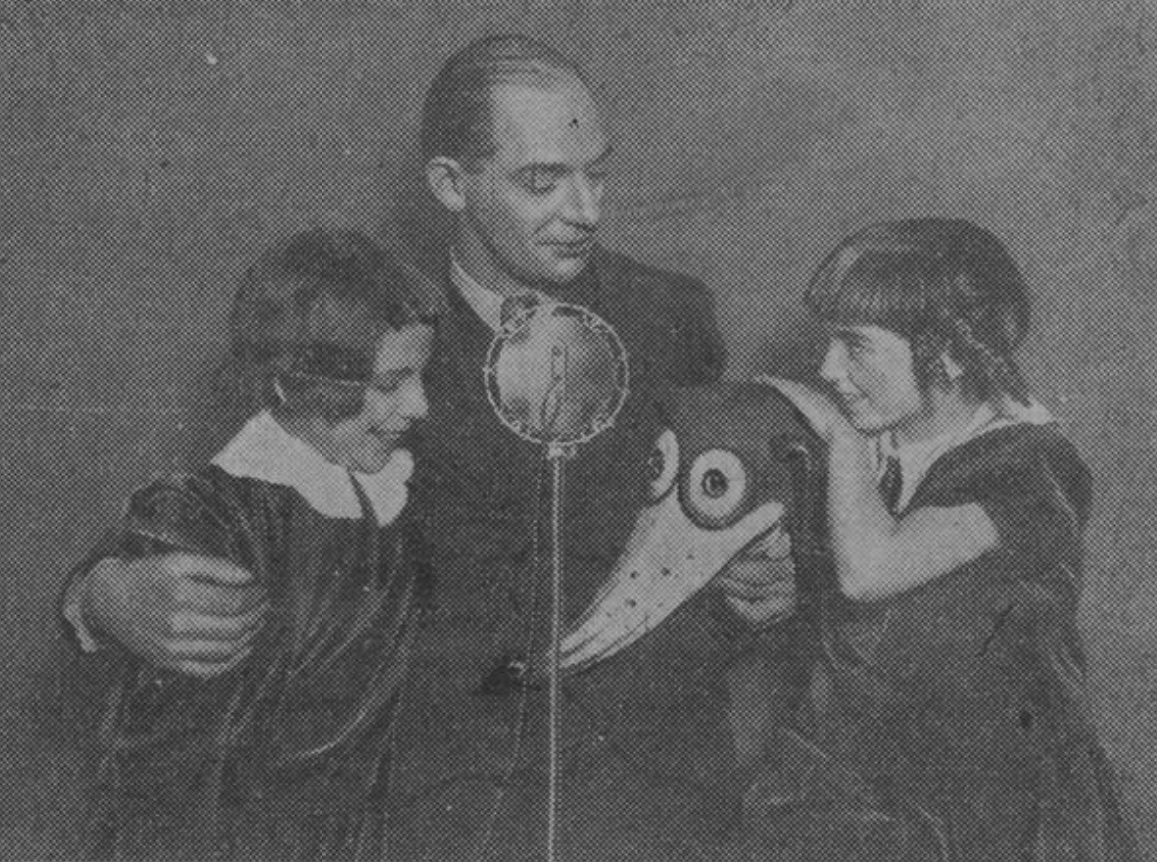
Alain Saint-Ogan dans Paris-Soir en 1935.

Les Aventures de Tintin entretiennent un lien de parenté évident avec les œuvres du dessinateur français Alain Saint-Ogan, dont l'influence couvre les sept premiers albums de la série selon Thierry Groensteen. Fasciné par les dessins de son aîné, Hergé s'en inspire librement et utilise certains éléments de scénarios des aventures de Zig et Puce pour concevoir ses propres histoires. Ainsi, une courte séquence de Zig et Puce millionnaires, paru en 1928, a pu inspirer l'intrigue de L'Île Noire : les héros de Saint-Ogan découvrent une crypte occupée par des faux-monnayeurs sous un château réputé hanté. Cet argument narratif, qui n'est qu'une simple péripétie pour Zig et Puce, devient le véritable sujet de l'album d'Hergé. Les analogies scénaristiques sont multiples : tout comme Tintin et Milou, les deux protagonistes atteignent le château par voie de mer et débarquent au pied de rochers menaçants, puis pénètrent sous la bâtisse par un souterrain ascendant qui les conduit au repaire des malfrats. Comme dans L'Île Noire, l'un des deux bandits vérifie la qualité du billet à côté de la presse à imprimer, et Zig et Puce sont ensuite pris pour des fantômes, de la même manière que Tintin par Wronzoff.
Plus tôt dans le même album, Zig et Puce rencontrent un gorille qui déracine un arbre alors que Zig s'arme d'un bâton. Exploitant cette capacité d'imitation, le héros dépose un couteau devant l'animal et fait mine de se percer la poitrine, ce que le gorille reproduit aussitôt. Tout en s'écartant de cette issue sanguinaire, Hergé reprend l'idée de l'imitation simiesque dans la séquence où Tintin lance un caillou sur Ranko, sans parvenir à l'assommer, avant que ce dernier ne se saisisse d'un énorme bloc de pierre pour le lancer sur le héros. Selon Pierre Assouline, Hergé avait par ailleurs esquissé un projet de couverture montrant Tintin en kilt surpris par une armure, une allusion probable au bandit de Saint-Ogan revêtant une armure et se faisant passer par un fantôme.
L'Île Noire contient des références à d'autres récits d'Alain Saint-Ogan. Ainsi, dans Zig et Puce à New York (1930), des voleurs sont poursuivis par les héros dans un train, passant d'un wagon à l'autre avant de le détacher pour semer leurs poursuivants. Il y figure également le gag du râteau qui assomme celui qui marche imprudemment sur ses dents. Enfin, dans Zig, Puce et la petite princesse (1934), les deux héros revêtent un kilt. D'après Ludwig Schuurman, ces nombreux emprunts s'expliquent par « un fonds d'idées devenues anonymes, convoquées pêle-mêle pour l'occasion, et dont Hergé s'est empressé d'oublier les origines ». Au fil de ses lectures, l'auteur les consigne dans un carnet intitulé Tintin éléments, une sorte de répertoire qui contient en ensemble de notes, brèves et disparates, lui permettant de concevoir de nouveaux scénarios ou de prélever des idées pour alimenter une courte séquence.
Par ailleurs, deux dessins humoristiques de l'illustrateur britannique Thomas Henry (en), reproduits dans Le Petit Vingtième le 11 juillet 1935 et le 7 mai 1936, ont également inspiré Hergé. Le premier montre un couple anglais qui se félicite de la soudaine vigueur du moteur de sa voiture décapotable, au moment où la remorque vient de se détacher et dévale la route en sens inverse. Cette image est reprise par Hergé dans le gag de la caravane de Tintin qui se détache de la voiture du couple qui l'a pris en auto-stop, entrainant sa chute dans un plan d'eau. Le second montre un pompier qui demande à sa femme, en train d'inspecter le contenu de ses vases : « Tu ne te rappelles pas où tu as mis la clef du garage ? Il y a une heure que la maison brûle… Ça devient sérieux ! » Cette image inspire quant à elle la séquence digressive de la recherche de la clé de la caserne des pompiers d'Eastdown.

#### Cinéma

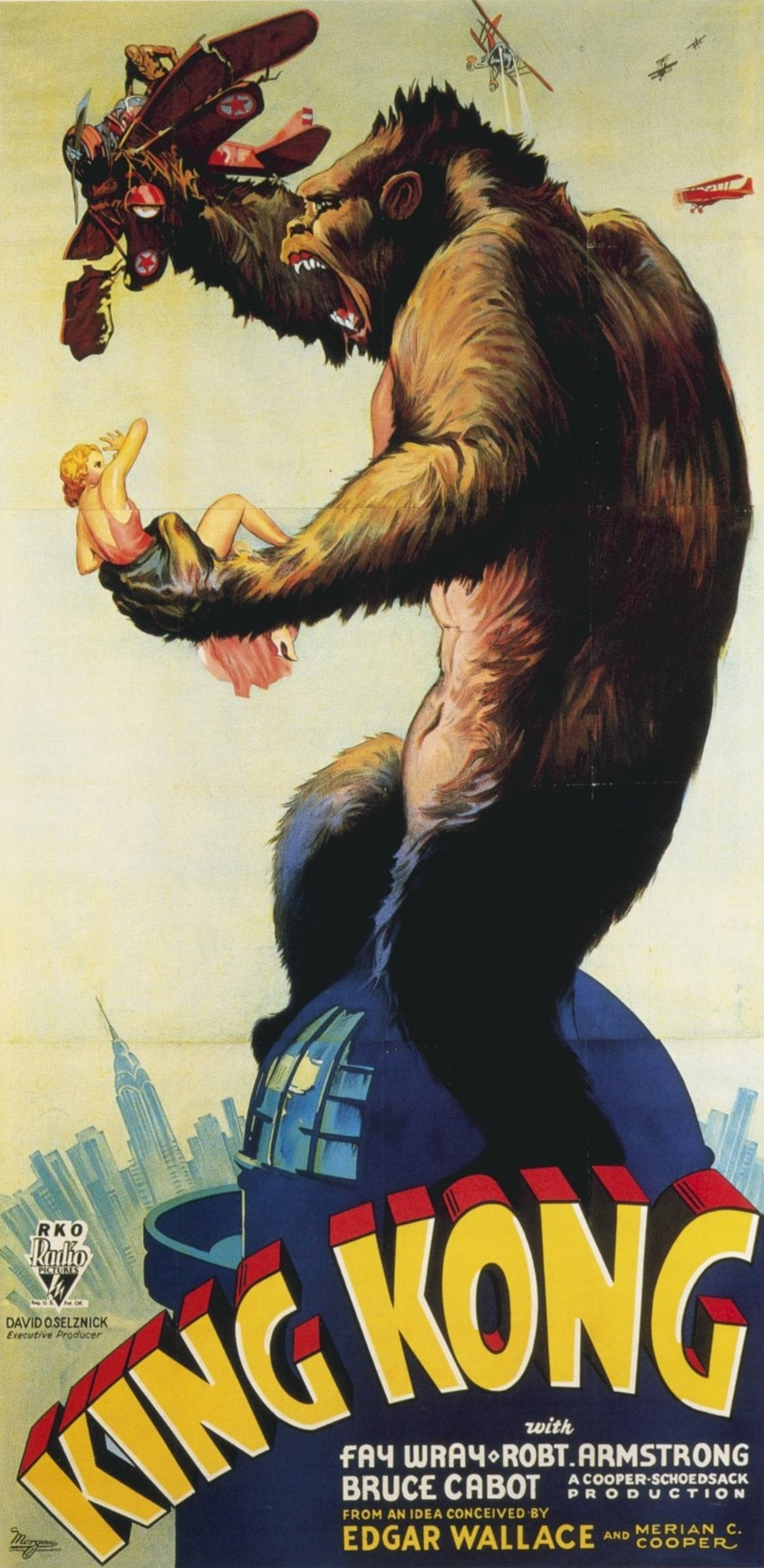
King Kong, film de 1933.

Le choix d'un gorille pour hanter l'Île Noire semble déterminé par le succès international de King Kong, le film de Merian C. Cooper et Ernest B. Schoedsack sorti en 1933. Bien qu'Hergé affirme n'avoir jamais vu ce film au cinéma, son succès retentissant a probablement suffi à l'influencer de manière inconsciente : l'action du film se déroule dans une île mystérieuse au nom menaçant, « Skull Island », littéralement « l'Île du Crâne », et King Kong apparaît d'abord comme une bête terrifiante avant de se montrer affectueux envers ceux qui lui veulent du bien, tout comme Ranko. Le nom du gorille de Tintin a d'ailleurs pu être inspiré par la société de production du film de Cooper et Schoedsack, RKO Pictures. Il contient aussi une parenté phonétique avec Jocko, un autre personnage de singe inventé par Hergé.

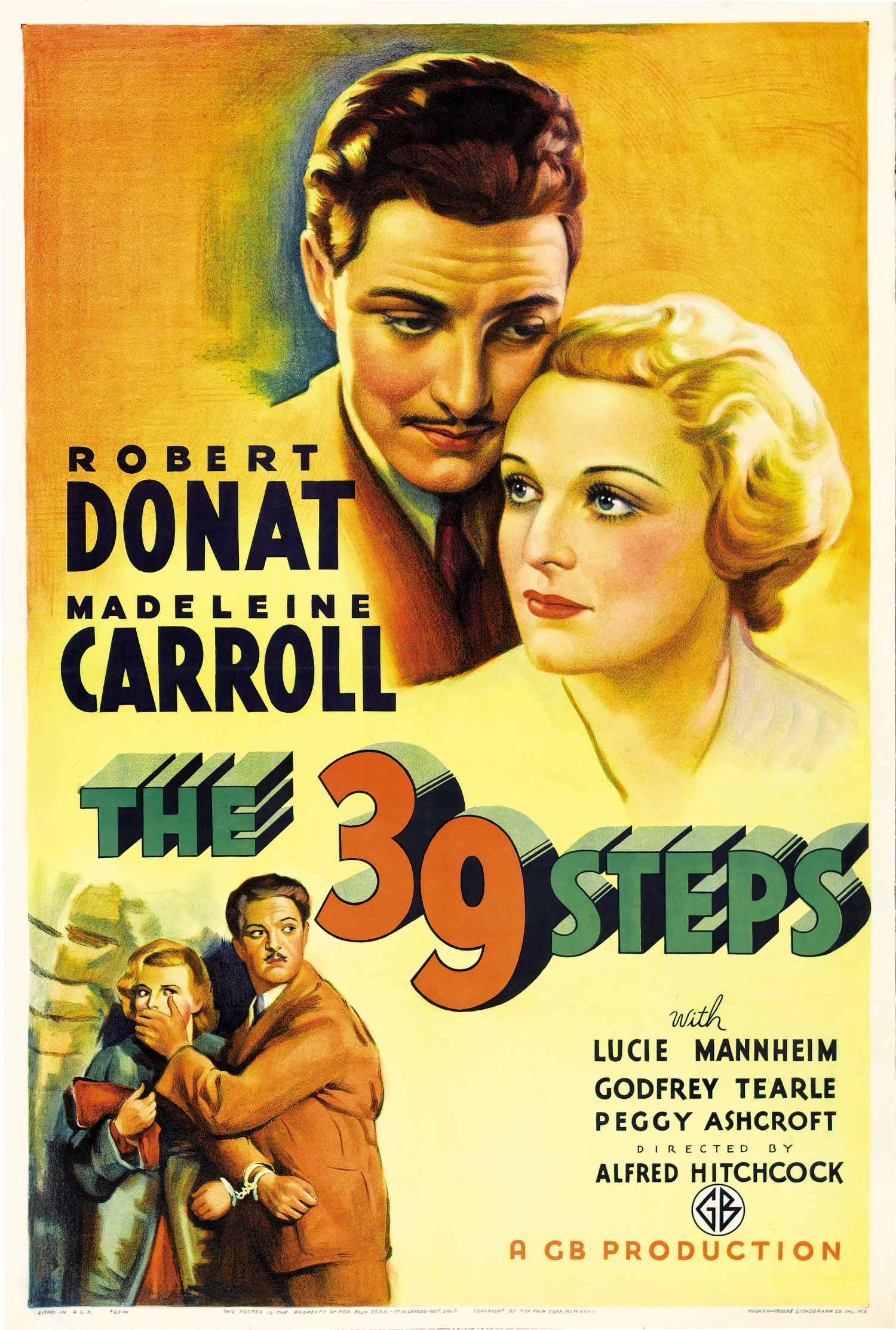
Les 39 Marches, film de 1935.

Le film d'espionnage Les 39 Marches, réalisé par Alfred Hitchcock en 1935, comporte de nombreux points communs avec L'Île Noire. Il s'agit d'une adaptation d'une œuvre lue par Hergé, le roman du même nom de John Buchan paru en 1915 et traduit en français vingt ans plus tard. Le long métrage d'Hitchcock suit le développement du récit de Buchan tout en y ajoutant des gags et des péripéties qui sont reprises par le dessinateur. Le film raconte la fuite du héros, injustement accusé de meurtre au début de l'histoire, qui parcourt alors l'Angleterre et l'Écosse pour échapper aux policiers qui le traquent et tenter de démasquer les vrais coupables. Comme Tintin dans le récit d'Hergé, le héros monte à bord du Flying Scotsman et s'y endort, tandis que les deux œuvres proposent des scènes de poursuite tumultueuses à travers les wagons. Dans les deux cas, un passage dans un tunnel plonge les personnages dans l'obscurité, le signal d'alarme est tiré, et le héros tente de prouver son innocence aux policiers qui le menottent. Parvenus dans les Highlands, les deux héros marchent longuement dans la nature sauvage et empruntent tous deux un petit pont de pierres à cintre roman. Ils sont aussi confrontés au brouillard et accueillis pour la nuit chez un vieux paysan solitaire qui vit au milieu des landes. Leur traque s'effectue également par les airs (par le biais d'un hélicoptère dans le film et par avion dans le récit d'Hergé), et les héros sont tous deux victimes d'un tir à bout portant dont ils réchappent miraculeusement. Enfin, les deux œuvres se terminent par la présentation de coupures de presse relatant les évènements. Le roman de John Buchan contient aussi des éléments qui ne sont pas repris dans le film d'Hitchcock mais qui figurent bien dans la bande dessinée : la découverte par le héros d'un aérodrome clandestin et la présence d'un fil caché au ras-du-sol qui alimente le système d'alarme d'un manoir.

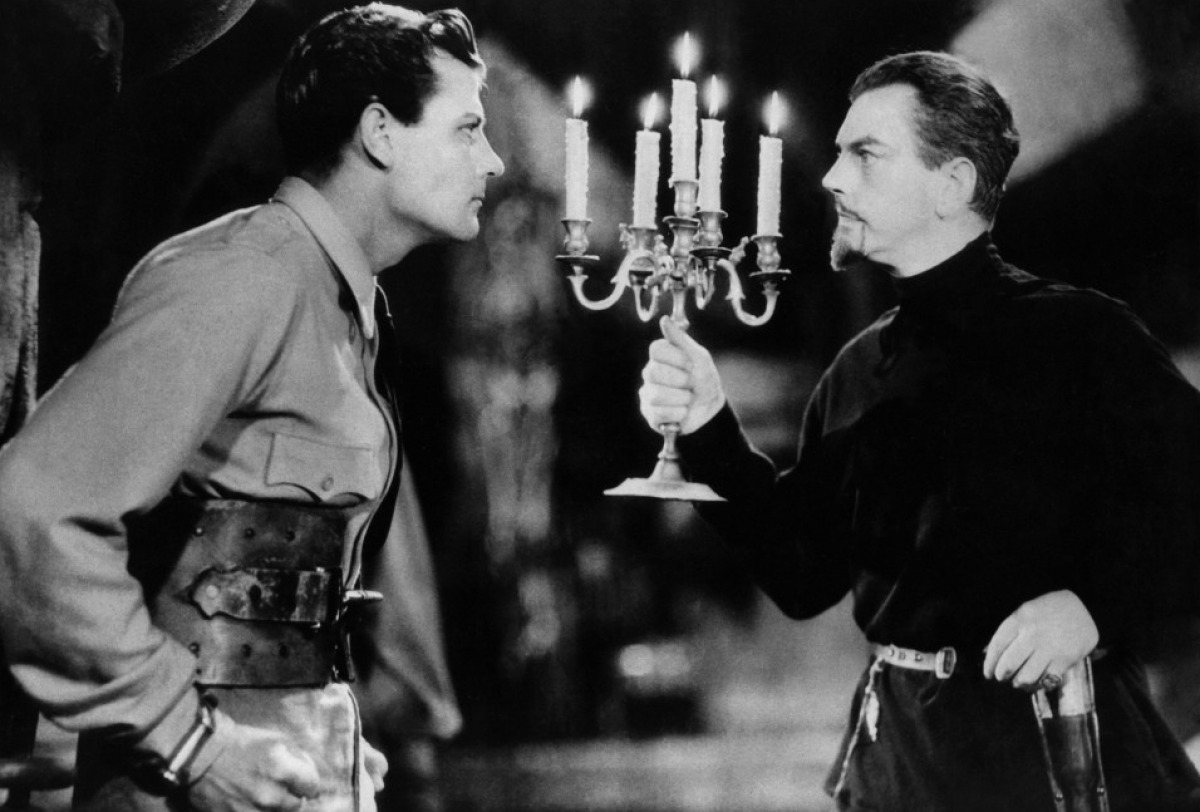
L'acteur Leslie Banks (à droite), l'une des inspirations possibles du Dr Müller.

D'autres films contemporains des premières aventures de Tintin ont pu inspirer à Hergé le personnage du docteur Müller. D'après Ludwig Schuurman, il ressemble physiquement au personnage interprété par Leslie Banks dans Les Chasses du comte Zaroff (1932), réalisé par Ernest B. Schoedsack et Irving Pichel. Il relève d'ailleurs quelques affinités de scénario avec L'Île Noire, notamment le fait que l'action se déroule dans une île réputée hantée, dans la vieille forteresse gothique du comte. Pour Charles Dierick, le personnage du Dr Moreau, interprété par Charles Laughton dans L'Île du docteur Moreau, film réalisé en 1932 par Erle C. Kenton d'après le roman homonyme de l'écrivain britannique H. G. Wells, est sans doute une autre inspiration physique du Dr Muller. Les deux personnages portent « la moustache et la barbiche méphistophéliques » et affichent la même tenue distinguée, composée d'un costume et d'un gilet,. Tous deux partagent la physionomie du criminel sadique qui semble alors s'imposer sous l'influence d'une certaine production cinématographique américaine, de sorte qu'Hergé s'inscrit une nouvelle fois dans « la dynamique culturelle de son temps ». Le Dr Moreau utilise par ailleurs un fouet, instrument placé par Hergé dans les mains de Wronzoff.
Enfin, le Docteur Mabuse, mis en scène dans trois adaptations cinématographiques de Fritz Lang entre 1922 et 1933, est cité comme une inspiration possible à la fois du Dr Müller et de Wronzoff, par sa qualité de médecin renommé et son activité clandestine de faux-monnayeur. Une autre personnage du Testament du docteur Mabuse (1933), le Dr Baum, dirige l'asile où Mabuse est finalement interné.

#### Univers propre de l'auteur
Hergé s'imprègne de ses propres travaux, établissant ainsi, et peut-être inconsciemment, un réseau de relations hypertextuelles entre ses différents albums. Le dessinateur reprend donc certains éléments des précédentes aventures, sans toutefois se répéter véritablement sur le plan graphique. Parmi les gags et éléments de scénario repris de Tintin au pays des Soviets figurent l'enivrement de Milou et son noircissement par la fumée d'une locomotive à vapeur ; la prise du héros dans un piège à loups (pour Milou chez les Soviets et Tintin dans L'Île Noire) ; un personnage assommé par la chute d'un tableau (en l'occurrence Ivan) ; la réprimande de Tintin par un policier après être tombé à l'eau ; enfin les effets soporifiques d'un gaz ou du chloroforme, un élément repris dans quatre des six albums précédents.
Comme dans Tintin en Amérique, le héros se sert de sa main pour simuler le port d'un pistolet et arrêter les bandits, et comme dans Les Cigares du pharaon, il est menacé d'être enfermé dans un hôpital psychiatrique, grimpe dans un train en marche, assomme un par un les bandits en se cachant derrière une porte avant de les ligoter, et se retrouve injustement arrêté et accusé par les Dupondt avant de leur échapper par le biais d'un déguisement. Deux éléments de L'Oreille cassée sont repris : Tintin saute d'une passerelle et retombe sur le toit d'un train, comme il l'avait fait d'un pont pour se jeter dans la rivière, et il acquiert la barque d'un pêcheur à Kiltoch comme il avait acheté le canot de l'Indien Caraco dans l'aventure sud-américaine. Par ailleurs, Milou est effrayé par une araignée comme dans Tintin au Congo, saisi par la queue comme dans L'Oreille cassée, et mord la patte d'un animal, à savoir une vache dans Les Cigares du pharaon et une chèvre dans L'Île Noire.
Les accidents, inhérents à la bande dessinée d'aventures pour leur capacité à faire rebondir l'action, sont eux aussi nombreux dans les différents albums. Ainsi les crashs d'avion de Tintin et des Dupondt dans L'Île Noire rappellent les accidents et acrobaties aériennes de Tintin au pays des Soviets : à chaque fois, les héros en sortent indemnes, les Dupondt obtenant même un trophée pour leur prestation involontaire comme Tintin chez les Soviets.
L'Île Noire partage aussi des éléments de scénario avec des épisodes des Aventures de Jo, Zette et Jocko, principalement avec Le Rayon du mystère dont la prépublication dans l'hebdomadaire Cœurs vaillants s'achève en juin 1937, peu après le début de L'Île Noire dans Le Petit Vingtième. À titre d'exemple, Tintin est laissé pour mort au début du récit, tout comme la petite Zette, puis il emprunte une barque et se retrouve prisonnier du repaire des malfaiteurs, comme les deux héros de cette aventure. L'avion des enfants tombe en panne et provoque un atterrissage forcé dans Le Rayon du mystère, comme l'avion des bandits au début de L'Île Noire ou celui de Tintin contraint d'atterrir à cause du brouillard. L'épisode suivant, Le Stratonef H. 22, dont la parution est contemporaine de l'histoire de Tintin, présente lui aussi des similitudes : un aviateur tire à bout portant sur Jo, et les bandits sont abusés par le commentateur de la radio s'écriant « Haut les mains ! », tout comme Tintin avec la télévision allumée dans le poste de contrôle du château de Ben More.
Pour l'historien de la bande dessinée Thierry Groensteen, l'imagination débordante d'Hergé répond toutefois à la volonté de « faire fructifier les trouvailles antérieures », de sorte que le dessinateur recourt à l'autocitation, un moyen pour lui de « renforce[r] la cohérence de l'œuvre et la connivence avec les lecteurs ». Selon Michel Porret, « la scénographie hergéenne recoupe une poétique du recyclage des images, dont on mesure la complexité par l'intertextualité de la saga qui réactualise les situations matricielles : la série devient l'icône réaliste de l'Aventure toujours répétée ».

#### Éléments de décor, paysages et toponymes

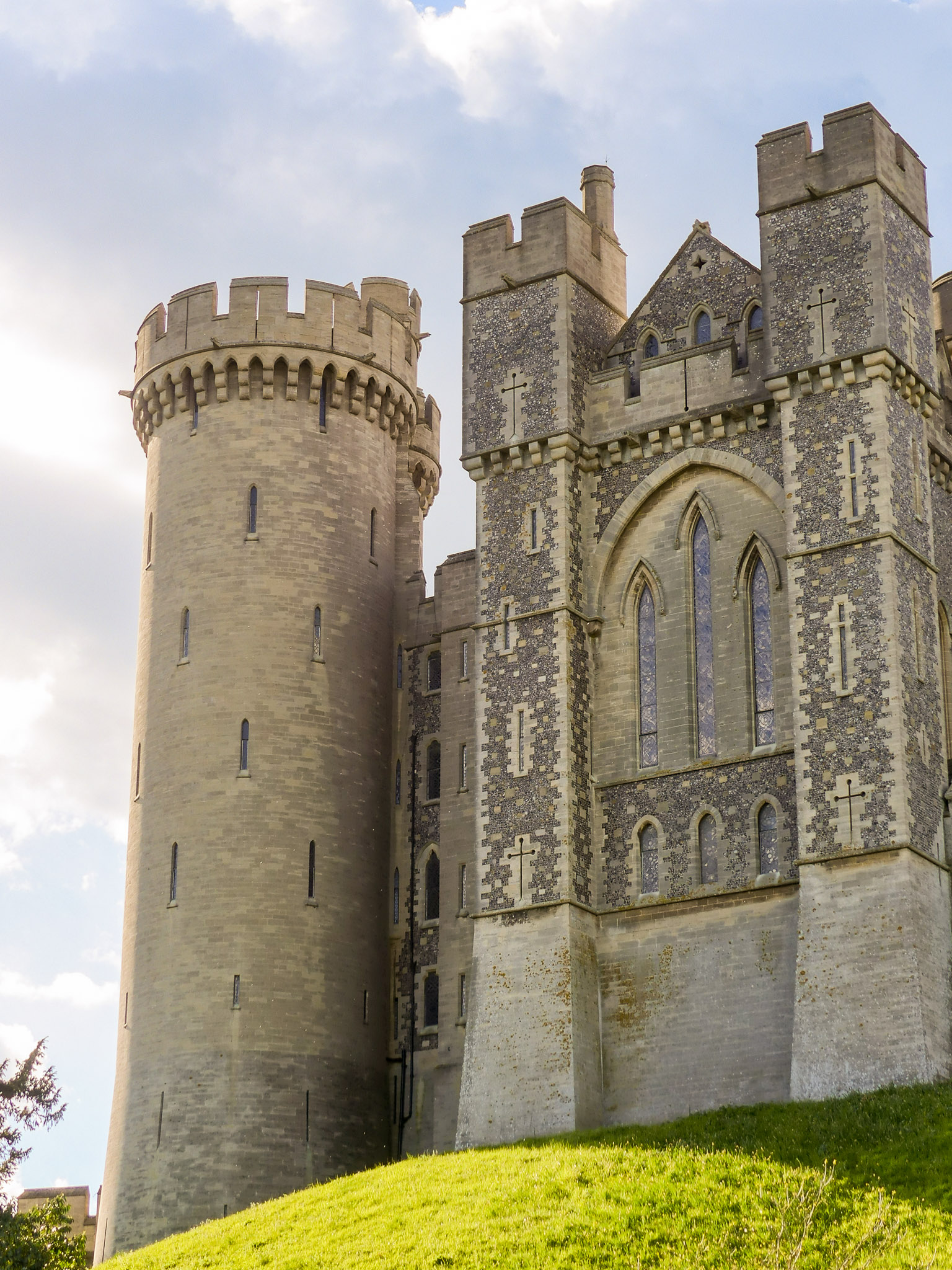
Le donjon du château d'Arundel sert de modèle à celui du château de Ben More dans la première version de l'aventure.

Les décors et les paysages de l'aventure ne s'inspirent pas seulement des recherches documentaires d'Hergé, mais également de ce que le dessinateur a sous les yeux ou à proximité immédiate de son lieu de vie. Ainsi la première version de L'Île Noire contient de nombreuses références à la Belgique. L'histoire commence par la promenade de Tintin et Milou dans un paysage de campagne du Brabant wallon, puis les héros prennent le train entre Londres et Bruxelles via la malle Ostende-Douvres pour traverser la Manche. Un pavillon belge est d'ailleurs hissé sur le ferry Prince Baudoin, le navire-même emprunté par Hergé et ses amis pour leur voyage en Angleterre en avril 1937. À la fin de l'aventure, Tintin revient en Belgique à bord d'un avion de la Sabena, le nom de la compagnie figurant sur le fuselage avec l'immatriculation « OO-AGY », OO étant l'indicatif des avions belges. Par ailleurs, les fermes anglaises que visite Tintin sont dessinées à partir de véritables fermes flamandes.
Les décors britanniques sont en majeure partie dessinés à partir de la documentation constituée par Hergé. Sa collection de photographies en noir et blanc découpées dans des brochures et des magazines contient notamment des paysages d'îles écossaises des Hébrides extérieures, telle que Lewis et Harris. Il est possible qu'il s'en soit servi comme modèle pour la partie écossaise de l'aventure. Par ailleurs, dès son arrivée à Puddlecombe, Tintin prend un taxi alors que se dessine un cottage à l'arrière-plan, probablement inspiré de la maison de Mary Arden à Stratford-upon-Avon.

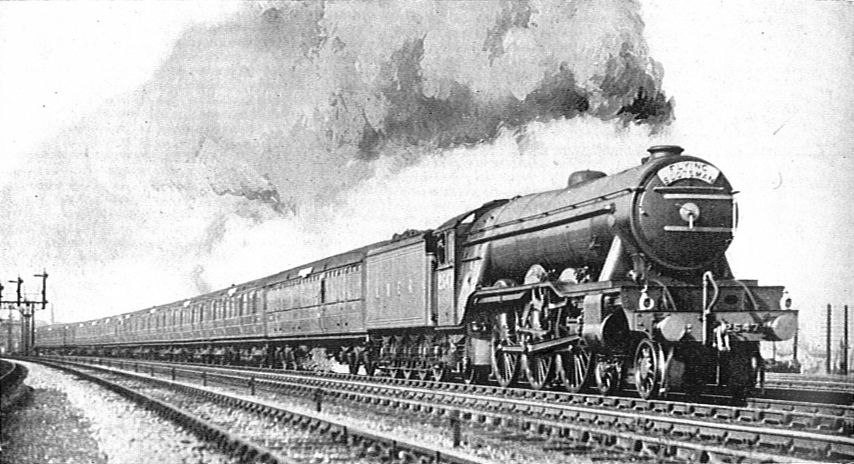
Le Flying Scotsman en 1928.

Plus tard, il emprunte le Flying Scotsman, le train express reliant Édimbourg et Londres. Les trains de cette ligne comportent une wagon-restaurant, comme dans l'album.
Tout au long de son périple britannique, Tintin cite des villes réelles mais ne traverse que des villes fictives dont Hergé invente le nom en s'appuyant sur des toponymes réels. Ainsi Puddlecombe est bâti sur le modèle de Wycombe et Ilfracombe, tandis que le nom Eastbury rappelle les villes de Shaftesbury, Canterbury ou Salisbury. D'après Daniel Justens et Alain Préaux, Eastbury pourrait être inspirée d'Eastbourne, une grande station balnéaire de la côte sud du pays, l'action se déroulant en grande partie dans le Sussex . Le toponyme « Île Noire » est lui aussi typique de la géographie écossaise dans la mesure où il existe plusieurs îles de ce nom, notamment dans l'archipel des Hébrides ou dans les lochs. De la même manière, Kiltoch est un mot-valise formé à partir de « kilt », une jupe traditionnelle écossaise, et « loch », terme écossais francisé désignant notamment un lac.
Le nom du château de Ben More est quant à lui formé à partir du gaélique écossais, « ben » signifiant « montagne » et « mor » signifiant « mer ». Deux montagnes écossaises portent ce nom, l'une dans le parc national du Loch Lomond et des Trossachs, dont elle est le point culminant, l'autre sur l'île de Mull. Le château en lui-même n'emprunte pas son allure à un seul et même château existant mais semble être le fruit d'inspirations diverses. Son donjon est certainement dessiné à partir de cartes postales du château d'Arundel, dans le sud de l'Angleterre, un lieu visité par Hergé en avril 1937. Selon Charles Dierick, la grande arche d'entrée pourrait être inspirée de la porte est du château de Warwick, dont Hergé possédait une gravure dans sa documentation, tandis que le décor intérieur du château présente de nombreuses similitudes avec le château de Beersel, que le dessinateur connaissait bien.
Sur un autre plan, l'album cite une véritable marque de whisky écossais, Johnnie Walker, dont le nom figure sur le wagon d'un train de marchandises.
Fidèle à son souci de réalisme, Hergé s'appuie sur des modèles réels pour dessiner les véhicules empruntés par les différents personnages. Ainsi, c'est un camion Ford qui conduit Tintin vers Ostende et un taxi Austin LL modèle 1934 qui l'embarque à Puddlecombe. La voiture du Dr Müller est une Humber Pullman (en) tandis que la caravane dans laquelle monte Tintin pour les poursuivre est remorquée par une Vauxhall 10 HP. En ce qui concerne les trains, outre le Flying Scotsman, Tintin circule à bord d'une locomotive à vapeur 141 Mikado Type 5. L'avion des faussaires, à la première planche du récit, est un Heinkel He 70 biplace, tandis que celui de Müller et Ivan est un Dewoitine D.1. Tintin les poursuit à bord d'un Howard DGA 5. C'est dans un Avro 638 Cadet que les Dupondt font sensation lors du meeting aérien, tandis que le héros rentre en Belgique à bord d'un trimoteur Savoia-Marchetti S.73 de la Sabena.

Avions dessinés dans L'Île Noire de 1938.
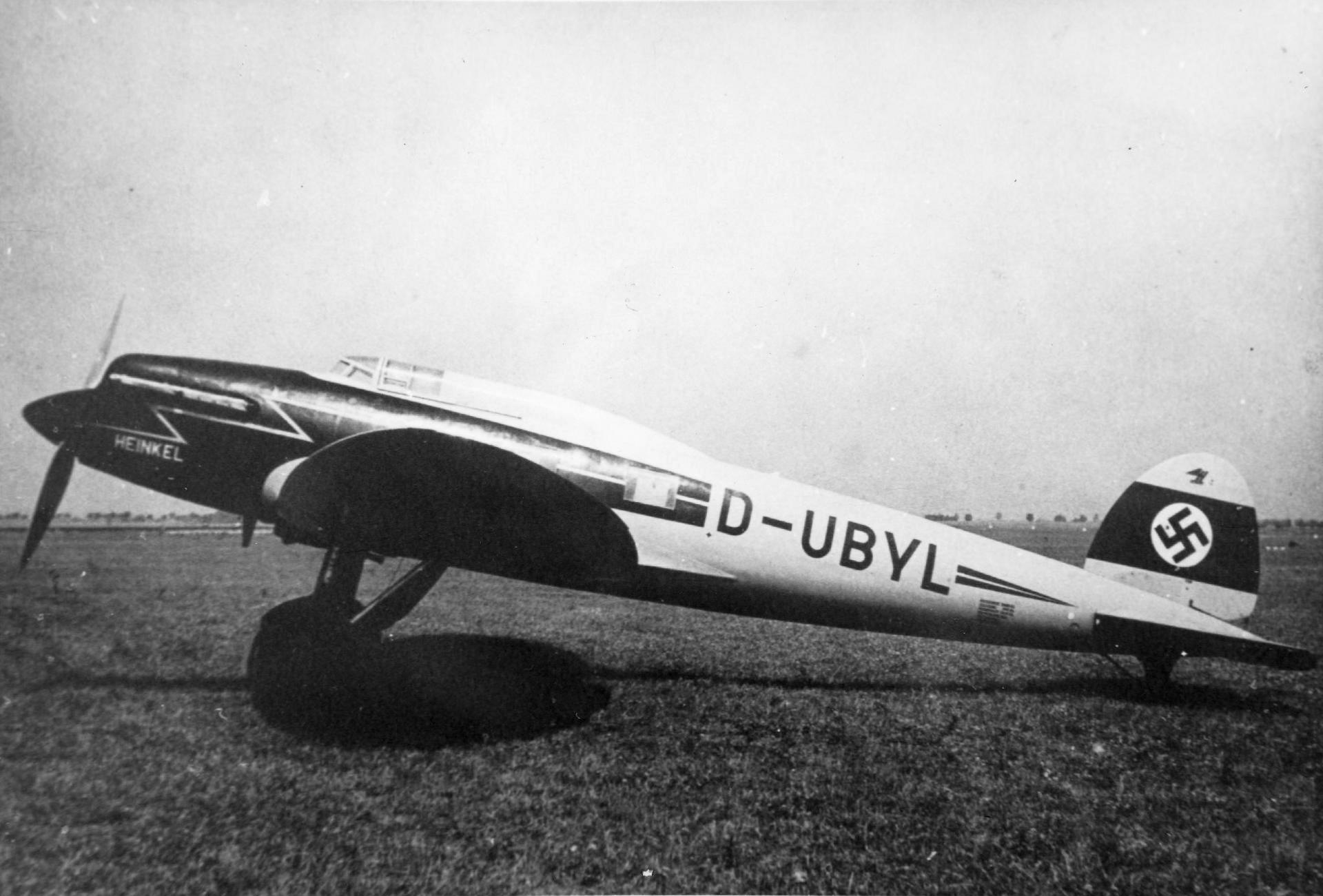
Le Heinkel He 70 des faussaires.
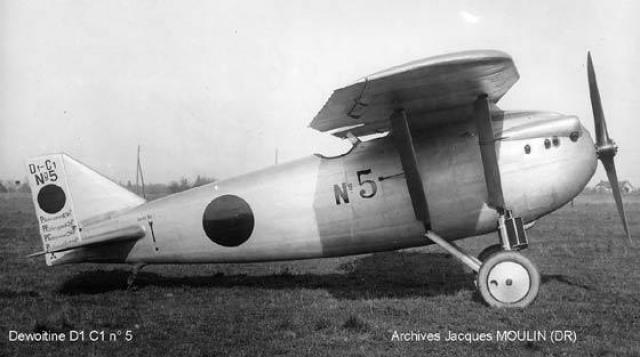
Le Dewoitine D.1 du Dr Müller.
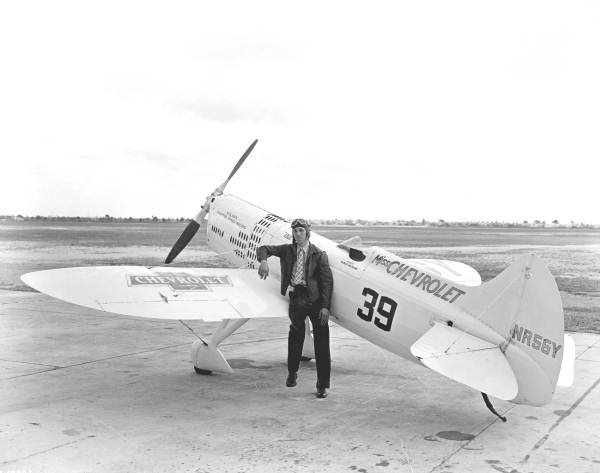
L'Howard DGA 5 de Tintin, biplace dans l'album.
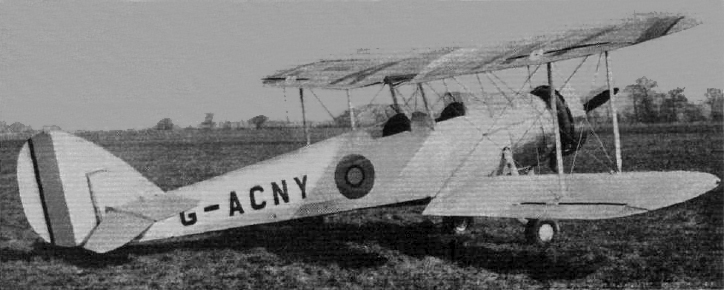
L'Avro 638 Cadet des Dupondt.
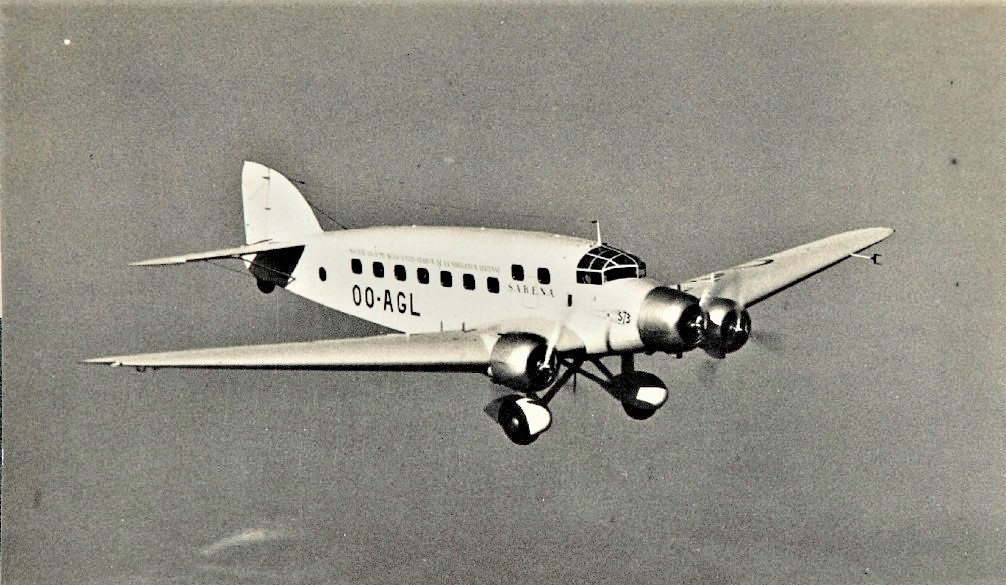
Le Savoia-Marchetti S.73 qui ramène Tintin en Belgique.

### Documentation pour la version remaniée

#### Angleterre

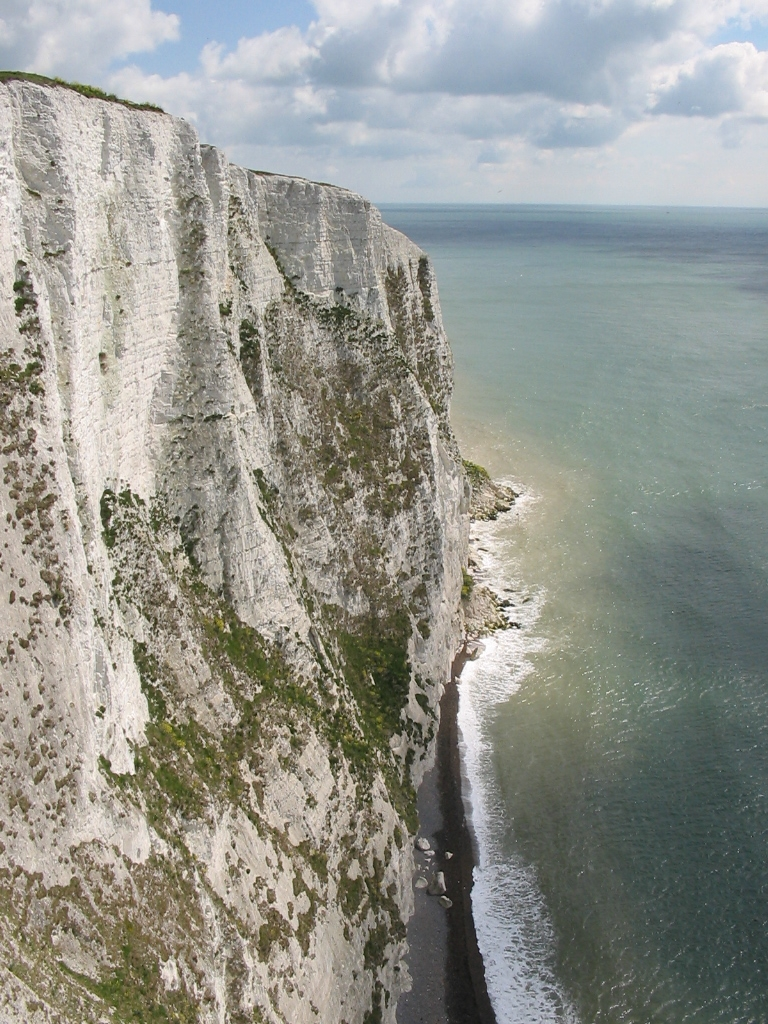
Les falaises de Douvres.

Pour dessiner les paysages de la nouvelle version, Bob de Moor s'inspire notamment des falaises de Douvres, de type crayeuses. C'est de là que Tintin doit être précipité dans le vide par les bandits,.
Comme dans la première version de l'aventure, la villa du docteur Müller est une maison à colombages entourée d'un jardin à l'anglaise et richement décorée à l'intérieur, mais cette décoration est intégralement reprise avec l'ajout de meubles typiquement anglais. Seul un tableau figurant un cavalier est conservé entre les différentes versions. La pièce dans laquelle est stockée le chloroforme contient un banc de reproduction, notamment destiné à photographier des objets ou documents avec une grande précision. Dans la première version en couleur, il y avait à la place un lit médical identique à celui qui se trouvait à bord du paquebot dans Tintin au Congo.
De même, Hergé modifie le nom des toponymes qu'il avait inventés pour la première version : Eastbury devient Eastdown, et Puddlecombe devient Littlegate. Tintin quitte alors l'Angleterre pour l'Écosse depuis l'aérodrome de Halchester, une ville imaginaire dont le nom ressemble à Colchester, dans le comté d'Essex, à l'est de Londres.

#### Écosse

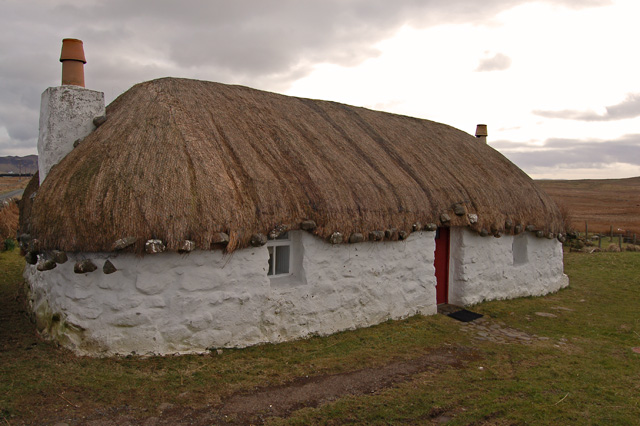
Beaton's Croft House, une maison traditionnelle écossaise.

Le croft et la maison traditionnelle (en) du berger qui recueille Tintin après le crash de son avion dans les Highlands sont semblables à ceux visibles sur les îles de Skye et de Mull. Tintin revêt alors une tenue traditionnelle écossaise et légèrement modifiée par rapport à la version originale : béret tam o' shanter à pompon rouge, kilt à tartan rouge et vert avec un sporran en cuir suspendu à la ceinture, et chaussettes argyll,.

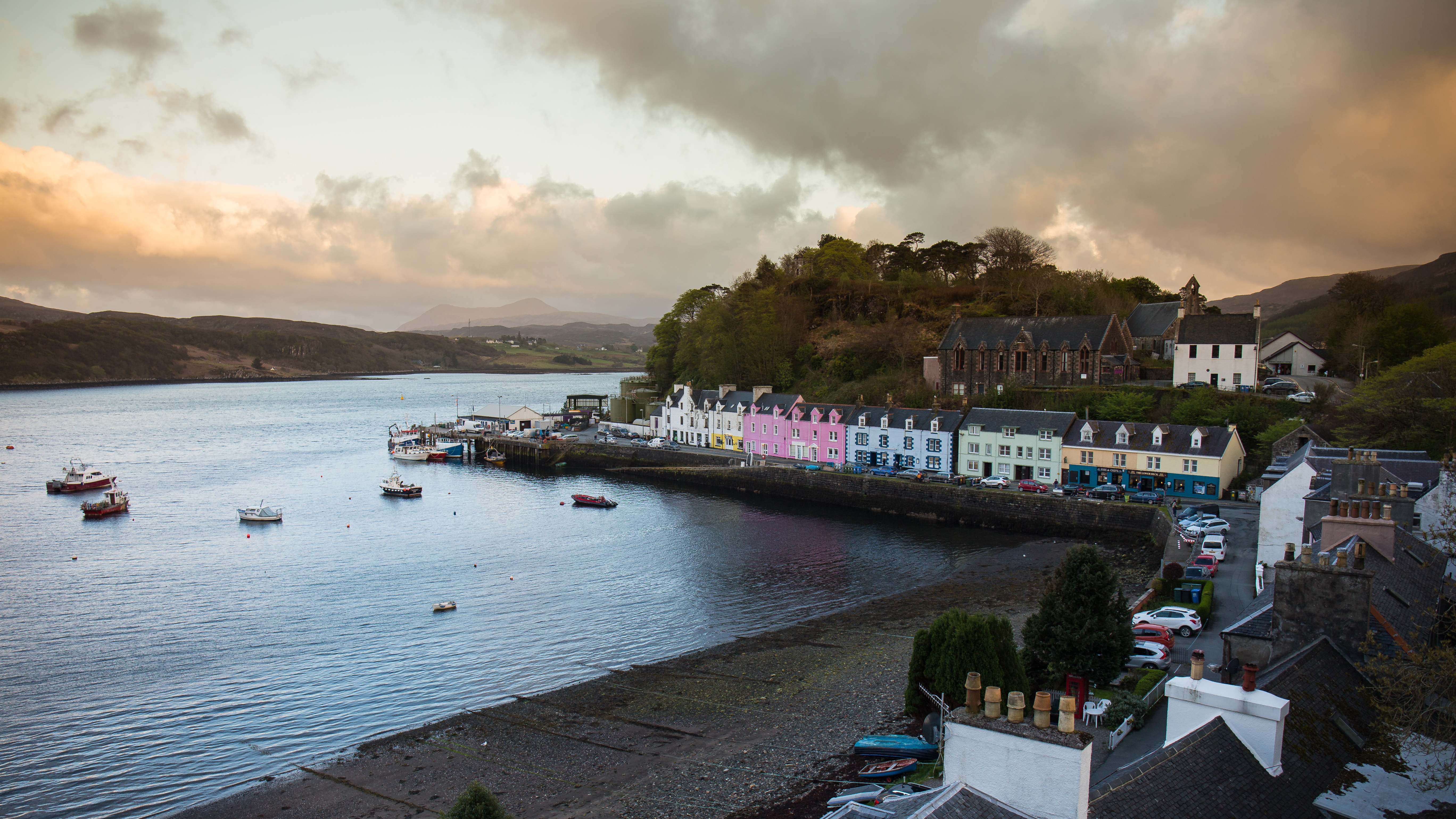
Portree sur l'île de Skye.

D'après Michael Farr, spécialiste de l'œuvre d'Hergé, les paysages de la campagne écossaise, où Tintin et Milou progressent au milieu des chardons et des bruyères, ressemblent à ceux des landes de l'île d'Arran, à l'ouest du pays, que Bob de Moor visite pour ses repérages. Le paysage montagneux rappelle également celui de Cuillin sur l'île de Skye, tandis que le village de Kiltoch est probablement inspiré de la petite ville portuaire de Portree, sur la même île, ou bien de Blackwaterfoot, sur l'île d'Arran, ou encore d'Ayr, que Bob de Moor visite aussi lors de son séjour outre-Manche. Dans le pub de Kiltoch, représenté de manière réaliste, Tintin consomme une pinte de ce qui est sans doute une stout, bière brassée répandue au Royaume-Uni. Les fenêtres ordinaires de la première version ont été remplacées par des fenêtres à guillotine typiquement britanniques. Le nom du whisky que boit Milou dans l'aventure est remplacé par celui d'une marque fictive, « Loch Lomond », proposée par Bob de Moor à partir du nom d'un lac écossais bien réel. Or, une véritable distillerie Loch Lomond s'implante en 1964, peu avant la parution de la nouvelle aventure.

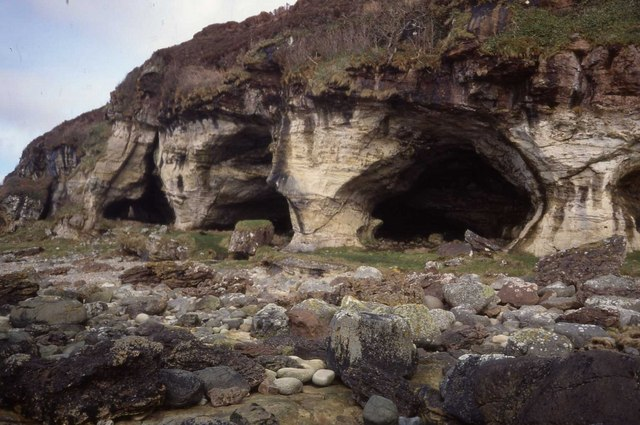
King's Cave sur l'île d'Arran.

L'île et le château de Ben More bénéficient de nouveaux modèles tirés de la visite de Bob de Moor sur l'île d'Arran. Ainsi les falaises et les grottes de cette île, comme la King's Cave (en), évoquent celle dans laquelle Tintin et Milou se réfugient. Les ruines du château de Lochranza ont pu inspirer l'allure sinistre de l'édifice, mais c'est un autre château de l'île, celui de Brodick, qui apporte plusieurs éléments de décor : la tour carrée flanquée de deux échauguettes, l'oriel et le parapet à créneaux de cette demeure du XVIe siècle sont parfaitement identifiables dans la version enrichie de l'album. Parmi les autres îles régulièrement citées comme modèle de L'Île Noire figurent l'île d'Or et sa tour sarrasine au large de Saint-Raphaël, le phare de l'île Noire en baie de Morlaix, le Vieux Château de l'Île d'Yeu, la péninsule écossaise de Black Isle, le château de l'île Eilean Donan au nord-ouest du pays ou encore le château de Kisimul au large de Castlebay. Mais selon Charles Dierick, aucune de ces hypothèses ne peut être retenue de manière certaine dans la mesure où aucune gravure ou photographie évoquant ces lieux n'est recensée parmi les 20 000 feuillets de la documentation laissée par Hergé.

Inspirations possibles mais non attestées du château de Ben More.
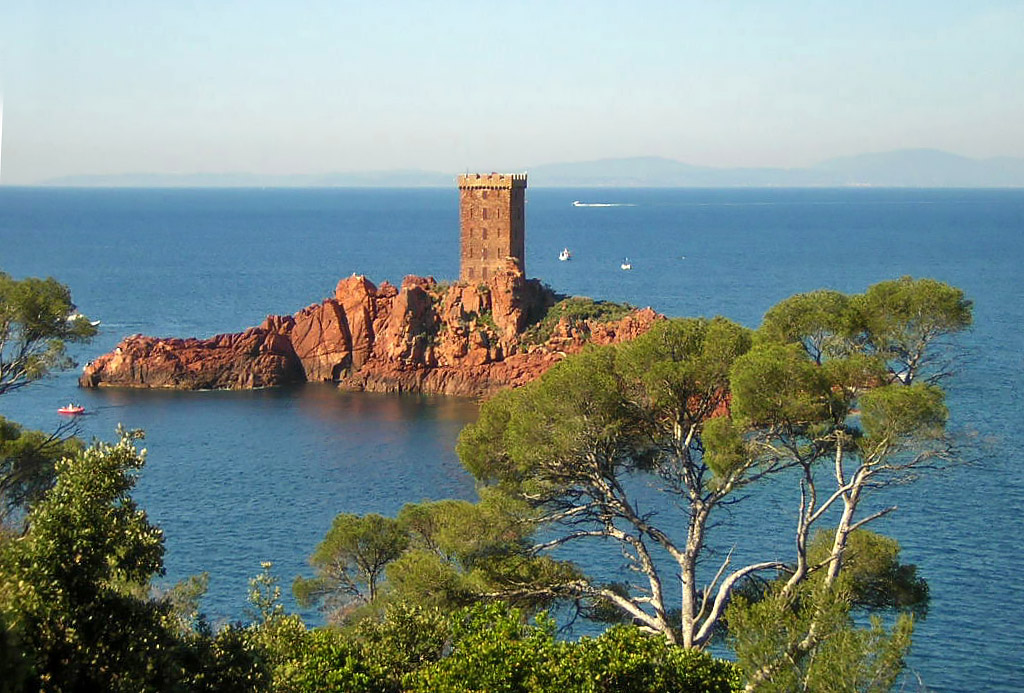
L'île d'Or au large de Saint-Raphaël.
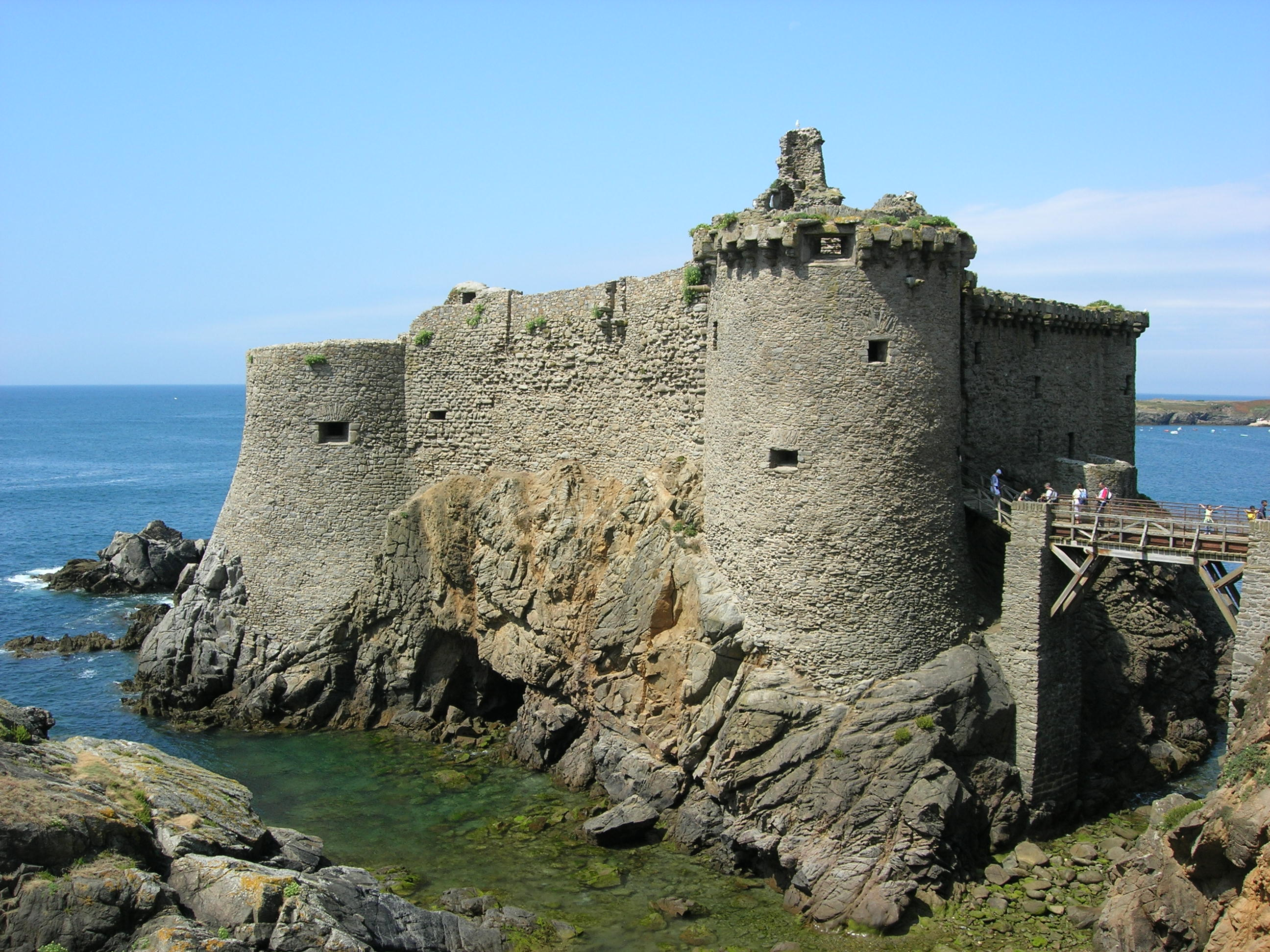
Le Vieux Château de l'Île d'Yeu.
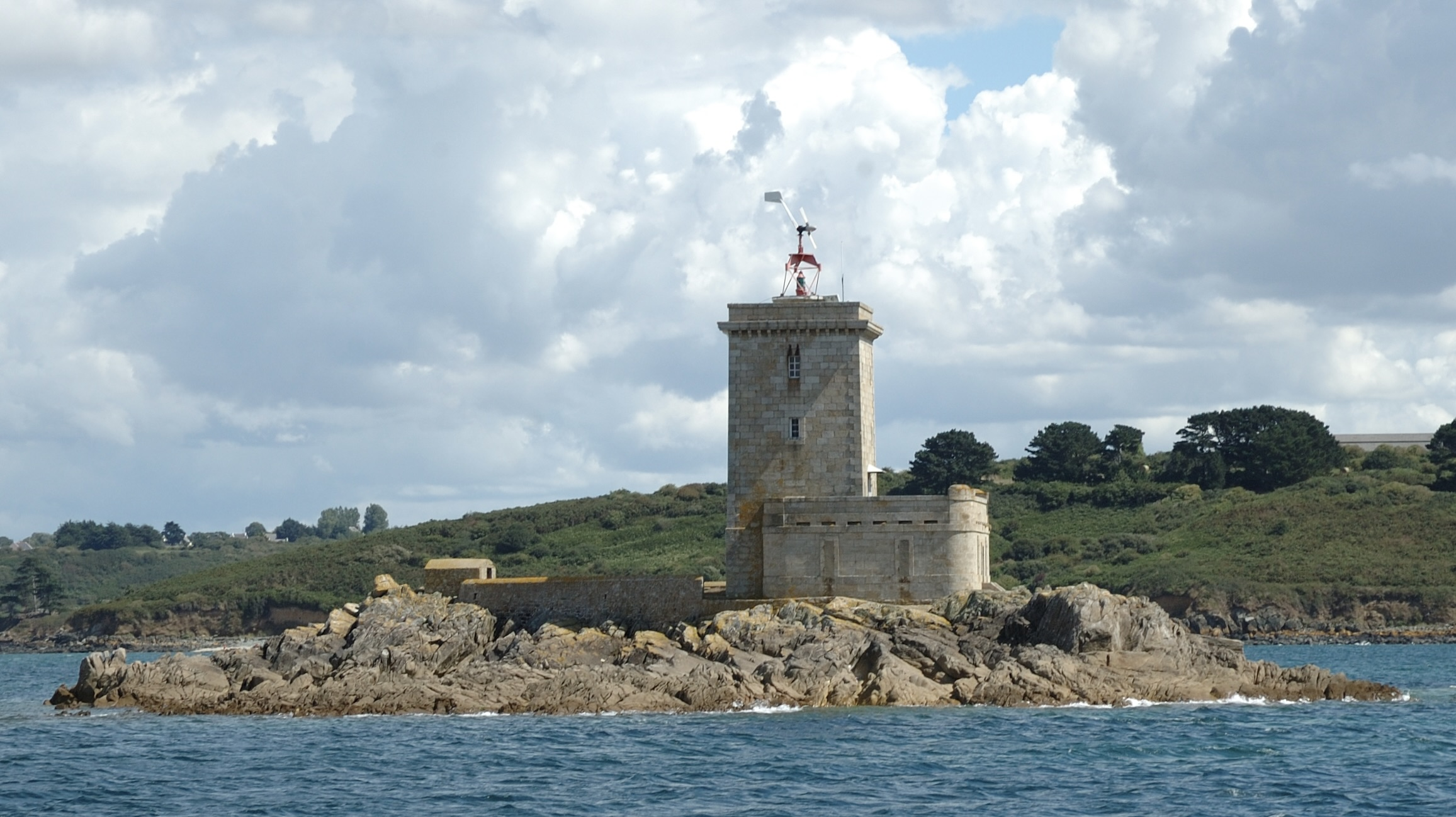
Phare de l'île Noire en baie de Morlaix.
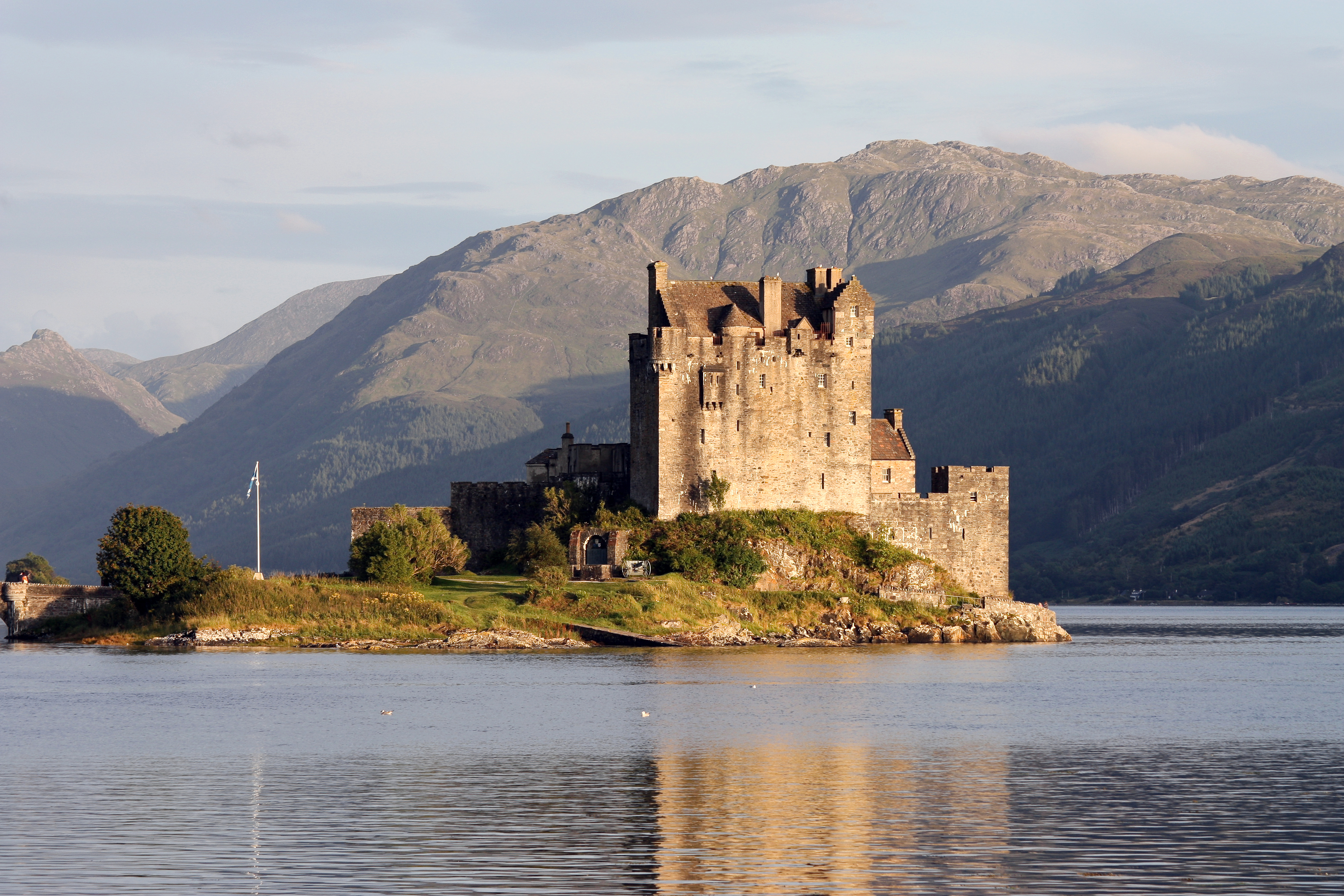
Eilean Donan Castle dans les îles écossaises des Hébrides intérieures
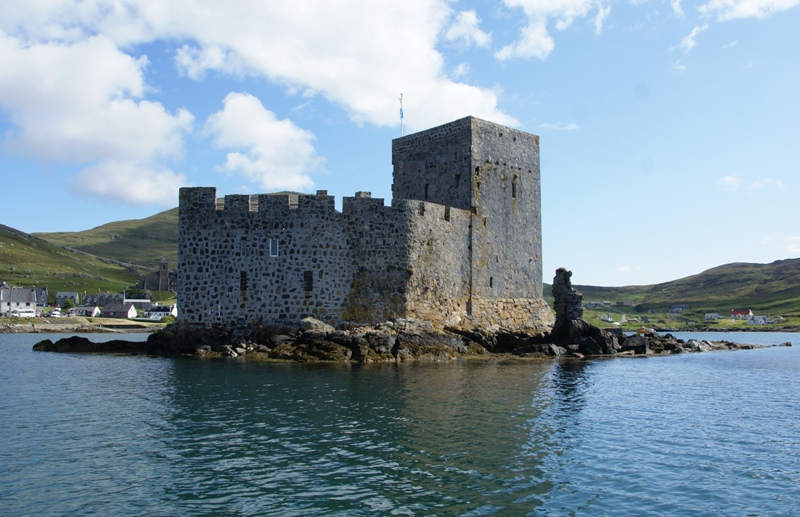
Château de Kisimul au large de Castlebay dans les îles écossaises des Hébrides extérieures
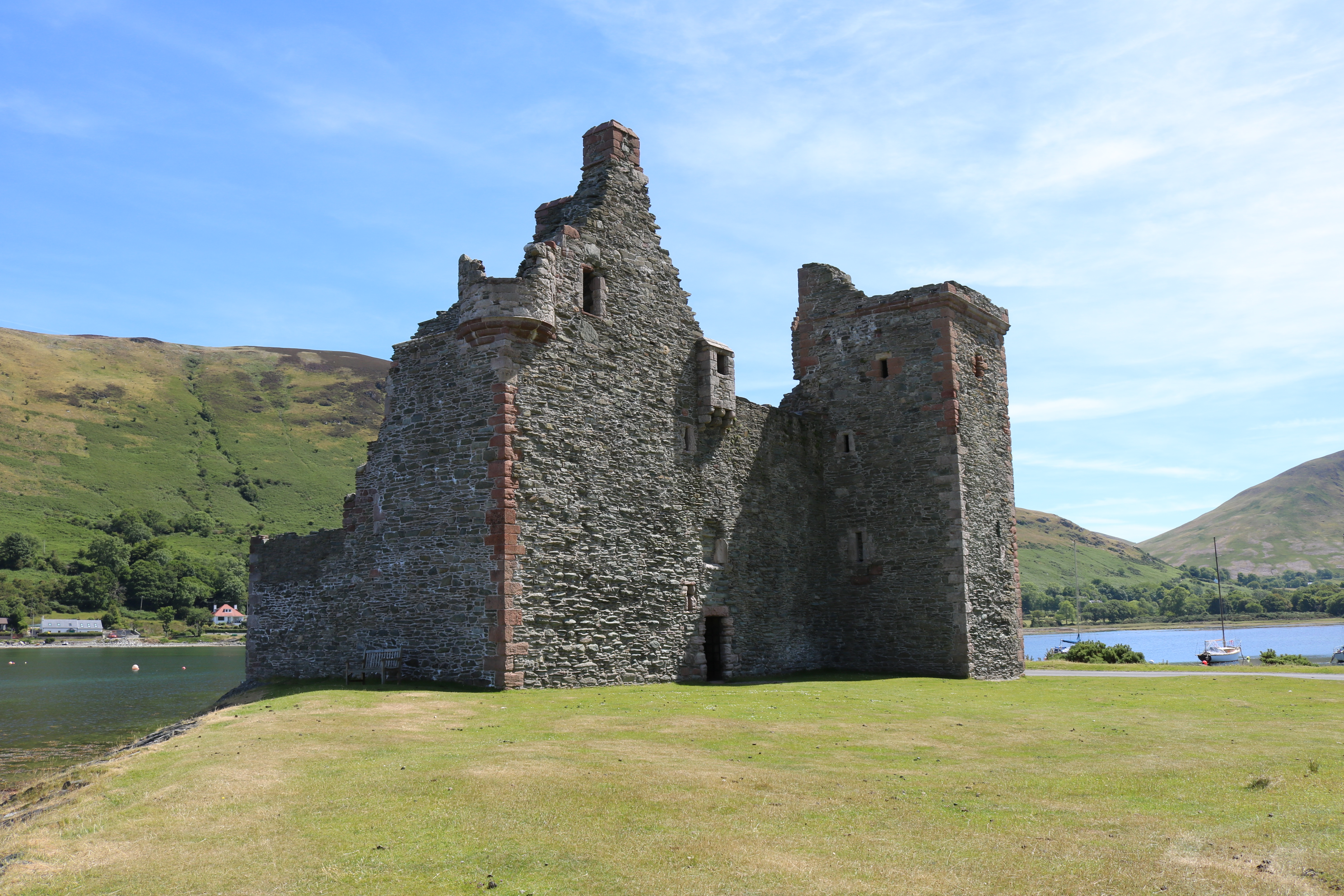
Château de Lochranza sur l'île écossaise d'Arran, dans le Firth of Clyde
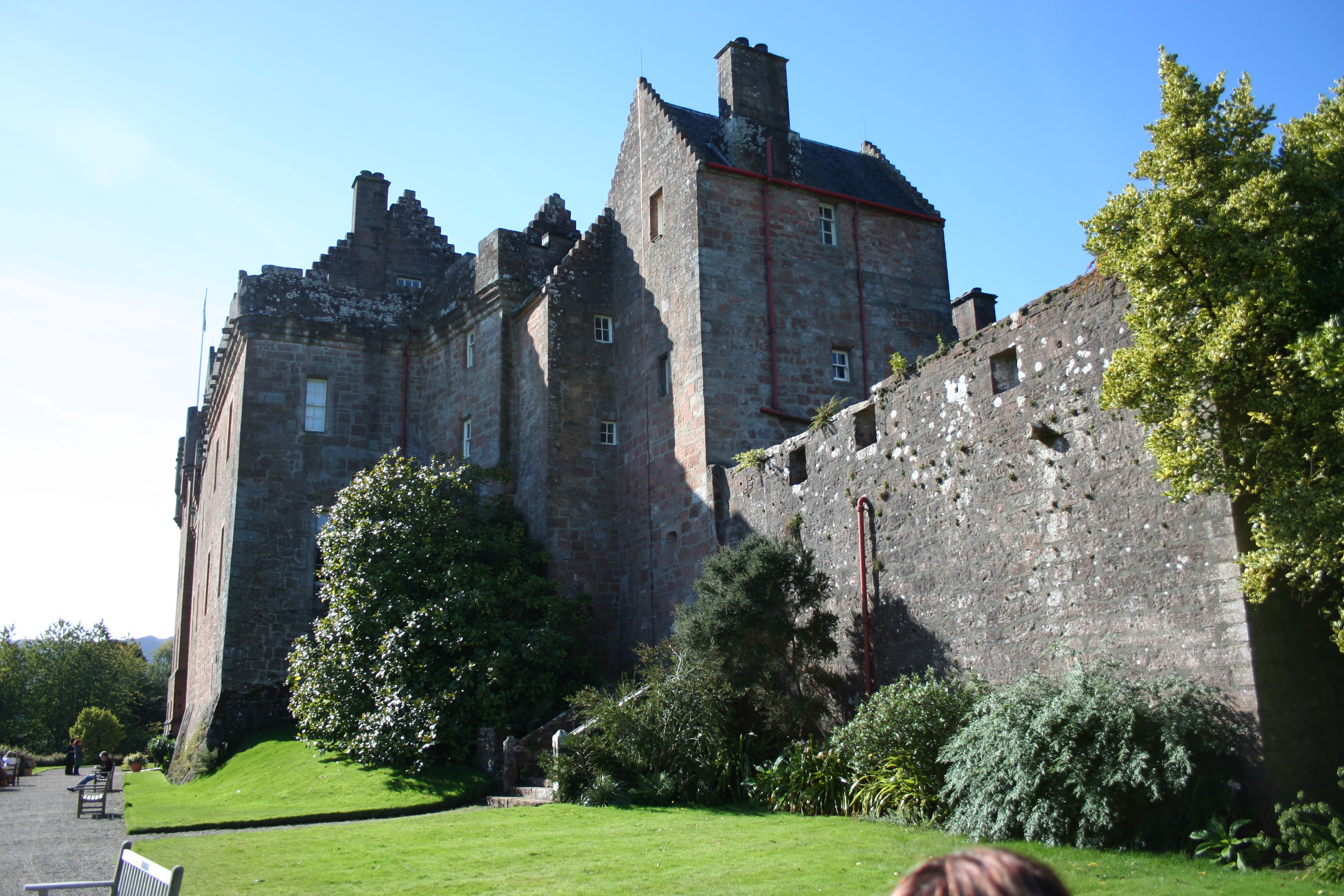
Château de Brodick proche du port de Brodick, sur l'île écossaise d'Arran.

#### Moyens de transport et autres éléments de décor

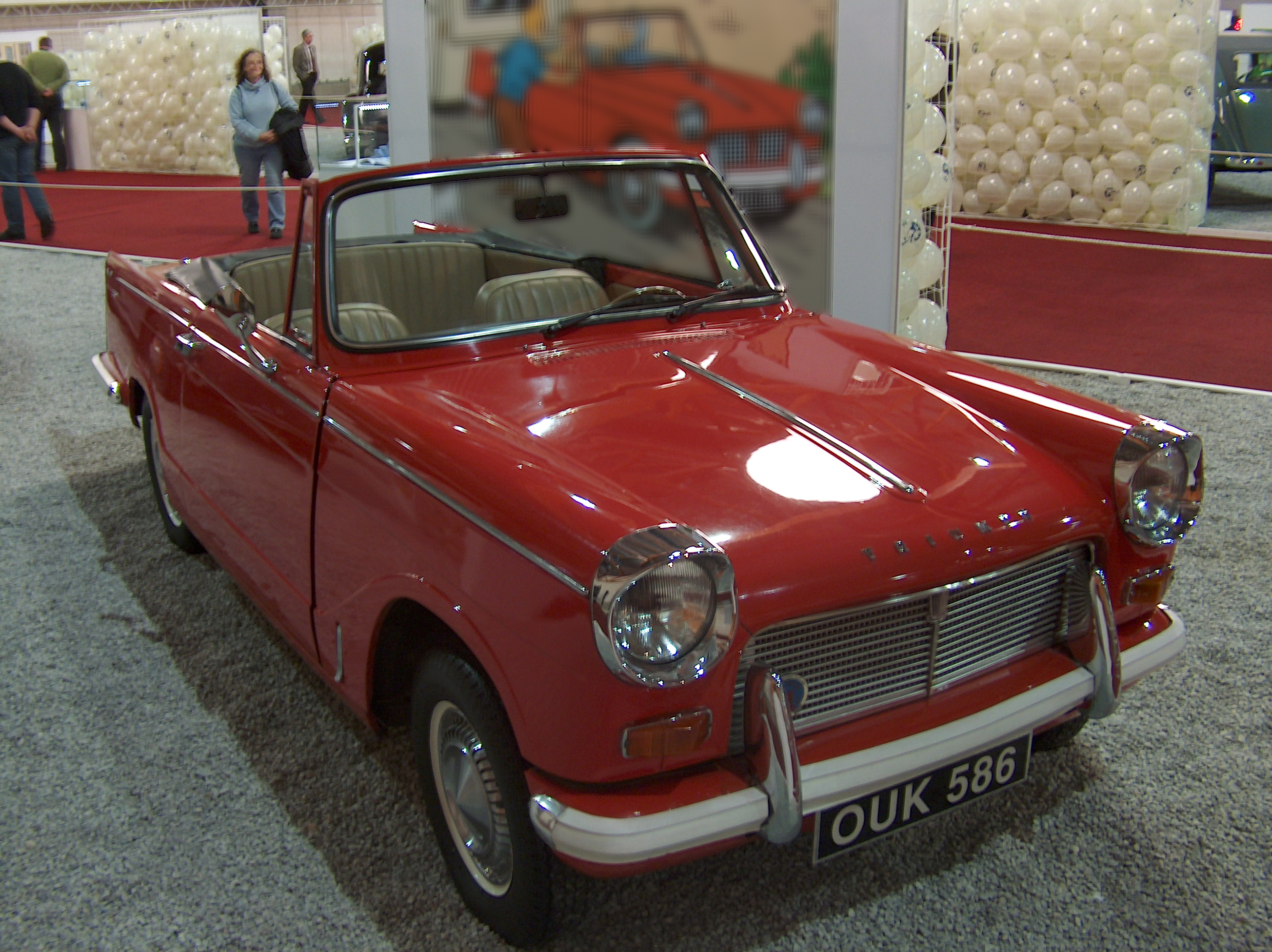
Réplique de la Triumph Herald de L'Île Noire.

Dans la version remaniée, plusieurs véhicules sont modifiés. C'est à bord d'un Hanomag L 28 (en) que Tintin est conduit sur la côte, puis il monte à bord d'un taxi Ford Zephyr 6 Mark III de couleur bleue. Le Dr Müller et son chauffeur Ivan circulent à bord d'une Jaguar Mark X, tandis que la caravane de Tintin, un modèle Eccles GT 305 est tracté par une Triumph Herald. La charrette à bras des pompiers de la première version est remplacée par une autopompe Dennis F101, et le camion non identifié qui prend Tintin en auto-stop après l'accident de caravane est remplacé par une MG 1100.
Les deux trains qui figurent dans l'aventure sont une locomotive électrique BB 2300 et une locomotive diesel D 5500 des British Railways. Pour les avions, les faussaires volent désormais à bord d'un Percival P.40 Prentice. Müller prend place dans un Cessna 150, poursuivi par Tintin et son pilote dans un biplace Bristol DH Chipmunk MK 22 A. C'est à bord d'un biplan De Havilland DH.82 Tiger Moth que les Dupondt et le mécanicien se produisent malgré eux lors du meeting aérien, tandis que Tintin quitte l'Angleterre dans un De Havilland DH-121. Le canot qu'achète le héros est quant à lui doté d'un moteur hors-bord British Seagull dans la version de 1966.
D'autres éléments de décor sont retouchés. Ainsi dans l'antre des faux-monnayeurs, Hergé ajoute une lampe d'architecte sur la table de travail servant à la production des billets, tandis qu'à la fin de l'album, les officiers de la police britannique, représentés de manière réaliste, sont aisément reconnaissables grâce au bandeau à damier noir et blanc ornant leur casquette. Contrairement à la première version, ils ne portent pas d'arme à feu.

## Publications

### Version originale en noir et blanc

#### En Belgique
La première version de L'Île Noire bénéficie comme les aventures précédentes d'une prépublication dans Le Petit Vingtième. Le 8 avril 1937, la couverture du périodique annonce le retour de Tintin pour la semaine suivante. Le dessin montre un avion survolant des collines enneigées bordées par la mer charriant des blocs de glace, un paysage finalement très différent de l'aventure à suivre. Tintin et Milou y figurent en médaillon, en promenade. Les premières planches paraissent le 15 avril 1937, la couverture montrant les deux héros surmontant un retentissant « Nous voici ». La publication se poursuit jusqu'au 16 juin 1938, pour un total de 124 planches,. L'histoire est diffusée au rythme de deux planches par semaine, sous le simple titre des Nouvelles Aventures de Tintin et Milou, comme L'Oreille cassée, l'aventure précédente dont la parution s'achève un mois et demi seulement avant celle du nouveau récit,.
La première publication de L'Île Noire comporte certaines particularités. Dans les numéros 39 et 40 de l'année 1937, elle s'accompagne d'une rubrique « Le mystère Tintin », dans laquelle les lecteurs sont invités à s'exprimer sur la suite de l'affaire. Ce procédé, utilisé avec succès lors de publications précédentes, est cependant vite abandonné. Le 2 décembre 1937, pour la première fois, les deux planches en noir et blanc sont imprimées avec une couleur dite de soutien, le rouge. Dès la semaine suivante, la couleur verte et ajoutée, et cela se poursuit jusqu'à la dernière planche, excepté l'avant-dernière. Au total, 56 planches sont ainsi agrémentées.

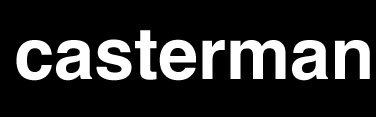
Logo des éditions Casterman.

L'album est publié aux éditions Casterman le 20 novembre 1938 car l'éditeur souhaite commercialiser son produit quelques jours avant la fête de Saint-Nicolas. Le premier tirage s'élève à 5 900 exemplaires et c'est à cette occasion qu'apparaît le titre « L'Île Noire ». L'album connaît un deuxième tirage en 1941 (4 950 exemplaires), puis un troisième en 1942, en même temps que tous les autres titres déjà publiés (à l'exception de Tintin au pays des Soviets) et avec une image de couverture agrandie (5 000 exemplaires),.

#### Dans les autres pays
Comme les aventures précédentes, le récit est publié en France dans l'hebdomadaire catholique Cœurs vaillants qui assure la diffusion des Aventures de Tintin depuis le début des années 1930. La parution s'étale du 17 avril 1938 au 30 avril 1939, soit avec près d'une année de décalage par rapport à l'édition du Petit Vingtième. La rédaction de Cœurs vaillants déplore d'ailleurs que la parution de l'album s'effectue avant la fin de la prépublication française, bien que les ventes d'albums dans l'Hexagone soient encore très marginales. Cœurs vaillants fait paraître l'aventure sous le titre Le Mystère de l'avion gris, et modifie également la disposition de certaines planches, sans respect du travail d'Hergé, pour adapter le récit à son propre format, de moitié plus grand que Le Petit Vingtième. La taille des cases est aussi réduite de 20 % et certaines vignettes sont déplacées ou supprimées. Cœurs vaillants procède également à la francisation de l'aventure : la ville d'Ostende est remplacée par Calais, sans pour autant que le nom du ferry Prince Baudoin ne soit modifié, ce qui provoque une certaine incohérence. Dans la dernière planche, la marque belge Sabena est effacée de la coque de l'avion.
Au Portugal, l'hebdomadaire O Papagaio publie Tim-Tim na Ilha Negra du 16 janvier 1941 au 26 février 1942, tandis qu'en Suisse, la rédaction de L'Écho illustré programme Tintin dans l'Île noire du 19 avril 1941 au 27 juin 1942. Ce même quotidien diffuse entre le 29 septembre 1962 et le 7 décembre 1963 la version de 1943, mais sans la couleur car ce journal est imprimé en héliogravure avec une encre brun sépia. De fait, la couleur n'est introduite dans ce périodique que pour l'ultime aventure, Tintin et les Picaros. En plus des planches de l'histoire, L'Écho illustré fait paraître deux des quatre hors-texte intégrés par Hergé dans l'album, ce qui a pour conséquence de déplacer le point d'orgue de fin de semaine pourtant cher à Hergé pour l'entretien du suspense.
Bien plus tard, en 1982, le périodique espagnol Historia de los comics publie à son tour la version originale de l'aventure.

### Première version en couleurs
La première version colorisée de l'album paraît en août 1943 chez Casterman. Elle est presque identique à la version originale en noir et blanc mais le succès est au rendez-vous et le premier tirage de 15 080 exemplaires est immédiatement épuisé. La pénurie de papier complique sa réimpression, d'autant plus que l'éditeur est réprimandé par la Propaganda-Abteilung qui lui interdit toute nouvelle autorisation d'impression pendant trois mois : le kilt que porte Tintin sur la couverture est une référence directe à l'Écosse, et donc aux Alliés, de même que les policiers britanniques présentés au cœur du récit, ce qui déplaît à la censure. L'ouvrage est finalement réimprimé en novembre 1944 à 17 553 exemplaires et connaît de nouvelles éditions en 1946 et 1947, puis une vingtaine de 1949 à 1960.
Après la fin de la Seconde Guerre mondiale, cette version bénéficie d'une publication en feuilleton dans de nombreux périodiques. C'est le cas des journaux belges De Nieuwe Gazet du 3 septembre 1952 au 25 septembre 1953, La Cité, (du 21 janvier au 11 juin 1960), Le Rappel et Le Journal de Mons du 22 décembre 1960 au 9 juin 1961, Dimanche, la Gazette de Liége et La Métropole en 1960, ou encore Le Courrier de l'Escaut en 1961. En France, l'aventure est programmée dans des titres de la presse régionale (Dernières Nouvelles d'Alsace en 1958, La Voix du Nord en 1960, Sud Ouest en 1962, L'Yonne républicaine en 1963, L'Éclair des Pyrénées en 1981, Le Maine libre et La Presse de la Manche en 1983), des magazines féminins (L'Écho de la mode du 25 octobre 1959 au 25 décembre 1960 et Elle du 7 septembre 1967 au 18 novembre 1968) ou d'autres revues plus généralistes (La Vie du 7 juin 1953 au 29 août 1954 et Foyer Rural en 1962). En Suisse, outre L'Écho illustré, Heim und Leben (du 13 novembre 1954 au 14 mai 1955) et Schweizer Hausfrau (entre 1956 et 1957) font paraître l'aventure.
En Allemagne, elle est la seule aventure de Tintin diffusée dans le magazine Dalla entre février et mai 1954. Elle est également publiée dans l'hebdomadaire Welt am Sonntag du 29 mai au 27 novembre 1954, dans le quotidien Hamburger Abendblatt entre le 3 octobre 1959 et le 3 décembre 1960 puis dans le mensuel Deutscher Hausfreund de mai 1962 à juillet 1963. Aux Pays-Bas, les publications sont nombreuses : dans De Tijd du 21 septembre 1957 au 18 février 1958, dans le Noordholland Dagsblad entre le 13 mai et le 8 octobre 1958 puis dans Brabants Nieuwsblad, Het Binnenhof, De Sirene, Twentsche Courant et Nieuwe Eindhovense Krant en 1961. La version colorisée de L'Île Noire est reprise dans l'édition portugaise de Tintin entre le 18 mai et le 14 décembre 1974 et fait aussi l'objet de plusieurs publications au Brésil : elle paraît dans O Estado de S. Paulo du 18 octobre 1957 au 23 janvier 1959, puis dans le Correio do Povo en 1963. Au Danemark, c'est le mensuel Kong Kylie qui la diffuse du 8 décembre 1950 au 16 novembre 1951, mais elle est également reprise dans Politiken du 9 septembre 1960 au 31 janvier 1961. En Suède, 25:an (du 23 avril 1950 au 6 mai 1951), Dagens Nyheter (du 15 mai 1963 au 26 février 1964, Pelle Svanslös (en 1970), Aftonbladet (du 4 juillet 1971 au 3 septembre 1972), Arbetet (du 17 avril 1977 au 9 juillet 1978), Barometern (du 23 avril 1977 au 23 juin 1978), Eskilstuna-Kuriren (du 14 mai 1977 au 15 juillet 1978) et Jönköpings-Posten (du 7 octobre 1978 au 8 décembre 1979) la reprennent.
Elle paraît également aux Antilles néerlandaises dans le périodique De Amigoe du 14 novembre 1964 au 13 avril 1965, en Australie dans le Canberra Times du 4 janvier au 23 mai 1968, en Égypte dans Samir du 20 décembre 1964 au 4 avril 1965, aux États-Unis dans le Children's Digest en 1973, en Grèce dans Proto entre 1965 et 1966, en Irlande dans The Irish Times du 21 mars au 9 août 1966, en Italie dans Vitt du 9 mai au 5 septembre 1968, en Norvège dans Tempo du 6 décembre 1967 au 27 mars 1968 puis dans Aftenposten du 3 janvier au 24 octobre 1973. Par ailleurs, elle est la seule aventure de Tintin publiée en Serbie dans Eks Almanah, en 1979. En Thaïlande, elle est la dernière aventure diffusée dans Viratham (du 7 février 1971 au 30 janvier 1972) avant de paraître dans KongNa RaRoeng en 1975 puis dans Joker en 1978.

### Version définitive

Titre sur la refonte de 1966.

La refonte de L'Île Noire donne lieu à une prépublication dans le journal Tintin. Elle débute le 1er juin 1965 et s'achève le 28 décembre suivant, avant la parution de l'album en 1966, toujours aux éditions Casterman.
Dans le journal, l'aventure est publiée avec un lettrage provisoire, le lettrage définitif étant réalisé chez Casterman par Arsène Lemey, comme pour les autres albums. La colorisation est elle aussi différente dans la mesure où Tintin est imprimé en héliogravure alors que Casterman utilise l'impression en offset. La nouvelle Île Noire paraît au rythme de deux planches par semaine, surmontées d'un bandeau contenant un court texte introductif.
Elle connaît, comme la précédente, de nombreuses publications en feuilleton dans la presse du monde entier. Le magazine Tintin la diffuse en Belgique dans ses versions francophones et flamandes, mais aussi en France et en Égypte. En Belgique, elle est également reprise dans La Cité du 26 juillet au 16 décembre 1966, puis simultanément dans le périodique flamand Ons Volkske et son équivalent francophone Junior (Chez nous) entre 1966 et 1967, et dans le périodique germanophone Grenz-Echo après la mort d'Hergé. En Allemagne, elle est diffusée dans l'hebdomadaire Fix une Foxi au début de l'année 1977. La même année, l'aventure paraît au Chili dans la revue Mampato. Au Danemark, elle connaît de nombreuses parutions dans les journaux Fart og temp (du 8 décembre 1967 au 29 mars 1968), Billed-Bladet (du 2 juin 1972 au 25 mai 1973), Århus Stiftstidende (du 5 février 1978 au 8 avril 1979) et Aalborg Stiftstidende (du 24 février 1980 au 22 mars 1981), Politiken (du 3 avril 1983 au 17 juin 1984) et B.T. à partir du 18 juillet 1988. Au Koweït, l'hebdomadaire Saad propose plusieurs titres de la série dans les années 1980, dont L'Île Noire. Au Royaume-Uni, l'aventure modernisée paraît en feuilleton dans les années 1990 dans le Funday Times, le supplément pour la jeunesse de l'hebdomadaire Sunday Times, et le supplément pour la jeunesse du quotidien I Kathimeriní en fait de même en Grèce dans les années 2000,. Parmi d'autres publications recensées figurent une parution en 1994 dans le journal serbe Vreme Dece ou encore une version en romani diffusée dans ce même pays au sein de l'hebdomadaire Politikin Zabavnik en 2004.

### Chiffres de vente
L'observation des chiffres commerciaux des différentes versions de L'Île Noire témoigne de l'explosion des ventes des albums de la série à partir de la Seconde Guerre mondiale : la colorisation des œuvres et la popularité grandissante du héros qui découle de sa présence dans Le Soir, premier quotidien de Belgique par le tirage, peuvent expliquer cet engouement. En 1938, les ventes de l'édition en noir et blanc de L'Île Noire s'élèvent à 1 974 exemplaires. Elles se poursuivent jusqu'en 1943, année de la première version en couleurs, pour un total de 14 872 exemplaires.
Cette même année 1943, la version colorisée s'écoule à 14 889 exemplaires, tandis que la refonte de 1966 compte 100 730 albums vendus dès l'année de sortie.
Bénéficiant de ses différentes versions, L'Île Noire est l'un des albums les mieux vendus de la série : en 2003, les ventes cumulées s'élèvent à 5 480 420 exemplaires, dont la moitié après le décès d'Hergé en 1983, ce qui le place au troisième rang derrière Tintin en Amérique et Tintin au Congo.

## Analyse et interprétations

### Une tension croissante au fil du récit

#### Tintin en Écosse, une incursion fantastique au dénouement rationnel

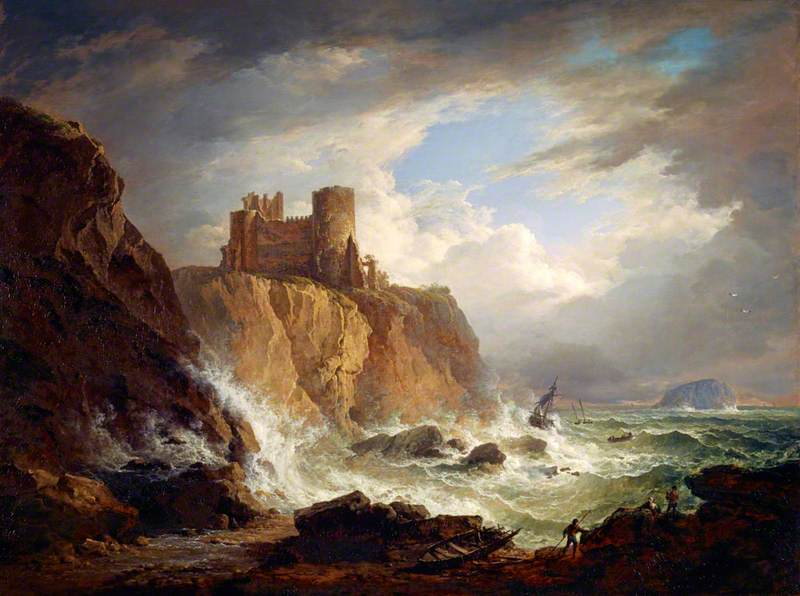
A View of Tantallon Castle, tableau d'Alexander Nasmyth, vers 1816.

Pour Ludwig Schuurman, qui consacre une thèse de doctorat puis un ouvrage détaillé à cet album, « ce polar, qui est aussi un thriller, glissant avec grâce vers le gag et la fantaisie surréaliste, voire vers le fantastique, sans dissocier le sérieux de l'humour, sans négliger les digressions qui font le sel de chaque album, sans chercher non plus coûte que coûte à séduire les enfants, s'avère par ailleurs un document mémorable et sans prétention bavarde sur les tensions précédant le deuxième conflit mondial ». Comme à son habitude, Hergé inscrit son récit dans l'actualité de son époque mais l'originalité de ce volet est d'accoler cette problématique à une ambiance plus mystérieuse en exploitant le potentiel légendaire de l'Écosse. Benoît Peeters note que « l'auteur réunit habilement ces deux univers jugés incompatibles en montrant que les gangsters modernes sont parfaitement capables de jouer sur les vieilles angoisses et de se servir de peurs ancestrales pour mener à bien leurs projets ».
L'image de l'Écosse comme une terre de légendes se répand dès la fin du XVIIIe siècle dans la tradition littéraire, à travers les descriptions qu'en font les poètes William Collins et James Beattie, pour qui l'Écosse est une « terre mystérieuse, voilée de brumes, creusée de sombres cavernes, d'un pittoresque tour à tour mélancolique et inquiétant ». Tintin lui-même s'identifie à cette terre de légendes par l'évolution de sa tenue dans la dernière partie de l'album : recueilli par un vieux berger, il troque ses vêtements en lambeaux contre une tenue traditionnelle écossaise, étant d'ailleurs le seul personnage à porter le kilt. Dans la première version du récit, c'est en descendant l'escalier qu'il apparaît au lecteur, de sorte que Ludwig Schuurman le voit « dans la peau d'un William Wallace justicier » qui pénètre ainsi dans « le nœud local de l'action ». Cette tenue signifie tout autant son identification au lieu surnaturel que l'impossibilité d'un retour en arrière tant que l'enquête n'est pas résolue.
Plus tard, son arrivée à Kiltoch réunit plusieurs éléments « empreints de fantastique : crépuscule, petit village pittoresque, vieux prédicateur écossais, superstitions, monstre mystérieux, bruits de la « Bête », Île Noire, château en ruine ». Toutefois, la résolution de l'intrigue s'effectue de manière crédible et les éléments fantastiques trouvent une explication rationnelle. À cette époque encore, Hergé cherche à rassurer son lecteur en lui proposant une fin qui préserve le caractère rationnel et moral de la série, et ce n'est que dans les années 1940, principalement avec Les Sept Boules de cristal, qu'il basculera plus franchement dans l'écriture fantastique.

#### Ranko, figure centrale de l'aventure

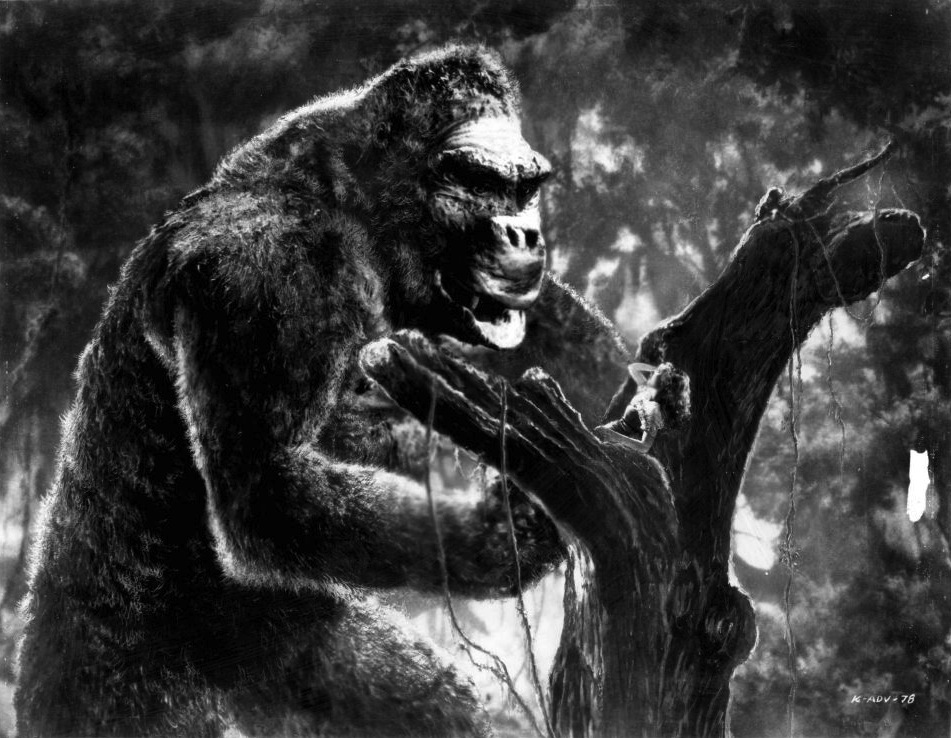
Le gorille Ranko présente des similitudes avec King Kong, une autre créature légendaire et terrifiante.

L'Île Noire contient un véritable catalogue des peurs et des éléments phobogènes tels qu'ils sont étudiés par le psychiatre Christophe André dans Psychologie de la peur : craintes, angoisses et phobies : animaux, vertige, sang, blessures, injections, vol en avion, claustrophobie, eau et dysfonctionnement climatique. Pour Ludwig Schuurman, le gorille Ranko, véritable « personnification de L'Île Noire », est le principal élément phobogène du récit. Par son caractère monstrueux, il est la première créature terrifiante des Aventures de Tintin, préfigurant l'araignée géante de L'Étoile mystérieuse, la momie de Rascar Capac dans Les Sept Boules de cristal ou encore le yéti de Tintin au Tibet.
Plus que l'île et le château en eux-mêmes, c'est bien Ranko qui constitue le véritable danger de l'aventure, d'autant que sa présence est d'abord suggérée au lecteur avant que la créature ne lui soit montrée. Désigné dans un premier temps par le terme polysémique de « Bête », ou par périphrase, Ranko est évoqué par des bruits « sur lesquels l'imagination du lecteur peut construire une image et concrétiser de façon personnelle le monstre ».
Dans les vignettes qui précèdent son entrée en scène, le dessinateur s'efforce d'instaurer un climat de malaise tant au niveau graphique qu'au niveau textuel : ses premiers cris retentissent la nuit, puis le vieillard écossais, d'un air sentencieux, enserre le bras de Tintin de ses doigts crochus en lui révélant la légende, avant que les marins, le lendemain, refusent tour à tour de conduire Tintin jusqu'au château de Ben More. Les vignettes suivantes, presque muettes, « ménagent à merveille la rencontre du petit reporter avec le gorille ». L'approche de l'île, « véritable silhouette de monstre marin, tache d'encre hérissée sur le papier blanc, couronnée d'éclaboussures figurant les nuées d'oiseaux noirs », accroît encore la tension, jusqu'à ce que le héros pénètre dans le château, grimpe au sommet du donjon, où le gorille vient finalement à sa rencontre. Cette mise en scène inscrit le récit parmi la tradition des grands romans d'aventure car, ainsi que l'affirme Jean-Yves Tadié, « dans toute île déserte, il y a un occupant mystérieux ».
Dès son apparition, Ranko offre « un concentré de bestialité » : noir, puissant, violent et belliqueux, il bave et hurle sans retenue. La perception du gorille évolue favorablement dans la suite de l'aventure : sa chute dans l'escalier assomme l'ensemble des faux-monnayeurs, si bien qu'il peut être classé parmi les adjuvants de Tintin même s'il ne le sauve pas sciemment.

### Structure narrative

#### Élaboration du scénario et séquences digressives
Dans ses premières aventures, Hergé procède par une composition proche de l'enfilage, c'est-à-dire une suite de gags et de séquences qui s'enchainent sans construction ni plan prémédité et n'ayant que le héros comme fil conducteur. Il entame un processus de transformation de son œuvre vers un système narratif plus élaboré à partir des Cigares du pharaon, et commence à se préoccuper véritablement du scénario dans Le Lotus bleu, même si son élaboration s'effectue en cours de route avec l'appui de son ami Tchang Tchong-jen. Hergé franchit une nouvelle étape avec le fétiche arumbaya dans L'Oreille cassée, un élément récurrent qui assure l'unité du récit. De fait, si l'histoire emboîte plusieurs énigmes et ne tient pas encore tout à fait debout, la technique de l'enfilage disparaît peu à peu.
L'Île Noire comporte encore quelques « défaillances de la logique narrative » et Ludwig Schuurman prend notamment pour exemple la séquence de la poursuite du chien dans le parc de la villa du Dr Müller qui; « quoique cocasse et mouvementée, […] reste invraisemblable et presque superflue dans le dispositif narratif conçu par Hergé ». Toutefois, ces courtes séquences digressives qui émaillent le récit, comme le vol de la clé des pompiers par une pie, l'accident de la caravane, la scène d'ivresse de Milou ou sa chute dans les chardons, « agissent davantage comme des pauses, des respirations au sein d'une course poursuite effrénée ». Ces digressions alternent avec les scènes cruciales qui mènent au dénouement de l'intrigue, mais tout en apportant une touche comique à l'aventure, elles ne sont pas toutes dépourvues de suspense : la recherche de la clé par les pompiers crée un moment de tension alors que Tintin gît dans la villa en proie aux flammes ; de la même façon, le lecteur entrevoit une issue dramatique aux acrobaties aériennes involontaires des Dupondt.
Thierry Groensteen affirme qu'Hergé conçoit chacun de ses scénarios « comme une vaste chambre d'échos, où la répétition de certains gestes, de certaines circonstances, permet à des moments disjoints de l'action d'entrer en résonance ». Selon l'universitaire Daniel Couégnas, la répétition mécanique remplit « une fonction de suspense dramatique, puisqu'elle ralentit le récit, le dilue, le suspend provisoirement » et crée un rythme de lecture qui s'approche d'un « rythme respiratoire ». Pour Ludwig Schuurman, Hergé construit « une intrigue fondée sur ce jeu perpétuel du gendarme et du voleur, et notre goût du déjà-vu », si bien que l'application d'un schéma itératif fait de son récit une « poursuite folle sans cesse interrompue » selon Pierre Masson.
De nombreuses scènes se font donc écho et sont répétées : entre autres exemples, le héros s'approche deux fois de l'avion des bandits et le rate, il prend deux fois le train, il est hospitalisé deux fois et finit par en sortir prématurément sans l'avis du corps médical, etc.

#### Une«exposition efficace»
Ludwig Schuurman vante la qualité de la planche introductive de l'aventure qu'il juge « d'une efficacité et d'une autonomie remarquables ». Il estime qu'en quelques cases, l'histoire est lancée « mieux peut-être qu'elle ne le fut jamais ». Hergé inaugure d'ailleurs le thème de la promenade du héros, procédé repris dans Le Sceptre d'Ottokar, Le Crabe aux pinces d'or, L'Étoile mystérieuse, Tintin au Tibet et Les Bijoux de la Castafiore : Tintin et Milou se baladent en pleine campagne, dans une insouciance totale, quand le bruit d'un avion en difficulté vient troubler le calme apparent de cette séquence. Intrigué, le héros s'approche de l'appareil non immatriculé qui vient de se poser dans un pré et propose son aide aux aviateurs avant d'être abattu. Dans la dernière case, Tintin gît sur le sol, sans connaissance, de sorte que le récit atteint une tension maximale. Thierry Smolderen et Pierre Sterckx, biographes d'Hergé, saluent eux aussi la simplicité de cette séquence et son dépouillement extrême que viennent renforcer des dialogues réduits au maximum.
De fait, Hergé livre « l'un des incipits les plus efficaces et les moins bavards des Aventures de Tintin », à l'extrême opposé des « introductions lourdement explicatives » des derniers albums de la série, comme Tintin au Tibet et Tintin et les Picaros, voire de la complexité de l'aventure précédente, L'Oreille cassée. L'amorce du récit de L'Île Noire est donc un parfait exemple de la structure narrative qui sert de trame à la quasi-totalité des albums suivants, en débutant l'histoire par une situation banale de la vie quotidienne qu'un fait anodin vient perturber, précipitant l'engagement du héros. Benoît Peeters constate que, contrairement à d'autres grands auteurs de la bande dessinée francophone adeptes de plans introductifs emphatiques, comme Jacques Martin ou Edgar P. Jacobs, « Hergé entre toujours dans le récit par la petite porte ».
Pour Ludwig Schuurman, l'efficacité de cette scène introductive est d'autant plus importante qu'elle fait naître de nombreuses questions chez le lecteur : « Pourquoi a-t-on tiré sur Tintin ? […] Qui sont les deux aviateurs ? Que font-ils ? Pour qui agissent-ils ? De qui émane la consigne ? Pourquoi leur avion n'est-il pas immatriculé ? ». Tout en présentant une situation initiale d'une grande banalité, l'auteur introduit immédiatement un élément perturbateur mortifère qui donne à l'histoire « la puissance et l'énergie des récits s'ouvrant in medias res ».

#### Motif littéraire de l'île
L'Île Noire marque la première intrusion de Tintin dans « l'espace insulaire », un thème largement répandu depuis l'Antiquité, et comme le souligne Ludwig Schuurman, « le jeune Hergé subit de fait l'influence plus ou moins consciente d'une littérature foisonnante ancestrale et inscrit ainsi son œuvre dans une tradition littéraire mythique ». Par sa topographie singulière l'espace clos qu'elle définit, son isolement et sa relative inaccessibilité, l'île contient une certaine ambivalence sur le plan littéraire, à savoir « l'île utopique, heureuse et bienfaitrice ; et l'île fantastique, périlleuse et mortifère ». Pour Ludwig Schuurman, L'Île Noire contient ces deux aspects. Île lugubre surmontée d'un château en ruine, repaire de faux-monnayeurs qui masquent leur activité criminelle par la terreur et les superstitions nées de la présence d'une « Bête », l'île de Ben More revêt évidemment un caractère dangereux pour le héros. Mais une autre lecture du récit peut la faire considérer comme une utopie : « l'île héberge une société d'hommes, ce qui peut sembler un idéal perdu pour le scout que fut Hergé, idéal corroboré par la vision réduite et plutôt négative de la femme et du couple véhiculée dans l'ensemble de l'œuvre ». Le château de Ben More abrite une communauté exclusivement masculine qui « vit en autarcie, protégée du monde extérieur par le singe Ranko, et qui fabrique en toute indépendance sa propre monnaie et ses propres lois », ce qui apparaît comme une utopie pour « ceux qui y vivent et qui en acceptent les codes », et une contre-utopie pour celui qui les refuse, à savoir Tintin.

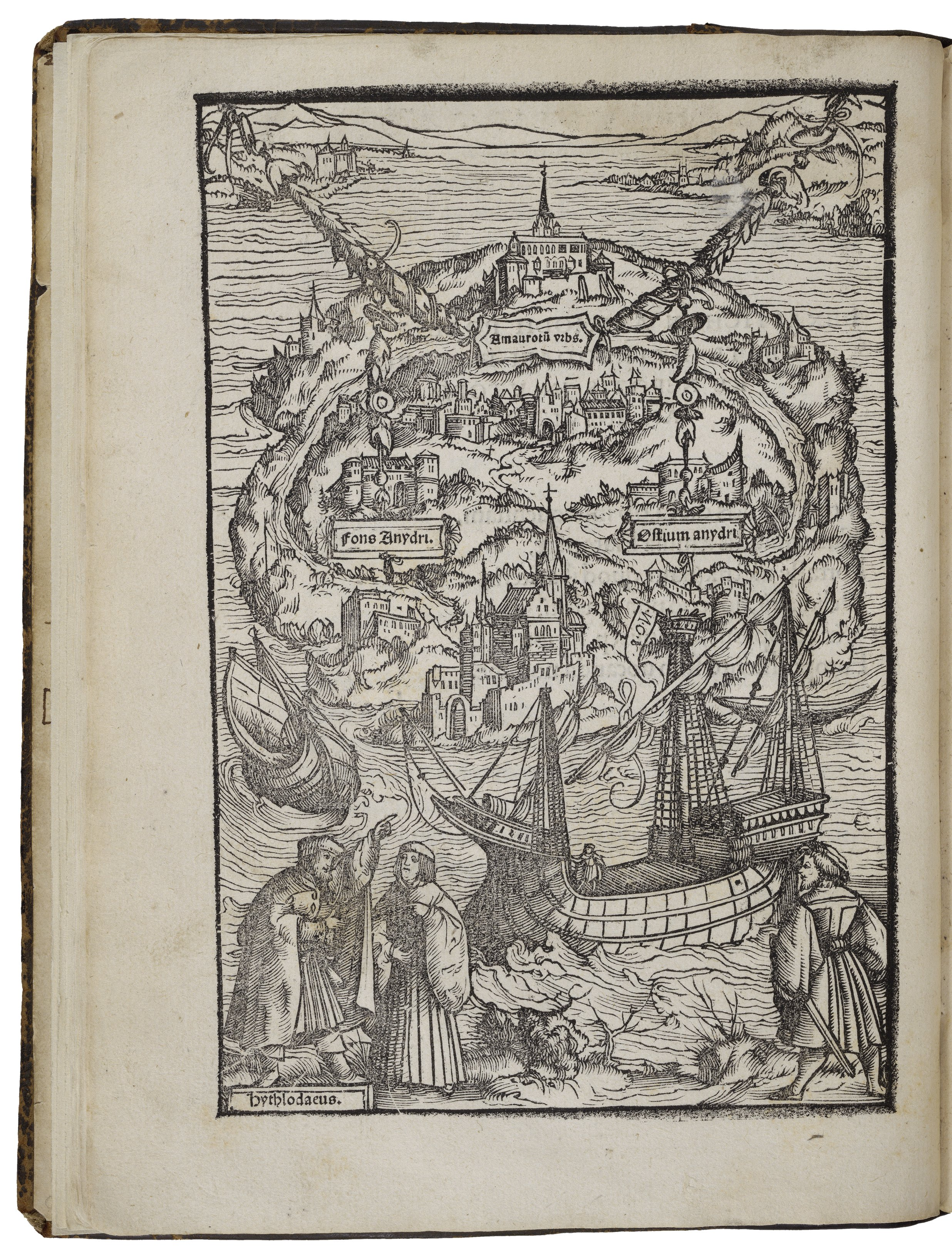
L'île d'Utopie, ouvrage de l'humaniste Thomas More que Ludwig Schuurman rapproche de L'Île Noire.

Sur un autre plan, Ludwig Schuurman établit un parallèle entre le récit d'Hergé et L'Utopie de l'humaniste anglais Thomas More. Dans cet ouvrage, le conquérant Utopus tranche l'isthme qui rattachait la terre d'Abraxa au continent, fondant ainsi l'île dont il devient le roi et à laquelle il donne son nom, un geste qui peut être vu en négatif chez Tintin. Au contraire du héros de Thomas More, celui d'Hergé rattache l'île à la terre et devient « celui qui révèle les secrets du lieu insulaire ». Ce rôle de précurseur est régulièrement confié à Tintin dans la suite de ses aventures : il est le premier à poser le pied sur l'aérolithe dans L'Étoile mystérieuse ou sur la Lune dans On a marché sur la Lune, à visiter l'épave de La Licorne dans Le Trésor de Rackham le Rouge, ou encore à pénétrer dans l'antre du yéti pour délivrer Tchang dans Tintin au Tibet.
Le motif littéraire de l'île est lui aussi repris dans ses différentes composantes par Hergé, d'abord avec l'aérolithe fantastique de L'Étoile mystérieuse, puis avec l'archétype de l'île au trésor, déserte et exotique du Trésor de Rackham le Rouge, l'île volcanique de Pulau-Pulau Bompa dans Vol 714 pour Sydney et enfin l'île d'Ischia, seule île authentique de la série où Hergé prévoyait d'envoyer son héros dans Tintin et l'Alph-Art.

#### Influence du roman gothique

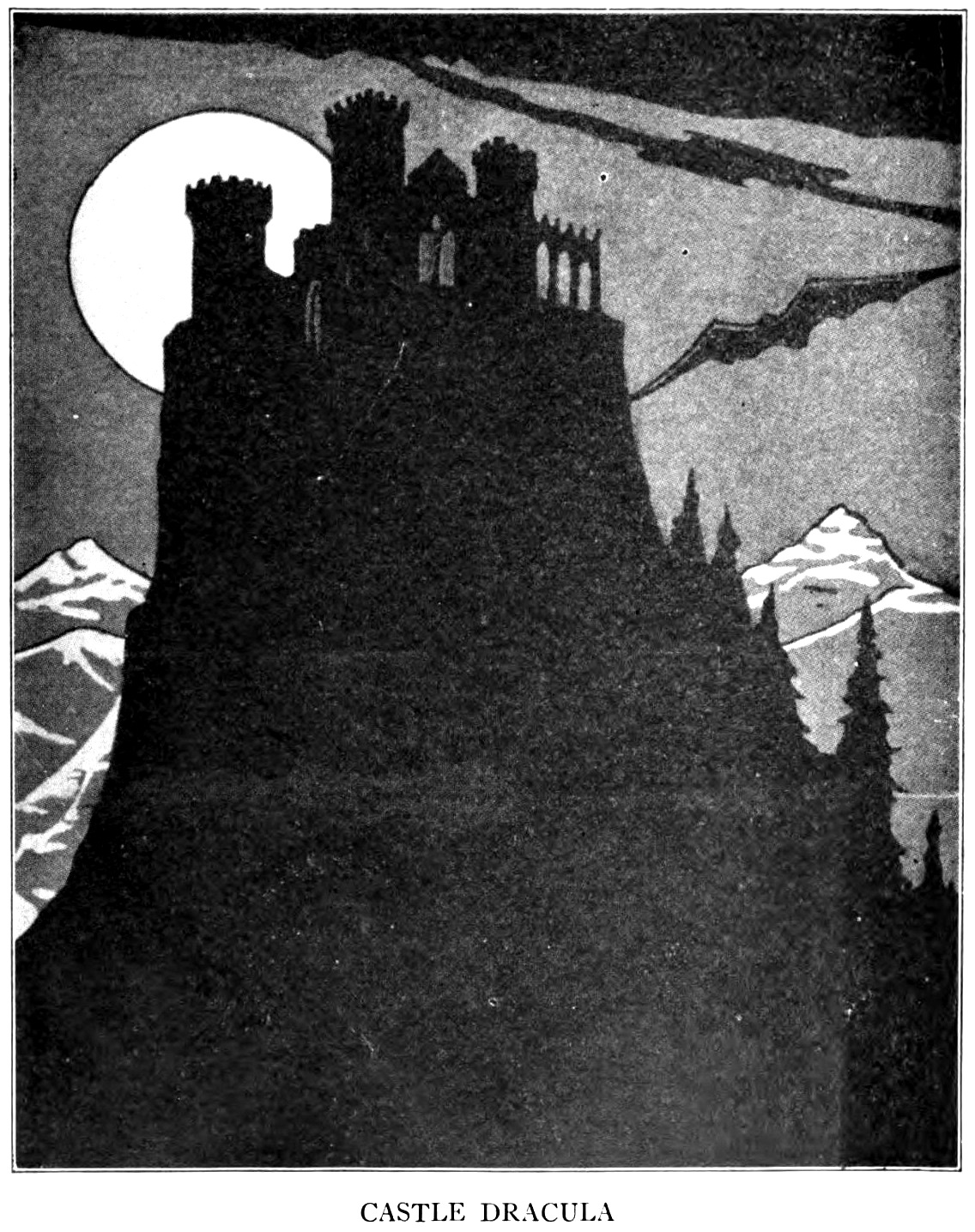
Représentation du château de Dracula, vers 1910 : le château hanté, isolé, mystérieux et lugubre, est le cadre typique des romans gothiques.

Le scénario de L'Île Noire comporte de nombreux ingrédients du roman gothique traditionnel anglais, à savoir la présence d'un château en ruines, son isolement, l'évocation d'un monstre féroce faisant naître la superstition ou encore des évènements surnaturels. Pour Ludwig Schuurman, la séquence de l'entrée de Tintin dans le château de Ben More est particulièrement représentative de cette influence en cumulant plusieurs ingrédients et en offrant « une belle homogénéité de sens et d'atmosphère ». Il s'agit de la planche 89 de la première version de l'aventure, qui correspond aux six dernières vignettes de la planche 43 dans l'édition de 1966.
Dans la première vignette, Tintin apparaît dans l'encadrement de la lourde porte en bois dans une attitude craintive. Portant un bâton de bois en guise d'armes, il est vêtu d'un kilt qui féminise et fragilise sa silhouette. Le jeu d'ombres matérialise un « rapport de force relationnel entre le dedans, territoire hostile, secret et faussement désert, et l'intrus qui vient du dehors, occupant une position ambiguë, à la fois offensive […] et vulnérable ». Dans la deuxième vignette, le héros poursuit sa progression hésitante avant l'ascension du donjon, ce qu'il effectue dans l'image suivante. Cette troisième vignette montre le héros en plongée, comme « aspiré par la spirale sombre de l'escalier ». Il aboutit au sommet de l'escalier dans une nouvelle image muette qui entretient le suspense : les visages de Tintin et Milou, surmontés de gouttelettes de sueur, ne peuvent dissimuler leur angoisse, alors que de sombres oiseaux noirs, symboles de malheur, plantent au-dessus de leur tête. La cinquième vignette, qui montre le donjon en contre-plongée, cultive un paradoxe entre les paroles rassurantes du héros admirant la vue et la silhouette imposante et menaçante de la bâtisse.
Pour Ludwig Schuurman, cette image agit comme une sorte de « fausse rémission qui précède le chaos ». La dernière vignette, qui doit rester ouverte et entretenir le suspense jusqu'à la planche suivante, fait apparaître les cris terrifiants de la Bête, encore invisibles, amplifiés par le gras du lettrage de l'onomatopée « BOUM BOUM ». Ces bruits émanant de l'escalier, seule issue possible pour le héros, le condamnent à l'imminence de l'affrontement.

#### Thèmes et procédés récurrents dans l'œuvre d'Hergé

##### Grotte et souterrains
Les Aventures de Tintin se distinguent par une abondance de grottes, de galeries souterraines et de cryptes. Présentes dans la moitié des albums de la série, elle sont un élément incontournable du récit d'aventures dont l'universitaire Pierre Masson considère qu'il permet au héros d'atteindre, par l'humilité de la reptation et le déplacement contraint dans un espace exigu, « une sorte de pays de l'autre côté, zone supposée interdite ». Dans L'Île Noire, c'est en remontant un boyau creusé naturellement dans la roche, alors qu'il tente de fuir les balles de Wronzoff, l'appétit de Ranko et la marée montante, que Tintin aboutit au repaire des faux-monnayeurs.
D'après la psychanalyste Marie Bonaparte, les palais, les châteaux, les maisons et les souterrains sont « autant de transferts de la demeure primitive où nous avons tous résidé : le corps maternel », et pour Maurice Lévy, qui étudie la structure du roman gothique anglais, les histoires de réclusion sont « autant de représentations symboliques du retour à la mère ». Le château de Ben More et sa galerie souterraine peuvent être interprétés de la même façon : l'évolution de Tintin dans le souterrain constituerait une naissance revécue par « un héros orphelin, en recherche perpétuelle d'une reconnaissance et d'un bien-être maternels originels ».
Mais cette quête comporte des dangers car le héros, dans son entreprise, se heurte à la figure du Père. D'après Ludwig Schuurman, le docteur Müller, Wronzoff et Ranko incarnent cette figure paternelle exacerbée car tous trois en partagent les attributs traditionnels, à savoir une pilosité abondante, une taille imposante qui s'apparente à celle d'un ogre ou encore la violence et les châtiments corporels (armes à feu, fouet ou piège à loups pour les premiers, grognements et main démesurée pour le gorille). Müller et Wronzoff partagent également la calvitie, symbole d'un âge mûr, et tiennent des propos ironiques voire des antiphrases lorsqu'ils s'adressent à Tintin avant de le punir, soit par l'enfermement dans un asile soit dans la crevasse. En lui infligeant ces châtiments, les deux bandits cherchent à réduire le héros à « son état initial d'enfant ».

##### Escaliers

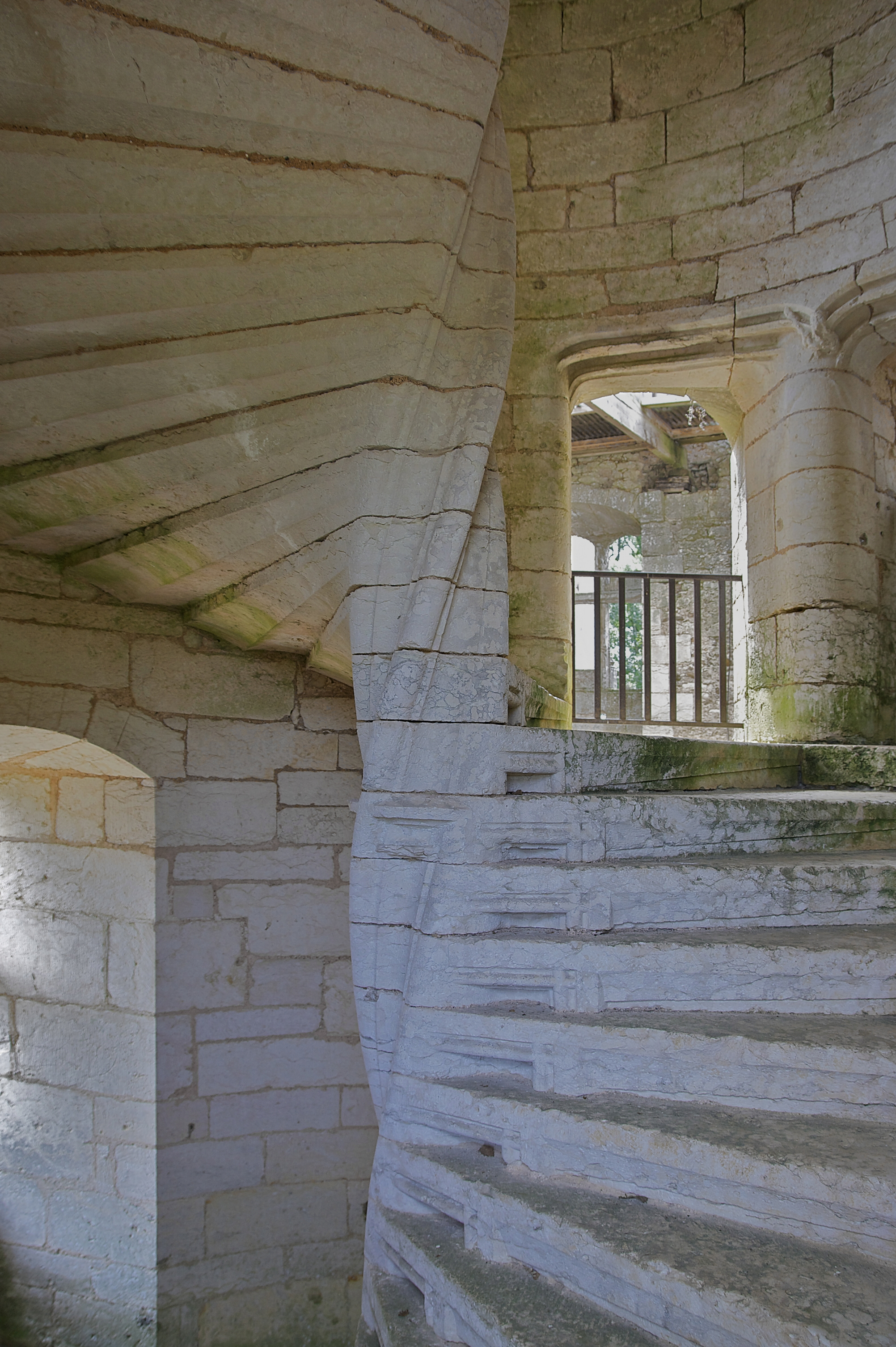
L'escalier en colimaçon du château de l'Herm (Dordogne.

L'Île Noire contient, comme les premiers albums de la série, de nombreuses reprises du motif de l'escalier qui, selon Ludwig Schuurman, « propos[e] ce type de transition propre à creuser le récit, à le verticaliser, pour en bouleverser la dimension linéaire et ne pas stagner en surface » dans la mesure où « [ils] s'opposent à l'horizontalité traditionnelle et sécurisante du sens de lecture du texte ». La verticalité évoque tout autant le danger que la connaissance, « voie du dénouement de l'intrigue », et selon Jean Chevalier et Alain Gheerbrant, « l'escalier est le symbole de la progression vers le savoir, de l'ascension vers la connaissance et la transfiguration ».
Le recours à l'escalier augmente donc la tension du récit puisque chaque degré rapproche le héros du danger ou de la délivrance : c'est ainsi que Tintin évite les balles du docteur Müller en se réfugiant à l'étage de sa villa puis qu'il est sauvé des flammes par une échelle de pompiers ; plus tard, il saute de la passerelle sur le toit du train avant de se hisser dans le wagon ; puis il grimpe à deux reprises l'escalier en colimaçon du donjon du château de Ben More, « véritable impasse qui débouche sur un vide prévisible, et sur une mort probable ». Ludwig Schuurman précise d'ailleurs que sa forme hélicoïdale concrétise « l'idéogramme favori d'Hergé, c'est-à-dire la volute spiralée placée au-dessus de la tête des personnages quand ils sont évanouis, pris de vertige ou fous ». De fait, l'escalier en colimaçon associe les qualités formelles et esthétiques de la bande dessinée, à savoir la régularité rectangulaire des vignettes, la taille invariable des marges et des caractères, l'alignement des bâtiments, et la rondeur des personnages et des principaux éléments de décors comme des onomatopées.

##### Cryptogramme et mise en garde
Utilisé une première fois dans l'introduction du Lotus bleu, à travers le mystérieux message radio capté par Tintin, le procédé du cryptogramme revient dans L'Île Noire avec la feuille déchirée que le héros découvre dans la poche de manteau d'un aviateur. L'énigme est même double dans cette aventure puisque Tintin doit d'abord reconstituer le puzzle des morceaux de papier déchirés avant de pouvoir décrypter le texte qui indique l'heure et l'emplacement de la livraison des faux-billets dans la villa du Dr Müller. Par son caractère énigmatique, ce procédé relève du ressort dramatique qui permet non seulement de relancer l'action, mais également de solliciter le lecteur qui est amené à réfléchir à l'instar du héros pour décrypter le message. De cette manière, l'auteur réactive « le phénomène identificatoire qui sous-tend la relation entre le lecteur et le personnage ».
Par ailleurs, Hergé utilise fréquemment la mise en garde pour dynamiser son récit et en accroître la tension. Le vieillard de Kiltoch qui révèle à Tintin que le château de Ben More est hanté figure parmi les nombreux sermonneurs et prédicateurs en tous genres qui peuplent les albums de la série. Véritables incarnations de la morale et de la bonne conscience, ils placent le héros dans une situation de dilemme : en choisissant de passer outre aux recommandations du vieillard, Tintin brave un interdit à la fois « effrayant et fascinant ».

##### Accidents et agressions
Dans les premières aventures de la série, les véhicules sont disponibles à profusion pour Tintin et jouent le plus souvent le rôle de « divinités salvatrices ». Ce rôle est néanmoins paradoxal car tout en permettant au héros de progresser vers son but, la voiture représente un danger : l'accident automobile est particulièrement présent dans la série et Tintin en est la victime principale. Toutefois, le héros s'en sort souvent indemne, si bien que l'accident est d'abord un procédé narratif qui permet de relancer le récit par un épisode spectaculaire. Ludwig Schuurman relève que dans L'Île Noire, tous les moyens de transport que Tintin emprunte butent sur un obstacle, à l'exception du ferry et du canot, et ces nombreux arrêts, pannes ou accidents entretiennent la tension du récit en relançant constamment la course poursuite entre le héros et ses opposants.
Par ailleurs, le docteur Michel Bénézech constate que L'Île Noire est la deuxième aventure où Tintin subit le plus d'agressions ou de dommages corporels, après L'Oreille cassée. Énumérant les chutes, les projections, les chocs ou les coups portés à la tête, il en comptabilise trente-sept. Comme dans les albums précédents, nombreuses sont les étoiles qui signifient la violence du choc, tout en la tempérant par l'humour. Par ailleurs, la spirale, symbole cher au dessinateur pour signifier l'étourdissement ou l'ivresse d'un personnage, est cette fois utilisée pour accentuer l'effet de la bagarre entre Müller et Tintin dans la villa du docteur. Leurs corps s'entremêlent autour de cette énorme spirale et chacun des visages apparaît à deux reprises sous des expressions différentes, au milieu de coup de poings et de coups de feu étourdissants les combattants.

##### Fin triomphale et coupure de presse
L'Île Noire reprend le motif de la fin triomphale, présent dans presque toutes les aventures précédentes, mais il le détourne cette fois pour en faire un gag : à peine Tintin a-t-il posé le pied sur le quai pour y être acclamé par la foule que celle-ci se disperse dans l'affolement général à la vue du gorille qui apparaît derrière lui. Ludwig Schuurman note d'ailleurs qu'à la suite de L'Île Noire, les épilogues « se feront moins triomphaux et plus intimes », comme si l'auteur ne concevait plus la célébrité de son héros comme un élément essentiel de la série. À cette fin triomphale succède une coupure de presse reproduite sur une demi-page. Ce procédé, utilisé régulièrement par Hergé pour résumer ou faire avancer l'action, agit cette fois comme une mise en abyme qui rappelle les moments-clés de la lutte de Tintin contre les faux-monnayeurs et consacre à la fois son héroïsme.
Comme à son habitude, l'auteur conclut son aventure par un gag. Les Dupondt, encore marqués par leurs acrobaties aériennes, refusent poliment d'accompagner Tintin dans l'avion du retour, mais alors que l'appareil se met en route, leurs chapeaux s'envolent.
Le motif de la coupure de presse figure également en ouverture de la première version du récit. La première vignette imite celle d'un vrai journal en présentant une photographie de Tintin et Milou en promenade, assortie d'une légende. Ce procédé narratif permet non seulement l'exposition précise des personnages et des lieux, mais également de répondre à l'interrogation des lecteurs concernant le devenir de Tintin entre ses différentes aventures. En 1938, Hergé valorise encore la popularité de Tintin en faisant de lui un héros bien réel dont parlent les médias. C'est donc par un article de presse que s'ouvre et se termine l'aventure, la célébrité conduisant les journalistes à le suivre au fil de l'album. La coupure de presse introductive fait donc croire au lecteur qu'il y a une vie entre les albums, tout en assurant la liaison avec l'aventure précédente, L'Oreille cassée : dans sa dernière réplique, Tintin y évoquait le besoin d'un repos mérité, élément de langage reprise par l'article de presse introductif : « Le fameux reporter Tintin se repose ». La première vignette agit donc comme un « espace de transition », comme l'affirme Thierry Groensteen, un « sas qui nous ménage l'accès au récit, nous fait pénétrer dans le monde où l'auteur nous convie ».
Dans la version de 1966, la coupure de presse introductive disparaît : à cet instant de sa carrière, le dessinateur observe une plus grande humilité à l'égard de son personnage.

### Autres interprétations

#### Vision réaliste et archétypale de la Grande-Bretagne

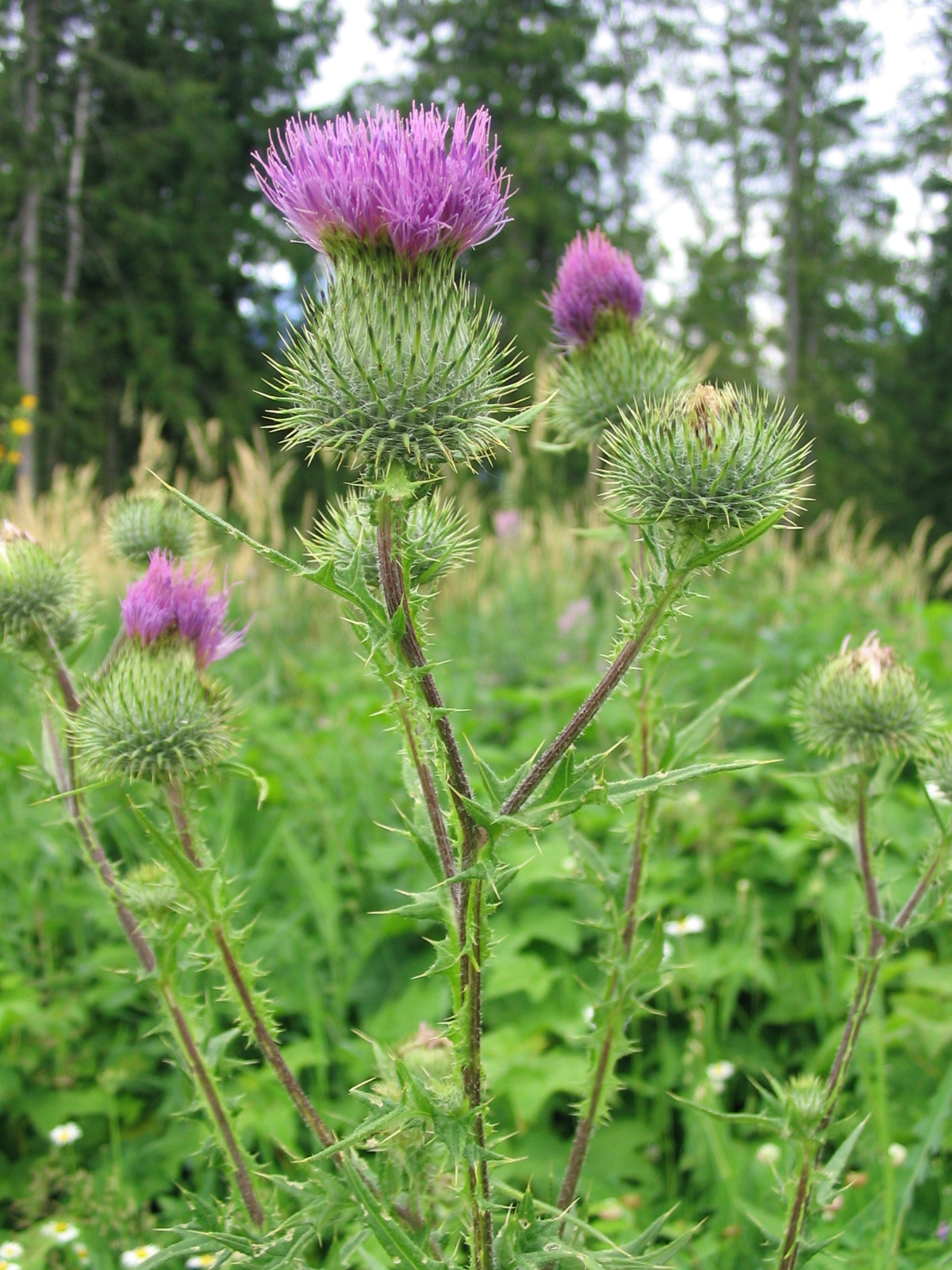
Chardon écossais.

Ludwig Schuurman perçoit dès les premières pages de la nouvelle version de L'Île Noire « une volonté d'authenticité où chaque détail concourt à faire vrai ». L'exactitude des détails apportés par les assistants d'Hergé dans la réalisation des décors contribuent à « la recréation d'une Grande-Bretagne plus véridique », qui transparaît jusque dans les toponymes inventés par Hergé. D'ailleurs, si les villes traversées par Tintin sont fictives, de véritables toponymes sont cités comme Londres, Glasgow, Douvres ou encore Édimbourg. Le Sussex et l'Écosse de L'Île Noire sont immédiatement indentifiables au moyen de plusieurs indices visuels, à savoir les vêtements de Tintin sur la couverture dont le décor est lui-même chargé de connotations britanniques, mais aussi de noms employés dès les premières planches de l'aventure. Sur le plan graphique, l'album réunit une somme de clichés typiquement britanniques comme les falaises de Douvres, le fog, le château hanté, le port et le phare de Kiltoch, le whisky, les pubs, les bobbies, la mention et la présence de monstres mystérieux comme celui du loch Ness, mais également les chardons, emblème de l'Écosse.
Toutefois ce « catalogue de références à la britannité » est bien moins important chez Hergé que chez René Goscinny et Albert Uderzo, dont l'album Astérix chez les Bretons sort la même année que la nouvelle version de L'Île Noire, en 1966 : y figurent notamment des traductions françaises littérales d'expressions anglaises, les courses d'aviron d'Oxford et Cambridge, le rugby, les Beatles, la cornemuse, la sauce à la menthe, les bus à impériale, la Tour de Londres, la Tamise ou encore le gazon anglais. Pour Ludwig Schuurman, cela s'explique du fait que les deux séries évoluent dans des univers différents, L'Île Noire déroulant un roman policier réaliste quand Astérix consiste en une comédie satirique. Le but poursuivi par Hergé se situe donc dans une perspective narrative, de sorte que les clichés britanniques ne sont convoqués que pour les besoins du récit : la présence des falaises trouve sa justification dans le besoin pour les faussaires d'y précipiter le héros, le brouillard pour provoquer le crash, etc. À ce titre, seul la chute de Milou dans les chardons apparaît comme un épisode digressif et anecdotique.
En revanche, bien que la refonte de 1966 apporte une quantité de détails typiquement britanniques, d'autres éléments disparaissent : ainsi, les bobbies traditionnels sont remplacés par de simples policiers à casquette, et la référence à Scotland Yard est gommée pour laisser place à une « Centrale de Police » bien moins parlante pour le lecteur. Pour Ludwig Schuurman, c'est donc « une part de la mythologie britannique s'évapore » dans cette version, et malgré le contentement de l'éditeur, pour qui la Grande-Bretagne de la version originale paraissait fausse et légendaire, celle de 1966 n'est pas plus exacte pour les lecteurs des générations futures : « la première vision, dans son intemporalité mythique et dans son économie, reste la plus convaincante et la plus juste ».

#### Thématique du faux
La thématique du faux est récurrente dans les premiers albums de la série et L'Île Noire, qui met en scène une bande de faux-monnayeurs, ne déroge pas à cette règle. Comme le démontre Benoît Peeters, « [Hergé] est un des artistes du XXe siècle qui a le mieux et le plus constamment posé le rapport au faux : il ne l'a pas posé dans la nostalgie classique du « Vrai », il l'a posé comme une espèce d'évidence de la prolifération du « Faux ». Cela pourrait se marquer à travers de nombreux récits, vous pouvez penser à la fausse monnaie telle qu'elle est traitée dans L'Île Noire, à ces cigares du pharaon qui sont faux car ils sont réceptacles d'autre chose, à ces boîtes de crabe qui ne sont pas des boîtes de crabe, vous pouvez penser à tout ce qui est dit de la collection dans Le Secret de La Licorne, à tout ce bric-à-brac des objets entreposés dans les caves de Moulinsart. C'est un thème qui continuera très, très loin, jusqu'à l'Alph-Art ». D'après Ludwig Schuurman, l'obsession d'Hergé pour ce thème tiendrait du mystère autour de ses origines familiales, en particulier la naissance de son père.
Au sein même de L'Île Noire, le faux semble omniprésent : outre le trafic de fausse monnaie, Tintin démasque dans l'honorable docteur Müller un véritable bandit, puis dévoile les superstitions attachées à Ranko et au château de Ben More.

#### Figure de l'ogre

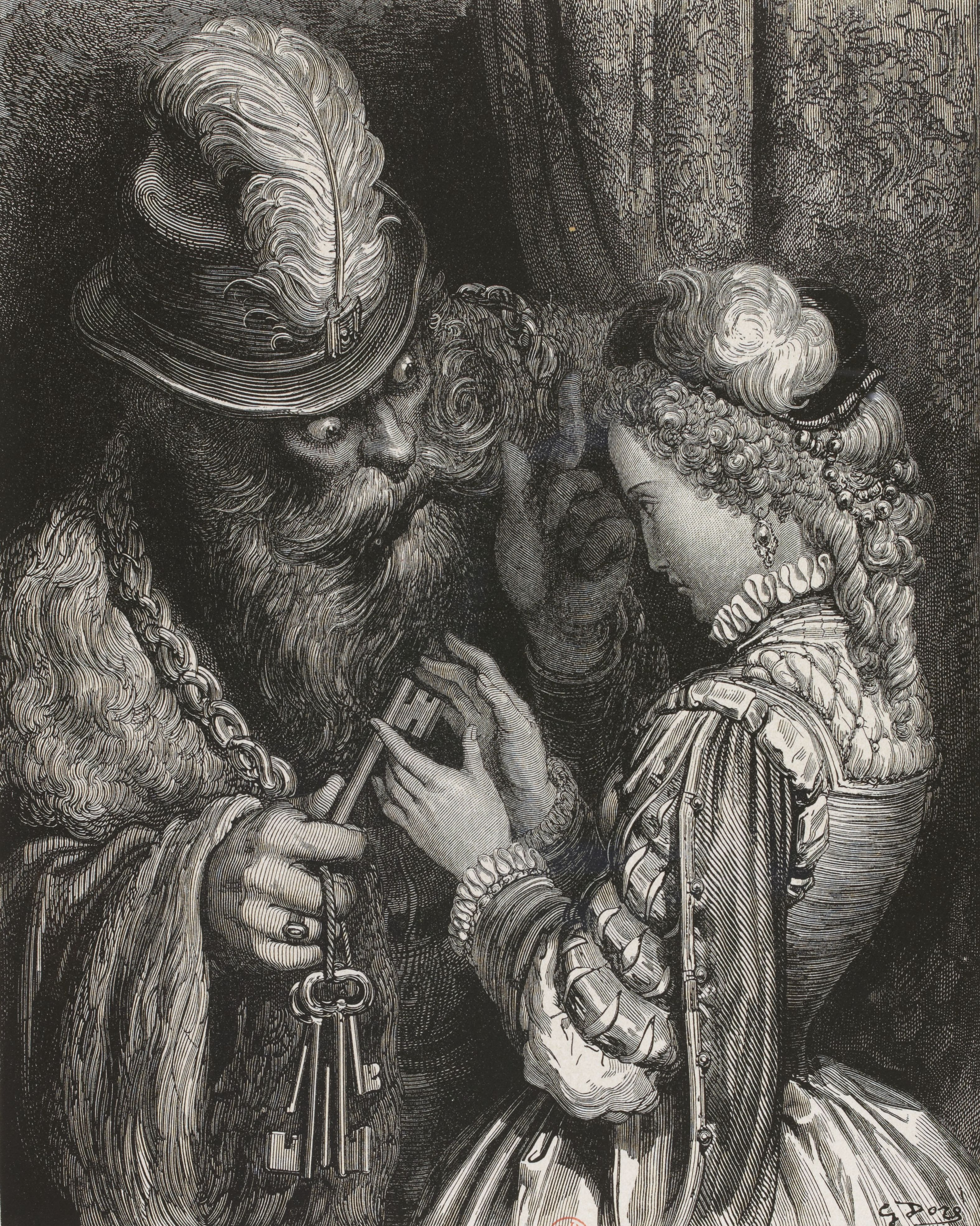
L'Île Noire peut être vu comme une transposition du conte de Charles Perrault, La Barbe bleue.

L'essayiste Jean-Marie Apostolidès assimile le personnage de Ranko à celui de l'ogre dans les contes traditionnels : « L'attitude de Ranko à l'égard de Milou pouvait être interprétée comme une sorte d'amour très fruste. Le gorille se trouvait frappé d'impuissance devant le jeune chien, incapable de passer à l'acte, fasciné par l'être fragile qu'il tenait à sa merci. La séparation finale était déchirante, Ranko pleurant à chaudes larmes lorsque Tintin quittait le zoo ». Il rapproche ainsi Milou du rôle tenu par la jeune fille dont King Kong est amoureux, rôle qui est également celui de Tchang auprès du yéti dans une aventure ultérieure, Tintin au Tibet.
Les habitants de Kiltoch dépeignent la « Bête » « sous les traits des monstres légendaires qui imposent à une région un tribut en nature, souvent constitué de jeunes gens ou de jeunes filles ». Jean-Marie Apostolidès associe donc Tintin à ces jeunes gens offerts en sacrifice, dévoilant ainsi son ambiguïté sexuelle. Dans cette perspective, c'est le personnage de Wronzoff qui « plus que tout autre figure de L'Île Noire, semble traité à travers le prisme du conte populaire pour enfants », réactivant plus particulièrement le mythe de La Barbe bleue. Il est alors possible d'admettre que Wronzoff et Ranko constituent un être unique dédoublé : « chacun partag[e], outre la noire pilosité, des traits humains dont l'autre est dépourvu — Ranko incarnant le monstre caché dans Wronzoff et révélant sa véritable personnalité bestiale, tout en manifestant, au dénouement, la part d'humanité, de regrets et de rachat dont Wronzoff, malgré son apparence humaine, s'avère incapable — ».
D'autres éléments permettent à Ludwig Schuurman de voir L'Île Noire comme une transposition du conte de Charles Perrault : outre la présence d'un « fiancé-animal », tel que le nomme le psychanalyste Bruno Bettelheim, le château de Ben More apparaît comme la chambre interdite qui pique la curiosité de l'épouse comme de Tintin. Le héros, se trouvant à la fois face à un dilemme et face à un défi, finit par braver l'interdit. Par ailleurs, pour Ludwig Schuurman, « les propos alarmants du vieil Écossais, qui égrène les victimes comme autant d'épouses de Barbe-bleue, contiennent implicitement les mêmes imprécations que le discours du mari à son épouse, et constituent, dans les deux œuvres, une véritable mise à l'épreuve du héros ». Tintin et la jeune femme nourrissent la même impatience et sont ensuite confrontés à l'épreuve de l'escalier qui les conduit, par « un espace étroit et vertical de la transition », vers le lieu du mystère, « plongeant les héros dans l'obscurité avant de leur apporter la lumière ».

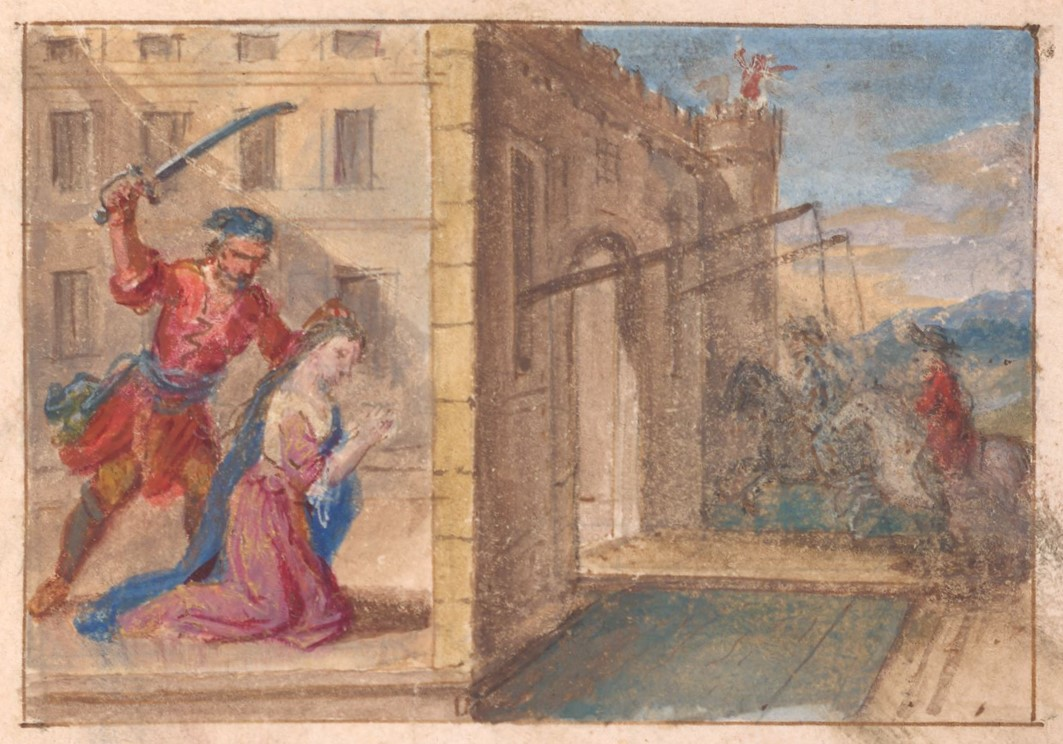
Barbe-bleue s'apprête à égorger son épouse mais ses frères accourent à cheval pour la sauver.
Gouache ornant un manuscrit des Contes de ma mère l'Oye de Charles Perrault, 1695.

L'Île Noire semble même emprunter à La Barbe bleue jusque dans son dénouement. Le lieu souterrain révèle aux héros l'activité clandestine de son propriétaire, et tandis que Wronzoff, comme Barbe-bleue, prédit, non sans ironie, une mort imminente au héros, celle-ci est différée : tout comme la jeune épouse réclame un peu de temps pour prier Dieu, demandant en réalité à sa sœur Anne de guette du haut de la tour l'arrivée salvatrice de ses frères, Tintin franchit quelques marches pour atteindre le poste émetteur de radio qui lui permet d'alerter Scotland Yard. Pour Ludwig Schuurman, la litanie « Anne, ma sœur Anne, ne vois-tu rien venir ? » trouve un écho dans la formule répétitive que lance Tintin à la radio. De même, quand le héros, du haut du donjon, fait signe à la vedette de la police de se hâter tandis que les faux-monnayeurs, armés, menacent d'y monter, sœur Anne fait signe aux deux cavaliers de presser le pas alors que Barbe-bleue, tenant un grand coutelas, crie à sa jeune épouse qu'il va grimper pour la rejoindre. Dans les deux cas, la mort du héros est finalement évitée in extremis.

#### Le«syndrome de Nestor»
Tintin quitte finalement l'Écosse sans avoir capturé les aviateurs qui ont voulu l'assassiner dans la première planche. En effet, le policeman assure aux héros qu'ils ont pu sauter en parachute avant leur accident d'avion, et les deux hommes ne figurent pas parmi les bandits arrêtés au château de Ben More. Ludwig Schuurman relève que pour Hergé comme pour son héros, « l'homme de main n'est qu'un exécutant, un outil manipulé, sous les ordres de têtes pensantes ; il est donc bien moins important que les chefs qui le dirigent, et on lui pardonne aisément, comme on pardonne à Ranko ».
L'auteur convoque régulièrement le renversement des rôles dans ses différentes aventures. À plusieurs reprises, des ennemis ou des personnages qui trahissent Tintin implorent son pardon avant d'établir un lien qui peut évoluer jusqu'à l'amitié avec le héros : outre Ranko, c'est le cas de Pablo dans L'Oreille cassée, Nestor dans Le Secret de La Licorne, Wolff dans On a marché sur la Lune, Piotr Szut dans Coke en stock ou encore le Dr Krollspell dans Vol 714 pour Sydney. C'est ce que le critique Benoît Mouchart appelle le « syndrome de Nestor » et qui peut se rapprocher « d'une certaine volonté de déculpabilisation personnelle d'Hergé » : l'auteur, malgré sa participation active à des journaux collaborationnistes sous l'Occupation, ressent une forme de culpabilité à l'égard de certains confrères ayant connu la répression, de sorte qu'il cherche à les amender de leurs actes, en défendant à travers ses personnages l'argument selon lequel l'action au service d'une autorité ne signifie pas la culpabilité.
En outre, la liberté des aviateurs est un élément indispensable sur le plan narratif : elle perpétue l'idée qu'au dénouement de L'Île Noire comme des autres aventures, « le mal court toujours », si bien que chacun des albums est à la fois une aventure distincte, possédant une clôture propre, et une œuvre de série assurant la fidélité du lecteur.

### Effets de la colorisation (1943)
Contrairement à des aventures plus anciennes comme Tintin au Congo, Tintin en Amérique ou Les Cigares du pharaon, Hergé ne juge pas nécessaire de redessiner entièrement L'Île Noire dans la mesure où la version originale est seulement âgée de cinq ans au moment de sa colorisation, et son art graphique n'a pas suffisamment évolué dans ce laps de temps. Si la version en couleur de 1943 n'est donc qu'une copie de la première, mise au format et colorée, elle entraîne néanmoins un changement de régime de lecture selon Ludwig Schuurman : « l'évolution de l'esthétique hergéenne induit un changement de lisibilité flagrant : au régime simple et efficace du noir et blanc (destiné à l'origine aux enfants) succède, avec la couleur et le rétrécissement, un régime plus travaillé et plus fouillé où le nombre moyen de cases par planche est passé de 6 à 12, soit précisément le double ». La mise en page aérée de la version en noir et blanc propose un espace moins saturé que la quadrichromie, « une homogénéité graphique et sémantique où les éléments se détachent et respirent, une fluidité et une compréhension directe assez éloignées de la planche en couleur ».
Le nouveau découpage de l'aventure s'accompagne également d'une perte du rôle charnière des cases centrales, à savoir les vignettes occupant le centre géométrique des planches, composées le plus souvent de trois bandes de taille équivalente. Cette bande centrale est parfois occupée par une image panoramique qui joue un rôle capital car, tout en faisant avancer le récit, leur situation au mitan de la planche constitue une pause avant l'accélération de l'action. Dans L'Île Noire de 1938, la vignette centrale de la planche a donc souvent ce rôle charnière d'articulation du récit et de renversement narratif. Le resserrement des planches sur quatre bandes dans le nouveau format à 62 pages imposé par la colorisation leur fait perdre ce rôle et entraine leur déplacement, le plus souvent en bordure de strip.

### Changements apportés par la modernisation deL'Île Noire(1966)

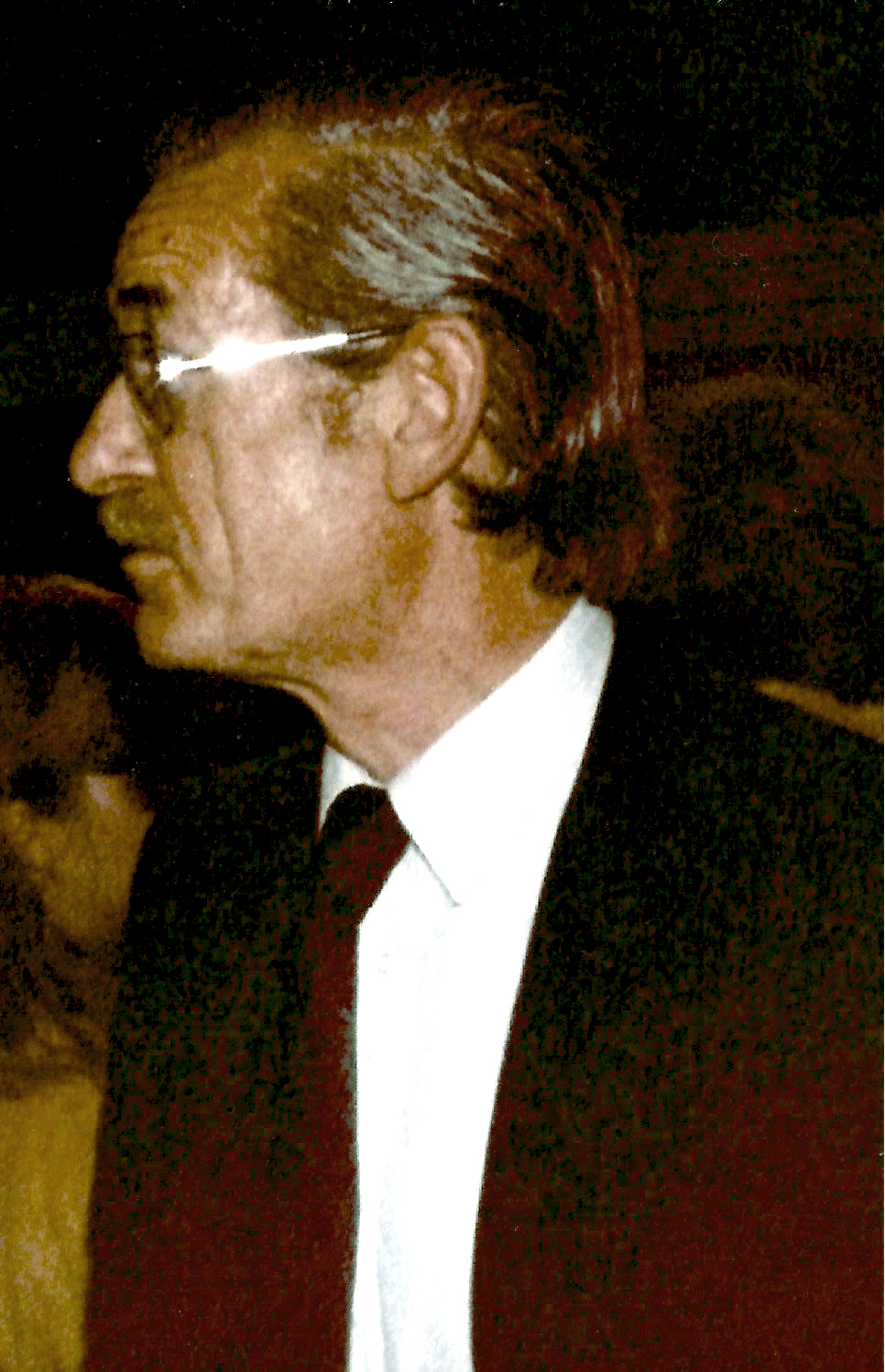
Pour l'édition de 1966 de l'album, Bob de Moor a effectué un voyage de repérage en Grande-Bretagne.

#### Perfectionnement de l'œuvre et complexification de l'image
L'Île Noire est le seul album de bande dessinée à connaître trois versions différentes et à avoir été totalement remanié deux fois, ce qui en fait « un livre à la fois autonome et triple, unique et diachronique ». L'analyse des trois versions de L'Île Noire permet d'aborder l'œuvre d'Hergé selon trois processus de création distincts. Dans la version originale, en 1938, le dessinateur n'ayant d'autre contrainte que celle de la case blanche à noircir, « ne s'embarrasse d'aucun calcul et utilise à plein l'espace dont il a besoin pour ces images ». C'est ce qui explique sa rapidité d'exécution, d'autant plus que les Aventures de Tintin ne sont pas sa seule occupation professionnelle. En 1943, la pression de l'éditeur entraîne l'urgence de la mise au format, si bien que « le travail d'Hergé en souffre parfois ».
À l'inverse, en 1966, le temps n'est plus une contrainte : entouré d'une équipe et sans obligation de livrer l'album à une date précise, Hergé et ses Studios mettent à profit l'abondante documentation qu'ils possèdent et recherchent une forme de perfection dans la réalisation des décors. De ce point de vue, Ludwig Schuurman considère que les différentes refontes permettent au dessinateur « de développer un regard autocritique que les auteurs de BD n'ont pas l'habitude de cultiver ». Bien que ces refontes n'émanent pas de la volonté d'Hergé, elles constituent « le métatravail de maturation qui [lui] fit défaut pour parfaire ses premières créations », et le retour sur ses travaux antérieurs nourrit l'élaboration des nouveaux récits de l'auteur, quand bien même quantité de « tintinophiles » jugent les nouvelles versions moins poétiques que les originales. Pour Benoît Peeters, cette version « est d'une grande médiocrité » : « La confrontation des deux versions en couleur de l'album est comme une leçon de bande dessinée : sous couvert de modernisation, c'est d'un véritable massacre qu'il s'est agi. Car la place grandissante accordée aux détails du décor, qui reste acceptable dans le cadre de nouveaux récits, eux-mêmes plus complexes, devient aberrante dans le contexte de ce remake ». Benoît Peeters évoque ainsi le « piège des Studios » qui pousse à la complexification de l'image, mais il ne dédouane pas pour autant l'auteur : « Cet assassinat s'est perpétré sous les yeux complices d'un Hergé devenu aveugle aux qualités de son travail ».
De la même manière, Pierre Sterckx regrette l'abandon de ce qu'il nomme la « ligne folle » au profit d'une certaine rigidité du trait depuis l'avènement des Studios dans les années 1950, et déplore la perte de sensualité graphique et la disparition du trait voluptueux d'Hergé.

#### Évolution des personnages
Ludwig Schuurman constate qu'entre la version originale et celle de la refonte de l'aventure, « la silhouette de Tintin s'est affinée, sa tête est moins ronde, il paraît plus grand, moins trapu, moins rebondi, en deux mots, moins enfantin ». Cela coïncide avec l'évolution du personnage tout au long des aventures publiées entre ces deux versions tant par sa tenue vestimentaire que par l'effacement progressif de l'expressivité de son visage : « en 1966, une sorte de sagesse, de lassitude ou d'apathie va gagner l'adolescent », si bien que le héros, abandonnant la naïveté de ses premières épopées, se montre « moins absolu, moins entier, moins excessif, moins impulsif ». Entre les deux versions, Tintin perd sa spontanéité et son sourire tout autant que son inquiétude s'efface, créant une sorte de décalage avec une trame narrative pourtant inchangée. Un exemple est particulièrement saisissant, dans la scène où Tintin monte à bord d'un train de marchandises après que Müller et son complice ont détaché son wagon pour le distancer. Dans la première version, Tintin apparaît la houppe au vent, le col de chemise relevé, et affiche un air résolu, déterminé à poursuivre les bandits. Dans la version de 1966, sa coiffure et ses vêtements restent en place malgré le mouvement d'air créé par la vitesse du train, tandis que son visage, seulement marqué par quelques points, prend un air ahuri. Il demeure la bouche légèrement entrouverte et ses sourcils inquiets ont laissé place à deux arcs de cercle au-dessus de ses yeux. D'autres scènes comportent le même effacement des émotions du héros.
D'après Ludwig Schuurman, « Tintin ne semble plus s'amuser en 1966, et par contamination, il nous amuse beaucoup moins ». Le rôle divertissant est alors confié à d'autres personnages apparus entretemps dans la série, comme le capitaine Haddock, le professeur Tournesol, Abdallah ou encore Séraphin Lampion, mais Hergé n'ayant souhaité apporter aucune modification à son scénario originel, ces personnages demeurent absents de L'Île Noire, « délaissant Tintin à sa gravité monolithique quelque peu ennuyeuse ».
Dans L'Île Noire comme dans les premiers albums, à l'exception de L'Oreille cassée où ils n'apparaissent que brièvement, Dupond et Dupont, incapables de voir au-delà des apparences, passent leur temps à poursuivre Tintin. Véritables « faire-valoir de la loi obtuse et aveugle », ils finissent toujours par comprendre leur erreur et se rachètent en collaborant à l'enquête du héros. C'est dans L'Île Noire que les Dupondt témoignent du plus grand nombre de retournements d'opinion à l'égard de Tintin, au point d'abandonner définitivement leur rôle « d'opposants revendiqués » après cette aventure. Comme le remarque Frédéric Soumois, c'est également dans cet album qu'Hergé inaugure le récit en contrepoint des Dupondt, c'est-à-dire le développement d'un récit parallèle à l'intrigue principale qui n'a d'autre fonction que d'introduire le registre comique dans l'aventure. C'est le cas de leur participation accidentelle au meeting aérien, alors même que Tintin poursuit seul la route des faux-monnayeurs.
Le bandit Ivan est le personnage qui connaît la plus grande évolution entre les différentes versions de l'aventure. Au sein même de la version originale, son apparence se modifie : il apparaît d'abord coiffé d'une casquette de chauffeur et semble chauve, mais il possède ensuite des cheveux noirs dans la séquence de la villa du Dr Müller, avant de figurer entièrement chauve pour le reste de l'aventure. Malgré cette incohérence, sa tenue vestimentaire lui confère le rôle de la brute épaisse, une typologie qui disparaît dans la version de 1966 où son apparence comme ses vêtements le rendent « physiquement banalisé ».
Le docteur Müller se range immédiatement dans la catégorie des opposants de Tintin, au contraire d'autres méchants de la série qui usent de faux-fuyants, à l'instar de Roberto Rastapopoulos. Dans la version originale de L'Île Noire, le dessinateur lui attribue même un caractère maléfique dans la scène où il se saisit d'une bûche enflammée dans le foyer de sa cheminée pour la lancer sur Tintin. Sa rage éclate alors : il apparaît voûté, les membres repliés, montrant les dents et prêt à bondir comme une bête. Son faux col ouvert, remontant derrière sa tête, fait office de cornes, les petites flammes qu'il a dans le bas du dos dessinent un nuage noir qui prend la forme de la queue d'un démon, et dans sa bouche apparaît un sourire maléfique : tous ces éléments en font l'incarnation du diable tel qu'il est représenté dans l'iconographie traditionnelle. La refonte de l'aventure édulcore cette représentation, le dessinateur lui conférant une apparence plus humaine, à la fois moins expressive et moins inquiétante : Müller ne montre plus les dents et ne porte ni cornes ni queue.

#### Anachronismes et paradoxes

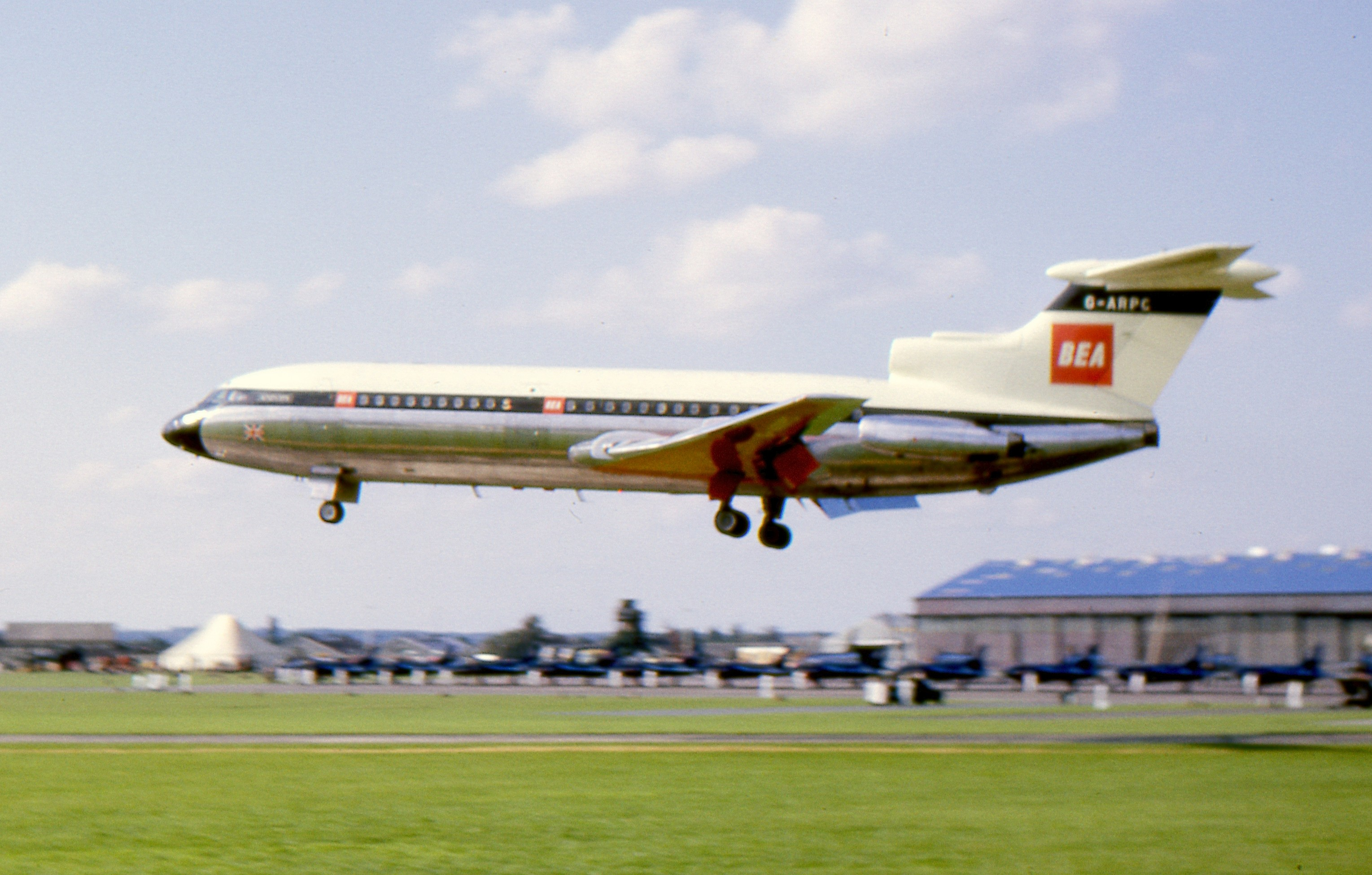
À la place d'un Savoia-Marchetti S.73 de la Sabena, Tintin quitte l'Angleterre dans un De Havilland DH-121 de BEA. La modernité de la refonte tranche avec l'époque où s'intégrait l'aventure à l'origine.

À l'occasion de la refonte, Hergé intègre des éléments intervenus dans la série depuis la première parution en 1938, de manière à « établi[r] des connivences évidentes avec le lecteur plus familier ». Mais en choisissant de privilégier la place originelle de l'aventure, entre L'Oreille cassée et Le Sceptre d'Ottokar, contre sa place de recréation, entre Les Bijoux de la Castafiore et Vol 714 pour Sydney, tout en refusant de modifier son scénario, l'auteur crée de nombreux paradoxes dont certains confinent à l'anachronisme. Par exemple, en modernisant les décors de L'Île Noire, l'auteur donne à voir au lecteur un héros qui emprunte des moyens de locomotion qui n'existent pas encore, et n'existeront pas non plus dans l'album suivant, comme c'est le cas de l'avion qui ramène Tintin chez lui à la fin de l'histoire. Le poste de radio et l'écran de télévision de la pièce de contrôle du château agissent de même.
Par ailleurs, Benoît Peeters souligne l'incohérence de deux scènes : l'épisode des clés perdues des pompiers paraît moins probable en 1966 compte tenu des améliorations technologiques, tout comme les mésaventures aéronautiques des Dupondt, supposées se dérouler sur une période d'au moins 48 heures, toujours retranscrites à la télévision comme s'il s'agissait d'un exploit exceptionnel, alors que ça n'en est assurément plus un dans les années 1960.
Dans la nouvelle version de L'Île noire, l'auteur intègre également des personnages préexistants : ainsi les journalistes Jean-Loup de La Batellerie et Walter Rizotto, introduits dans Les Bijoux de la Castafiore en 1963, rejoignent les journalistes qui accueillent le héros dans le port de Kiltoch à la fin de l'aventure, et participent donc au récit de manière rétroactive.
Enfin, dans la version de 1966, la marque de whisky Loch Lomond remplace non seulement la mention Johnnie Walker, mais également le nom de tous les autres alcools figurant sur des tonneaux ou des panneaux publicitaires dans la version originale. Cette fréquence plus importante fixe la marque Loch Lomond dans l'imaginaire des lecteurs, de sorte qu'ils l'associent comme étant la marque préférée du capitaine Haddock. Toutefois, elle n'est citée que discrètement dans Vol 714 pour Sydney, puis plus franchement dans Tintin et les Picaros, deux albums postérieurs à la refonte. Ainsi, dans l'esprit des lecteurs parcourant les albums dans leur ordre de parution première, la marque Loch Lomond, découverte dès la septième aventure, devient celle de tous les alcools anonymes bus par le capitaine depuis son entrée dans Le Crabe aux pinces d'or. Loch Lomond n'apparaît pourtant que dans trois albums sur l'ensemble de la série.

#### Dédramatisation de l'œuvre
Ludwig Schuurman affirme que la dédramatisation de L'Île Noire s'articule autour de trois points : la perte du climat d'angoisse, l'atténuation des scènes d'action et l'effacement de toute référence à l'Histoire.
Cette dédramatisation est à l'œuvre dès l'ouverture du récit. Dans la première version de L'Île Noire, la dernière case de la première planche peut être vue comme la mort symbolique du héros tant le dépouillement du décor crée un suspense insoutenable pour le lecteur. Dans la version de 1966, l'hypothèse de la mort du héros est directement écartée : Hergé ajoute une spirale au-dessus de son corps inerte, symbole d'étourdissement qui fait comprendre au lecteur que Tintin n'est pas mort mais seulement évanoui. Le décor évolue lui aussi : à la saison froide de la première version succède le printemps de la refonte. L'arrière-plan, enrichi de bosquets, de buissons et d'arbres verts constitue un décor champêtre idéal et sécurisant. Cette évolution peut s'expliquer par l'insertion de cette troisième version au cœur de ce que Frédéric Soumois nomme le « cycle domestique » des Aventures de Tintin. Dans les derniers albums de la série, l'ouverture bucolique est devenue la norme, la majorité des récits débutant dans un climat vert et printanier (y compris Tintin et les Picaros, dans sa première version). À cette époque, Hergé commence une nouvelle vie auprès de sa jeune compagne, après des années de dépression et la séparation de sa première épouse : les aventures de Tintin connaissent la même évolution psychologique que leur auteur, qui aspire à la paix et à l'harmonie.
D'après le sémiologue Pierre Fresnault-Deruelle, qui prend exemple sur la comparaison d'une case anodine dans les trois versions, celle où Tintin et Milou rejoignent la grand-route en longeant une rivière, le passage à la couleur entraîne une dédramatisation de l'œuvre qui explique en partie les réticences d'Hergé à son égard : « La première version, réduite aux seuls contrastes du noir et blanc, a d'abord une valeur signalétique et dramatique, tandis que — le souci de finition l'emportant — la troisième version (plus encore que la deuxième) connote massivement le pittoresque et l'anecdotique. Est-ce à dire que le dessin de 1938 est pourvu d'une valeur narrative moindre ? D'évidence, non ! En revanche, il apparaît que la charge symbolique en question, sans nuire le moins du monde à la crédibilité du récit, ajoute au contraire à celui-ci ». Dans la première version, les arbres sont réduits à l'état de silhouette, formant comme « une sorte de couloir fléché » qui contraint le héros à marcher « entre deux lignes d'obstacle ». Le décor boisé qui prend sa place dans la version de 1966 aseptise cette vignette : « d'hostile, de fantastique et d'anxiogène, l'arrière-plan boisé soudain coloré devient accueillant et champêtre ».
Autre exemple, dans la scène où Tintin entend pour la première fois le bruit de la « Bête » depuis le pub de Kiltoch, la main crochue du vieillard agrippant le bras du héros est désormais en partie masquée par un verre de bière, et le point d'interrogation du héros est remplacé par l'onomatopée « BOUM », de sorte que l'encombrement du décor parasite l'effet saisissant et fantastique de l'image. Pour Ludwig Schuurman, « la première version s'avérait alors subjective ; le lecteur était placé dans la situation de Tintin qui, novice en ces lieux, ne pouvait percevoir la nature d'un bruit lointain au milieu d'une conversation. Seul un habitué de Kiltoch, comme le vieillard, parvenait à distinguer ces tambourinements étranges. Cette préscience même du personnage, qui entend les bruits avant Tintin et avant qu'on ne les lise, lui conférait un caractère divinatoire mystérieux ou instillait dans l'esprit du lecteur découvrant l'histoire, l'idée que ce vieil homme au physique inquiétant pût être à la solde des malfaiteurs. En 1966, la vision de la scène devient objective, les bruits et le discours du vieillard sont simultanés ; Tintin ne s'en étonne d'abord pas, et son interlocuteur y perd de son ambiguïté médiumnique ».
La dédramatisation de l'œuvre intervient également dans le désarmement de nombreux personnages qui est parfois incohérent et incompatible avec le scénario et les dialogues conservés. De la même manière, la représentation des coups portés par des objets contondants évolue au fil des versions. Par exemple, en 1938, Tintin est assommé par Ivan à l'aide d'une clé de serrage, immédiatement remplacée lors de la colorisation par une matraque du même type que celle qui assomme le chauffeur de taxi. Lors de la refonte en 1966, le contact entre l'objet et la tête de Tintin n'est plus montré, l'auteur représentant finalement l'immédiat après-coup. Pour Philippe Goddin, la volonté d'atténuer la violence des scènes trouve peut-être son origine dans le risque de censure qui pourrait s'abattre sur la publication : à la fin des années 1950, Georges Dargaud, éditeur de la version française du journal Tintin, reçoit des réclamations de la part d'éducateurs mécontents du contenu de certaines aventures publiées dans le périodique et de la propension de certains auteurs à représenter des scènes de violence. L'Énigme de l'Atlantide, d'Edgar P. Jacobs, est particulièrement visée, mais cette campagne menée contre le journal Tintin incite probablement d'autres dessinateurs à modérer le contenu de leurs récits.

#### Évolution chromatique et graphique
D'après Ludwig Schuurman, « l'orientation générale du code chromatique est marquée par plus de variété, plus d'ornementation, mais aussi plus de réalisme » lors de la refonte de L'Île Noire. Il constate une réduction drastique de l'utilisation du noir, une tonalité conservée exclusivement pour des éléments nécessairement noirs comme la tenue des Dupondt, la pilosité de Wronzoff, Müller et Ranko, ou encore l'intérieur de la crevasse. Dans la première version colorisée de 1943, toutes les zones noires ne sont pas naturellement décidées par Hergé mais constituent un vestige de la version originale en noir et blanc pour laquelle les aplats d'encre ou les tramés gris sont la seule manière de marquer les contrastes. En procédant dans l'urgence, le dessinateur conserve donc une grande partie de ces zones sombres, ce que le temps long de la refonte dans les années 1960 lui permet de corriger. Si les aplats de couleur qui les remplacent sont plus cohérents sur le plan de l'esthétique globale du récit, ils contribuent à diminuer l'intensité dramatique du récit.
Par ailleurs, la volonté de réalisme accru qui accompagne le dessin des nouveaux décors produit une sorte de « parasitage graphique ». Par son décor épuré, voire dépouillé, la version originale isole bien souvent le héros au sein des vignettes, ce qui a pour effet, selon Ludwig Schuurman, d'accentuer l'empathie du lecteur. À l'inverse, la saturation des décors de la refonte fait parfois passer Tintin au second plan, comme si l'ensemble de ses actions perdaient leur sens dramatique, voire sacré, tout en réduisant la lisibilité du récit. Cette évolution est directement due au mode de fonctionnement adopté par les Studios Hergé qui consiste en une fragmentation des tâches : chaque étape étant confiée à un spécialiste différent, par le biais d'un travail sur papier calque, le dessin perd de son unité et aboutit à une sorte de brouillage de l'image. Comme le souligne Philippe Goddin, à l'époque de la refonte de L'Île Noire, Hergé délègue de plus en plus de tâches, en fractionnant parfois l'encrage des planches au risque de déséquilibrer l'ossature formelle de son œuvre. Pour cet album, le dessinateur confie même à Jacques Martin et Bob de Moor le dessin de certains personnages secondaires, une tâche qu'il se réserve habituellement, ne les laissant intervenir que sur les décors.
L'abondance de détails prend également le pas sur certains traits cinétiques chargés de retranscrire le mouvement des personnages ou la vitesse des objets et des moyens de locomotion. Par exemple, le train visible dans la quatrième planche de la version de 1966 est noyé dans le décor, perdu dans un plan d'ensemble saturé de détails, Bob de Moor représentant au passage un pont de chemin de fer de Beersel pour apporter plus de vraisemblance. Il perd pourtant l'effet de vitesse obtenu par le dessin de ce même train dans la dixième planche de la version originale, dont la représentation en contre-plongée et la diagonale ascendante créée par le toit des wagons accentue l'effet sur un fond uni presque dépourvu de détails.
Enfin la version de 1966 s'accompagne de trois grandes vignettes qui n'existent pas dans les deux versions antérieures. Ces « macrovignettes » qui s'étalent sur plusieurs bandes représentent respectivement le salon de la villa du Dr Müller, la passerelle de la gare anglaise et le château de Ben More vers lequel Tintin se dirige en canot. Pour Ludwig Schuurman, il faut y voir non seulement la nostalgie d'Hergé pour ses travaux d'affichiste publicitaire mais aussi la volonté d'exploiter au maximum le matériau issu des repérages effectués sur place par Bob de Moor.

## Adaptations

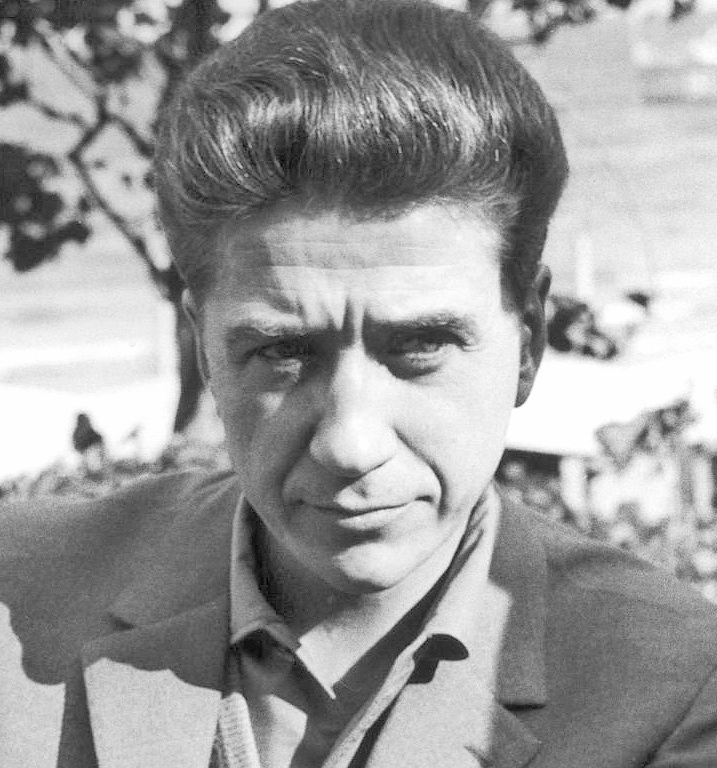
Le cinéaste français Alain Resnais (ici en 1962) envisage d'adapter L'Île Noire mais le projet est abandonné.

Vers la fin des années 1950, les demandes d'adaptations cinématographiques se multiplient. Le producteur français André Barret, qui obtient les droits de reproduction, approche de jeunes réalisateurs. Grand amateur de bande dessinée, Alain Resnais envisage de tourner L'Île Noire entièrement en studio. Le projet est finalement abandonné car jugé trop coûteux.
Entre 1959 et 1963, la Radiodiffusion-télévision française présente un feuilleton radiophonique des Aventures de Tintin de près de 500 épisodes, produit par Nicole Strauss et Jacques Langeais et proposé à l'écoute sur la station de radio France II-Régional. La diffusion de L'Île Noire s'étale sur 24 épisodes d'une dizaine de minutes et débute le 19 septembre 1961 pour prendre fin le 11 novembre suivant.
À la fin des années 1950, Raymond Leblanc, directeur du journal Tintin, s'associe à la société française Télé-Hachette pour concevoir la série d'animation télévisée Les Aventures de Tintin, d'après Hergé, réalisée par Ray Goossens avec la collaboration du scénariste américain Charlie Shows. Assistant d'Hergé, Michel Greg en supervise la production. L'Île Noire fait partie des sept albums adaptés entre 1961 et 1963, mais les réalisateurs prennent certaines libertés avec le scénario original en faisant figurer le capitaine Haddock et le professeur Tournesol, personnages emblématiques de la série mais qui sont absents de l'album puisque leur création intervient postérieurement. Le succès est au rendez-vous et la série est diffusée sur plusieurs chaînes francophones et anglophones.
En 1991, une nouvelle série d'animation naît sous l'impulsion du studio français Ellipse, de son directeur général Philippe Gildas et du producteur Robert Réa,. Sous la direction du réalisateur Stéphane Bernasconi, une équipe de soixante dessinateurs travaille à l'adaptation des albums. En France, les 39 épisodes de la série sont diffusés en première partie de soirée sur France 3 à partir du 5 mai 1992 et rencontrent un grand succès d'audience,. Coproduite avec la société canadienne Nelvana, la série bénéficie également d'une diffusion en Amérique du Nord, notamment sur la chaîne HBO. Les scénarios des épisodes, travaillés avec la Fondation Hergé, sont plus fidèles aux histoires originales d'Hergé que ceux des séries produites par Belvision dans les années 1960. Le récit de L'Île Noire s'étale sur deux épisodes, les huitième et neuvième de la série.